# Tango

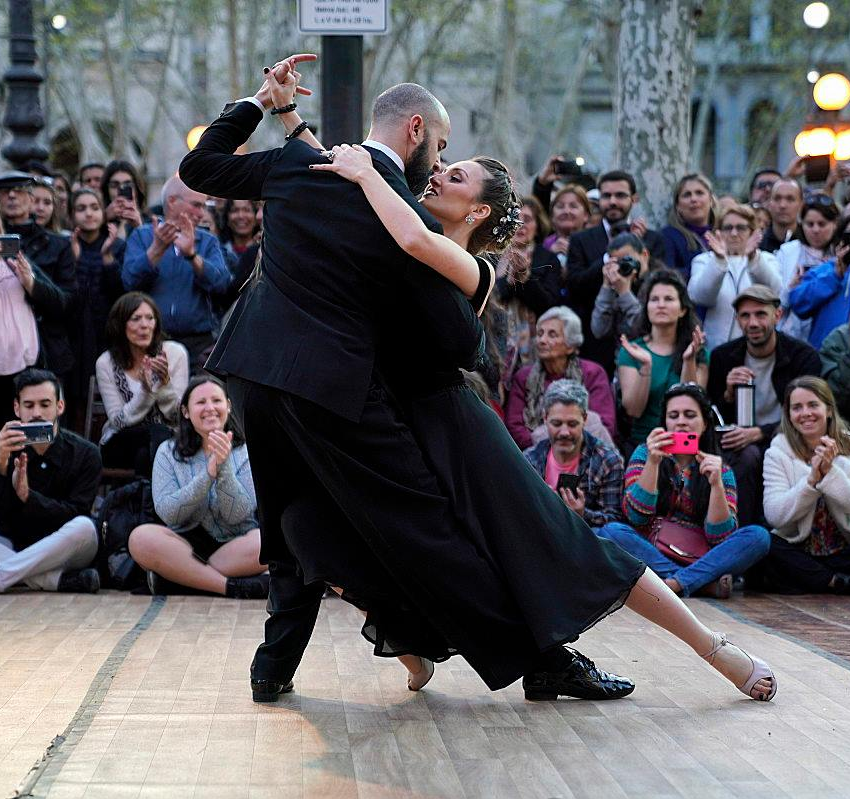
Pareja bailando tango en Plaza Matriz, Montevideo.

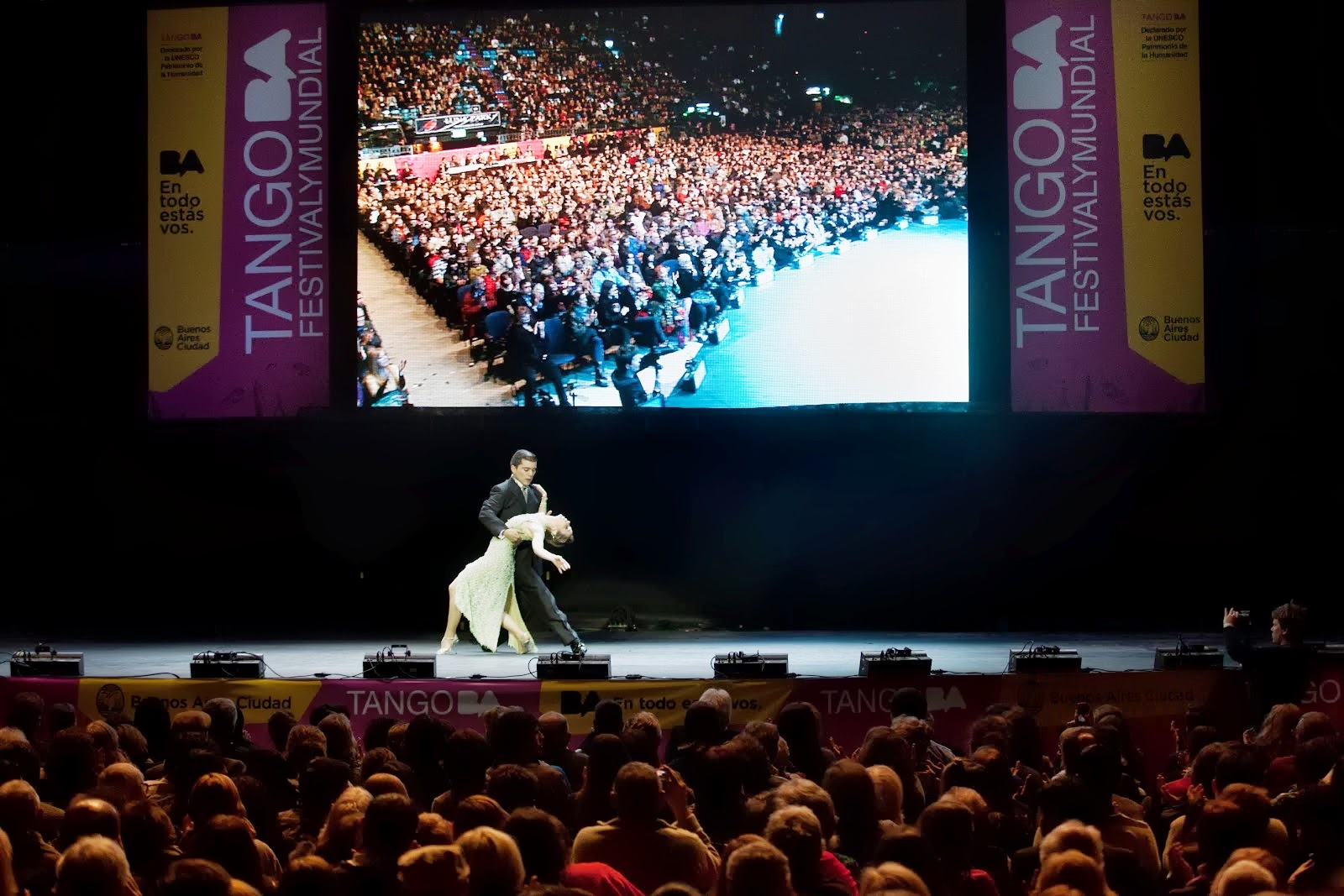
Festival mundial de Tango en Buenos Aires, Argentina

El tango es un género musical y una danza, característica de la región del Río de la Plata y su zona de influencia, pero principalmente de las ciudades de Buenos Aires (en Argentina) y Montevideo (en Uruguay). El escritor Ernesto Sabato destacó la condición de «híbrido» del tango. El poeta Eduardo Giorlandini destaca sus raíces afrorrioplatenses, con la cultura gauchesca, española, italiana y la enorme diversidad étnica de la gran ola inmigratoria llegada principalmente de Europa. La investigadora Beatriz Crisorio dice que «el tango es deudor de aportes multiétnicos, gracias a nuestro pasado colonial (indígena, africano y criollo) y al sucesivo aporte inmigratorio». Desde entonces se ha mantenido como uno de los géneros musicales cuya presencia se ha vuelto familiar en todo el mundo, así como uno de los más conocidos.
Distintas investigaciones señalan seis estilos musicales principales que dejaron su impronta en el tango: el tango andaluz, la habanera cubana, el candombe, la milonga, la mazurca y la polka europea.
El tango revolucionó el baile popular introduciendo una danza sensual con pareja abrazada que propone una profunda relación emocional de cada persona con su propio cuerpo y de los cuerpos de los bailarines entre sí. Refiriéndose a esa relación, Enrique Santos Discépolo, uno de sus máximos poetas, definió al tango como «un pensamiento triste que se baila».
Musicalmente suele tener forma binaria (tema y estribillo) o ternaria (dos partes a las que se agrega un trío). Su interpretación puede llevarse a cabo mediante una amplia variedad de formaciones instrumentales, con una preponderancia clásica de la orquesta y del sexteto de dos bandoneones, dos violines, piano y contrabajo. Sin ser excluyente, el bandoneón ocupa un lugar central.
Muchas de las letras de sus canciones están escritas en un argot local rioplatense llamado lunfardo y suelen expresar las emociones y tristezas que sienten los hombres y las mujeres de pueblo, especialmente «en las cosas del amor».
En 1996 Argentina declaró al tango como parte integrante de su patrimonio cultural. El 30 de septiembre de 2009, a petición de las ciudades de Buenos Aires y Montevideo, la Unesco lo declaró Patrimonio Cultural Inmaterial de la Humanidad (PCI).

## Etimología
Su etimología ha sido y sigue siendo objeto de múltiples teorías y fuertes controversias. Uno de los trabajos fundamentales en este aspecto es el artículo de José Gobello Tango, vocablo controvertido (1976), que destaca precisamente el clima controvertido que suscita el origen de la palabra. El núcleo del apasionado debate es esencialmente civilizatorio, ya que se centra en determinar el papel jugado por las culturas de los indígenas, latinoamericanas, africanas y europeas en la conformación de la expresión. Reflexionando sobre esta puja civilizatoria, Gobello decía en 1999:

Todavía hoy los especialistas discuten si en la elaboración del tango prevalecieron los ingredientes hispánicos o los africanos. La discusión resulta más bien ociosa, porque los ingredientes hispánicos en cuestión tenían también su cuota de sangre negra.
José Gobello

El investigador Héctor Benedetti, en su ensayo Sobre la etimología de la palabra tango (2001), realiza un prolijo repaso de las diversas teorías que se han formulado y la suerte corrida por cada una. Las teorías sobre el origen de la palabra «tango» se remontan a la edición del Diccionario de la Real Academia Española de 1914, en la que decía que provenía del latín tangere, afirmación eliminada en las ediciones posteriores.
En 1957, el historiador Ricardo Rodríguez Molas investigó los lenguajes de los esclavos llevados a la Argentina, principalmente pertenecientes a etnias del Congo, el golfo de Guinea y el sur de Sudán, y descubrió la existencia de la palabra «tango» para referirse a los «lugares de reunión», utilizada tanto en África, como en la América colonial. Rodríguez Molas sostuvo entonces que la palabra «tango» tiene origen africano. Otras palabras íntimamente relacionadas con el tango, como «milonga» y «canyengue», también son de origen africano.
Rodríguez Molas cita una denuncia de 1789, realizada por Manuel Warnes (entonces funcionario del cabildo de Buenos Aires), en la que se usa la palabra "tango" para referirse a las reuniones bailables de los esclavos:

No permitan semejantes bailes y juntas las del tango, porque en ellas no se trata sino del robo y de la intranquilidad para vivir los negros con libertad y sacudir el yugo de la esclavitud.

En Montevideo, en aquella época, la palabra «tango» se utilizaba con un significado similar. El musicólogo uruguayo Lauro Ayestarán citaba en su fundacional obra La música del Uruguay la resolución del Cabildo de Montevideo del 26 de septiembre de 1807 dictada con acuerdo del gobernador Francisco Javier de Elio:

Sobre tambos, bailes de negros. Que respecto a los bailes de negros, son por todos motivos perjudiciales se prohivan absolutamente, dentro y fuera de la Ciudad, y que se imponga al que contrabenga el castigo de un mes á las obras públicas.
Resolución del Cabildo de Montevideo
de común acuerdo con el gobernador Francisco Javier Elío del 26 de septiembre de 1807

Notablemente, la citada disposición del virrey De Elío fue registrada en el índice de Actas Capitulares usando el término «tango». Es que en el virreinato del Río de la Plata los términos «tango» y «tambo» se utilizaban como sinónimos, para referirse a los lugares en que bailaban los negros.
Precisamente a partir del uso generalizado como sinónimos de las palabras «tambo» y «tango», el investigador Oscar Escalada, de la Universidad de La Plata, sostiene que el origen del término es quechua, a partir del vocablo tanpu, hispanizado por los conquistadores españoles como «tambo» y luego utilizado como sinónimo de «tango».
Fueron esos «tambos» o «tangos», ya constituidos en asociaciones por origen étnico de la comunidad afrorrioplatense desde que la esclavitud comenzó a ser abolida en 1813, de donde surgieron las academias, milongas, pirigundines y canguelas, en las que se iría formando el tango en la segunda mitad del siglo XIX.
Con un derrotero diferente, se ha destacado también que la palabra "tango" existe en Andalucía desde mediados del siglo XIX, para designar un género musical llamado tango flamenco o tango andaluz, cuyo origen ha sido detectado hacia 1823 en Cuba, en el barrio negro de La Habana. El tango flamenco, a su vez, registra influencias afrocubanas -en particular la habanera, y africanas. Tanto la habanera como el tango flamenco se encuentran entre los géneros que más influyeron en la aparición del tango como género musical.
Finalmente, teniendo en cuenta el uso generalizado en el Río de la Plata desde la colonia de las expresiones "tambo-tango" y a la vez la expresión "tango andaluz", se ha sostenido una teoría de la doble entrada, que propone que la palabra "tango" se utilizó en el Río de la Plata durante los siglos XVIII y XIX para designar los sitios del baile negro, y luego volvió a entrar en la segunda mitad del siglo XIX, procedente de Cuba-Andalucía, para designar esta vez la danza y el género musical.

## Alfabeto radiofónico
La palabra "tango" fue seleccionada para representar la letra "T" en el alfabeto radiofónico de uso global.

## Historia

### Área geográfica

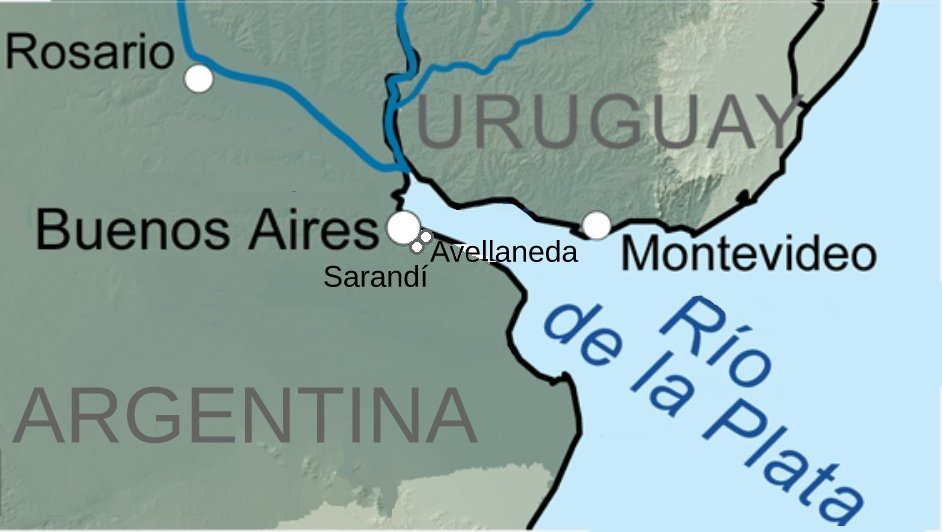
Los investigadores discuten dónde nació el tango. En el período de gestación del tango (1860-1895) existen antecedentes en las ciudades argentinas de Buenos Aires, Avellaneda, Sarandí y Rosario, y en la ciudad uruguaya de Montevideo.

El tango se gestó y es característico de algunas ciudades con puertos fluviales de Argentina y Uruguay, que tienen como eje al Río de la Plata, donde se ubican las capitales de ambos países, Buenos Aires y Montevideo, pero que se extiende a otras ciudades con puertos fluviales de la región, entre las que se destaca Rosario, ciudad argentina de la Provincia de Santa Fe.
La presentación conjunta de Argentina y Uruguay ante la Unesco para el reconocimiento del tango como patrimonio inmaterial de la humanidad reza:

El tango nació entre las clases bajas de ambas ciudades [Buenos Aires y Montevideo] como una expresión originada de la fusión de elementos de las culturas afroargentinas y afrouruguayas, auténticos criollos e inmigrantes europeos. Como resultado artístico y cultural de este proceso de hibridación, el tango es considerado hoy en día como uno de los principales signos identitarios del Río de la Plata.
Formulario de nominación del tango como patrimonio cultural inmaterial de la humanidad

Existen diversos estudios que tienen como fin determinar en qué punto geográfico preciso apareció el tango. Algunas fuentes sostienen que surgió primero en Buenos Aires, otros en sus alrededores suburbanos, en Montevideo e incluso Rosario. Ciudades aledañas a Buenos Aires como Avellaneda y Sarandí, que integraban el suburbio conocido como Barracas al Sud, también registran antiguos antecedentes tangueros.
Las ciudades-puerto en los que se gestó el tango no solo eran los puntos en los que ingresaron millones de inmigrantes a la Argentina y al Uruguay entre 1850 y 1930, sino que además fueron los centros exportadores del modelo económico agroganadero-exportador que ambos países organizaron en la segunda mitad del siglo XIX.
Si bien sus orígenes todavía polemizan las mesas de café de los tangueros, no se discute el prestigio y reconocimiento que adquirió internacionalmente.
Como toda auténtica expresión artística, el tango desentraña la inextricable condición humana. Quizás debido a esta verdad, vive en los barrios de Buenos Aires, en las calles de Montevideo, en las academias de Japón, en las calles de París y en los centros culturales neoyorquinos.

### El tango: música de fusión social
Se sabe que el argot del tango, el lunfardo, está plagado de expresiones italianas y africanas; que el ritmo tanguero y su clima nostálgico tiene un cercano parentesco con la habanera cubana; y que «tango, milonga y candombe» son parte de una misma familia musical de raíces africanas y también de las costumbres provenientes de los gauchos que migraron a la ciudad. Sin embargo el tango no se confunde ni deriva de ninguna danza o género musical en particular. Ernesto Sabato dijo que por sobre todas las cosas el tango es un híbrido, una expresión original y nueva que deriva de una movilización humana gigantesca y excepcional. En el mismo sentido, el músico Juan Carlos Cáceres ha hecho la siguiente descripción del origen del tango:

En el origen del tango hubo tres aportes negros decisivos: el originario del Río de la Plata, que es el candombe; el procedente de Cuba, que es la contradanza europea convertida en habanera, y la milonga, oriunda del Brasil, traída por los soldados del ejército de Urquiza, y que con el tiempo llegaría a las orillas de Buenos Aires. Los tres elementos se refundirán en el tango. Luego éste recibirá otros aportes de la inmigración, hasta transformarse en el primer fruto musical de sincretismo. Buenos Aires era el último puerto del mundo: los artistas y los marinos llegaban a ella con toda la música recogida en los puertos del trayecto. Y la larga estadía de los barcos en cada puerto daba tiempo para el contacto y el intercambio con los habitantes.

La época en que aparece el tango es la segunda mitad del siglo XIX, en el marco sociocultural de las grandes oleadas migratorias de los más variados orígenes internos y externos que recibió entonces esa región, mayoritariamente varones, una situación que influirá profundamente en la manera de relacionarse entre hombres y mujeres.
Se trató de una música eminentemente popular, rechazada y prohibida por las clases altas y la Iglesia católica, por lo que se desarrolló en los barrios pobres de los suburbios (los arrabales), los puertos, los prostíbulos, los bodegones y las cárceles, donde confluían los inmigrantes y la población local, descendientes en su mayoría de indígenas y esclavos africanos.
Allí se fueron fusionando libremente las formas musicales más diversas (candombe uruguayo, candombe porteño, payada, milonga, habanera, tango andaluz, mazurca, polca, vals, zarzuela, sainete, etcétera), provenientes de los orígenes más diversos (africanos, gauchos, hispanos coloniales, italianos, judíos, alemanes, polacos, andaluces, cubanos, etc.), hasta formar el tango. Se estima que la transición duró alrededor de cuarenta años para afianzarse como un nuevo género musical, con identidad propia, en la última década del siglo XIX.

### Las etapas del tango
Los historiadores del tango han definido grandes etapas estilísticas en la evolución del género, sobre las que hay consensos genéricos, aunque con considerables variaciones cronológicas.
En sus orígenes los estudiosos distinguen una etapa primitiva, anónima y popular, centrada en las comunidades afrorrioplatenses y en las «orillas» (orillera) de la ciudad, de una etapa de definición del género denominada Guardia Vieja, en la que el tango adquirió identidad propia, comenzó a ser registrado por músicos profesionales y alcanzó una amplia difusión geográfica y social. La propia etapa de la Guardia Vieja suele ser subdividida en una subetapa de gestación, ubicada en las dos últimas décadas del siglo XIX y una etapa de definición estilística, ubicada en las dos primeras décadas del siglo XX.
A la Guardia Vieja le sigue la Guardia Nueva o etapa decareana, en la cual el tango alcanza madurez, refinamiento y difusión internacional. Como resultado de esta evolución, el tango alcanza su llamada edad de oro, con eje en la década de 1940 y parte de la siguiente.
Luego de la edad dorada del tango, las definiciones de etapas o épocas musicales se vuelven más imprecisas, hablándose de "crisis del tango", "tango de vanguardia" y "nuevo tango". En líneas generales pueden identificarse dos grandes épocas posteriores a la edad dorada: una primera etapa que puede denominarse "piazzolliana" y una segunda etapa contemporánea, que puede denominarse de "tango fusión".
Con fines puramente ordenadores y con fechas y denominaciones solo aproximativas, el Museo del Tango, que gestiona la Academia Nacional del Tango de la República Argentina, distingue las siguientes etapas y subetapas del tango:
- Orígenes del tango (antes de 1895)
- La Guardia Vieja (1895-1925)
  - I. La Eclosión (1895-1909)
  - II. La formalización (1910-1925)
- La Guardia Nueva (1925-1950)
  - I. La transformación (1925-1940)
  - II. El Cuarenta: la exaltación (1940-1955)
- La vanguardia: la modernización (1955-1970)
- Período contemporáneo (1970-2000)
  - I. La universalización (1970-1985)
  - II. La perduración (1985-2000)
- Período actual (2000 en adelante)

### El tango afrorrioplatense antiguo

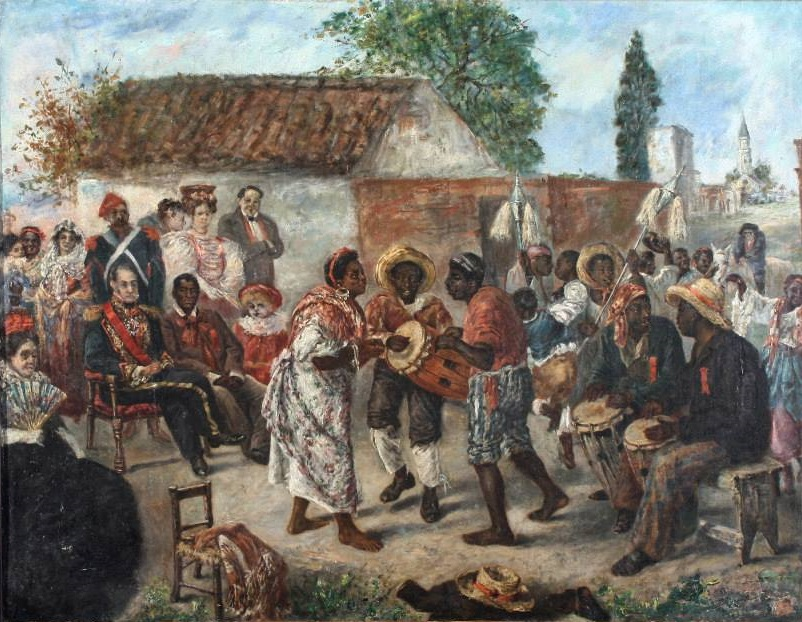
«Candombe federal» de Martín Boneo (Argentina, 1836). Los «tangos» -reuniones- de la comunidad negra, el candombe y el carnaval fueron el escenario en el que evolucionó el tango fusionándose durante cuatro décadas con las más diversas formas musicales y culturales, hasta tomar identidad propia a fines del, con la Guardia Vieja.

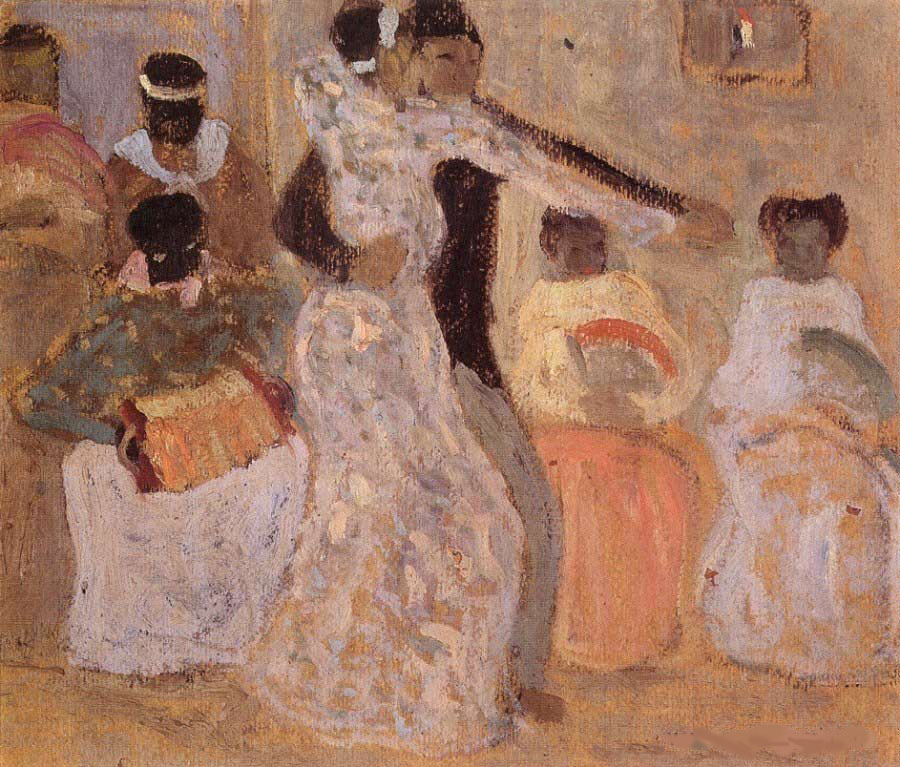
El tango. Óleo de Pedro Figari (Uruguay, 1861-1938). El tango empieza como danza en las academias o milongas de las comunidades negras del Río de la Plata.

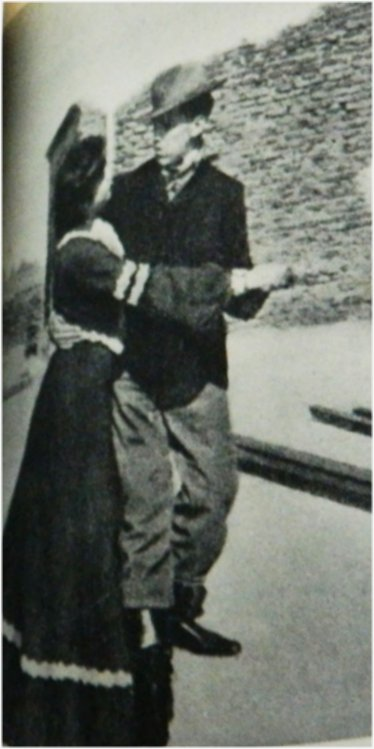
Compadrito bailando tango canyengue en la calle, foto de 1907. El compadrito fue una figura clave en la creación del tango. Definido como continuador en la vida urbana del lugar del gaucho en el medio rural, fue protagonista en las academias y milongas, de la coreografía tanguera, a la que le transmitió sus propios modos de moverse y caminar.

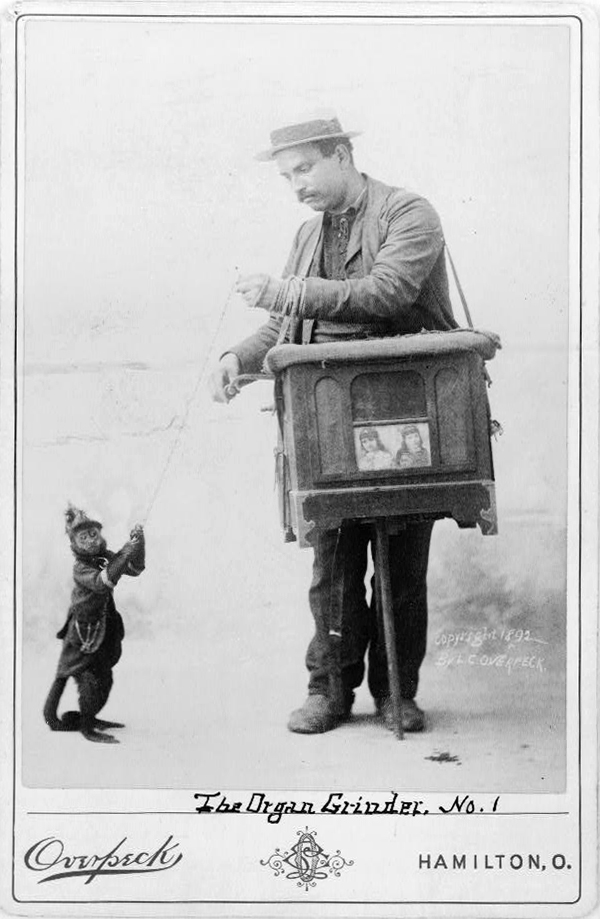
Los organilleros italianos con sus organitos difundieron el tango y le aportaron el tono quejumbroso que luego asumió el bandoneón.

Las raíces iniciales del tango se encuentran en los «tangos» y «candombes» de los esclavos de origen africano, cuando Buenos Aires y Montevideo se encontraban bajo el dominio colonial de España. Desde la época colonial, se llamó «tangos» a las reuniones musicales de las comunidades de origen africano del Río de la Plata, formadas como consecuencia del comercio de esclavos procedentes de las actuales Angola, República del Congo, República Democrática del Congo y Guinea Ecuatorial. Buenos Aires y Montevideo habían sido habilitados por el Imperio Español como puertos para el «tráfico negrero» y por esa razón tenían importantes comunidades afrorrioplatenses, con sus peculiaridades locales.
En 1813 las Provincias Unidas del Río de la Plata decretaron la libertad de vientres (los hijos de esclavas eran hombres libres) y a partir de la guerra de independencia contra España, en la segunda década del siglo XIX, había comenzado la abolición de la esclavitud. Para mediados de siglo, este proceso se hallaba prácticamente concluido. En Uruguay la esclavitud fue definitivamente abolida en 1846 y en Argentina en 1853, pero en Buenos Aires recién se abolió en 1860.
Hasta mediados de siglo XIX, tanto en la Argentina como en Uruguay, el gaucho y la china predominaban en el medio rural rioplatense, en tanto que las comunidades de población «negra», «parda» y «mulata», de ascendencia europea, indígena y africana, eran una importante minoría en el medio urbano. A partir de entonces los sectores populares de Buenos Aires y Montevideo, vieron confluir en sus ciudades millones de migrantes, mayoritariamente varones, de las más diversas etnias e idiomas, mayoritariamente italianos y españoles pero también franceses, alemanes, polacos, británicos, rusos, armenios y árabes así como judíos de diversos países, que venían del otro lado del océano. Esa revolución urbana en la que confluían etnias, culturas y lenguas, y en la que «los negros» eran «los dueños de casa», llevaría al surgimiento del tango. Daniel Vidart concibe al tango como un «estuario» en el que desembocan diferentes ríos étnicos y culturales.
En ese momento y ante ese «aluvión» poblacional, que las comunidades afrorrioplatenses crearon en los barrios populares más «academias», «milongas» o «canguelas», que servirían de punto de reunión, baile y diversión para esos millones de trabajadores que confluyeron en aquellas ciudades-puerto. Allí confluyeron los «compadritos», descendientes sociales de los gauchos migrados a la ciudad, las «chinas» trasladadas forzosamente luego de las «guerras contra el indio» o en busca de mejores condiciones de vida que en sus pueblos y los inmigrantes de ultramar, como los italianos que impondrían la denominación de «piringundines» a esos lugares.
La más antigua de las academias, la Academia de Pardos y Morenos de Buenos Aires, data de aproximadamente comienzos de la década de 1830. Poco a poco las academias y milongas se multiplicaron, relacionadas con la venta de bebidas, los famosos «cuartos de las chinas cuarteleras» y los prostíbulos, organizados a partir de 1870.
Fue en esos ámbitos de intimidad entre hombres y mujeres en los que se originó el tango, a partir de una forma muy peculiar de bailar: pareja enlazada estrechamente en un abrazo sensual, con los cuerpos y rostros en contacto, moviéndose cada bailarín con autonomía, pero con el hombre «marcando» y avanzando sobre la mujer, y la mujer «respondiendo» a la marcación varonil.
El abrazo coreográfico fue el primer paso hacia la creación del tango. Tomado del vals -que en la primera mitad del siglo XIX se puso de moda a la vez que escandalizó a las clases altas inglesas por la indecencia de las parejas abrazadas- y de la mazurca, el abrazo tanguero puso en contacto aún más estrecho a los cuerpos y los rostros de los bailarines. Así abrazados, los tipo sociales populares que crearon el tango, referidos con denominaciones como «las negras», «las pardas», «las chinas», los «compadritos», el «tano» acriollado, le irían agregando al baile los otros elementos coreográficos que caracterizarían al tango canyengue, esencialmente el corte y la quebrada. El resultado fue una danza sensual que revolucionaría la manera de bailar en todo el mundo.
Gobello señala que la danza con esas características se fue conformando luego de la derrota de Juan Manuel de Rosas en Argentina en 1852, cuando fueron prohibidas las marchas de candombe por las calles de la ciudad. Recluidas entonces en sus «tangos», las comunidades afroargentinas comenzaron a simbolizar los cortes o detenciones que realizaban en las marchas y los quiebres corporales que caracterizan al candombe, pero esta vez enlazados en pareja. En Buenos Aires está documentada en 1862 la detención de cuatro varones y dos mujeres de un conventillo por estar «bailando y tirando cortes».
En las décadas siguientes esa danza iría buscando una música y un ritmo que la sostuviera, hasta llegar sobre fin de siglo a un género original perfectamente adaptado al nuevo baile, tomando ambos el nombre de «tango». Por eso los estudiosos suelen decir que el tango empezó como danza y que «después se hizo camino para el canto».
En las academias o milongas, las mujeres de pueblo, las «negras», «mulatas», «pardas» y «chinas», jugaron un importante papel en el origen del tango, sobre todo como anfitrionas, coreógrafas y bailarinas. Los historiadores Héctor y Luis Bates han destacado que la mujer creadora del tango como danza, no obedecía al rol pasivo tradicional, sino que «eran mujeres con cuchillo a la liga del que sabían hacer buen uso». A ellas se sumaron los «compadritos», tipo popular urbano definido como «el gaucho desmontado» y los músicos, que mayoritariamente pertenecían a las comunidades negras.
En Buenos Aires, cerca de 1854 apareció la Academia de la Parda Cármen Gómez. También se recuerdan los nombres -muchas veces en las letras de los tangos-, de bailarinas como la Morena Agustina, Clotilde Lemos, las pardas Refucilo, Flora, Adelina, la Negra Rosa, María la Vasca, la mulata María Celeste, la Ñata Aurora, la Ñata Rosaura, La Voladora, entre muchas otras. Entre los varones que crearon el tango se recuerdan bailarines como los negros Cotongo y Benguela y el pianista Alejandro Vilela, conocido como el Pardo Alejandro. En Montevideo se ha rescatado los nombres de la Parda Deolinda, el bailarín Pintín Castellanos, la Morena Sixta y el Negro Hilario, cantor, guitarrista y payador.
Entre aquellos bailarines y músicos de las academias comenzarían a destacarse los primerísimos compositores de tangos. Allí aparecería hacía comienzos de la década de 1870 el violinista y bailarín santiagueño Casimiro Alcorta, conocido como el Negro Casimiro (1840-1913), liberto del músico Amancio Alcorta, uno de los primeros compositores de música clásica del país. Casimiro formó el primer conjunto de tango conocido, con el clarinetista Mulato Sinforoso, a los cuales se les agregaría algún guitarrista para marcar correctamente los compases y el ritmo del tango. Actuaron desde principios de la década de 1870 hasta principios de la década de 1890. Se cree que este dúo fue autor y ejecutor de muchos de los primeros tangos que hoy figuran como anónimos, ya que en esa época no se solían firmar las obras. En la década siguiente, Casimiro compondrá «Concha sucia», tango iniciático por excelencia del género. Formó además una célebre pareja de baile con su compañera, la Paulina. José Gobello lo ha considerado como el padre del tango.
En Buenos Aires los principales barrios de gestación del tango fueron San Telmo, Balvanera, Monserrat, La Boca -la leyenda atribuye a la esquina de Suárez y Necochea ser el lugar de nacimiento del tango-, Barracas, San Cristóbal y Palermo. En Montevideo el tango se instaló en la desaparecida calle Yerbal, en el barrio sur de la Ciudad Vieja y el barrio de Goes.
Fuera del circuito de las academias afrorioplatenses, en 1857, el músico español Santiago Ramos expresa el decisivo aporte andaluz -que a su vez reconoce raíces afrocubanas y africanas-, al componer uno de los primeros temas de aire tanguero que se conozca, «Tomá mate, che», un proto-tango con letra rioplatense y arreglos musicales de estilo andaluz. El tema formaba parte de la obra El gaucho de Buenos Aires, estrenada en el Teatro de la Victoria. De aquellos primerísimos momentos viene también el proto-tango «Bartolo tenía una flauta» o simplemente «Bartolo», derivado de una clásica melodía andaluza del siglo XV y el candombe tangueado montevideano «El chicoba».
En 1874 se ha documentado el primer tango andaluz compuesto en Argentina que alcanzó difusión popular masiva. Se trata de «El queco» (argot para «prostíbulo»), de la pianista andaluza Eloísa de Silva, consagrada como la primera compositora de tangos y que compondría más de cien canciones hasta su muerte en 1943, entre ellas varios tangos. La canción, de abierto estilo andaluz, se refiere en su letra a las «chinas» (las mujeres argentinas de origen indígena o africano) que trabajaban de prostitutas en los burdeles.

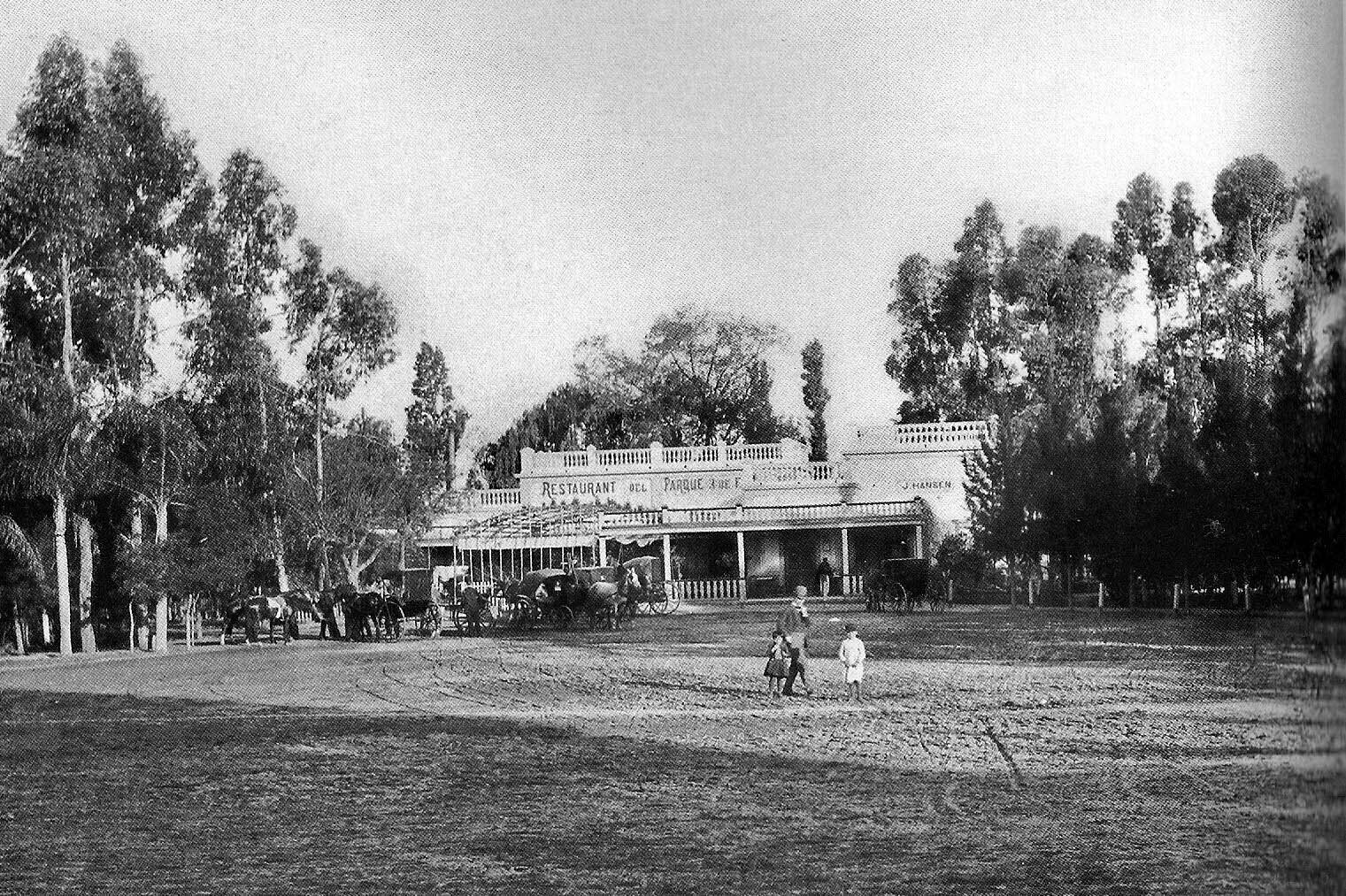
Lo de Hansen, foto cerca de 1895. Uno de los lugares históricos relacionados con los orígenes del tango. Se encontraba en Palermo, frente al lugar en el que hoy se encuentra el Planetario.

En 1876 se hizo muy popular un candombe denominado «tango» con el título de «El merenguengué», que se convirtió en éxito en los carnavales de Buenos Aires que se celebraron en febrero de ese año, organizados por la población negra. En 1877 se inauguró el restaurant Lo de Hansen, en Palermo, el primero de una serie de restaurantes, cabarés y cervecerías en los que se bailaba tango y al que también asistían jóvenes de las clases altas.
Para fines de la década de 1870, el tango (danza y música) había comenzado a tomar forma. En un inicio había sido muy similar a la habanera cubana y a los tangos andaluces, sin adquirir aún una personalidad definida. El canto era un aspecto postergado y los cantores interpretaban también estilos nacionales, zambas y chacareras. Cuando se cantaba, se cantaba como tango milongueado, de acento rural-suburbano y con predominio de versos picarescos, que escandalizaban a la alta sociedad rioplatense.
La década de 1880 muestra una fuerte evolución del tango, que algunos autores consideran como señal de iniciación de la llamada Guardia Vieja, la etapa de gestación del tango, aunque otros prefieren esperar una mayor evolución del género y la aparición de las primeras partituras. En esta década el tango y la milonga se confunden entre sí, y ambas han comenzado a imponer su predominio sobre la habanera. Son años en que los tangos comienzan a multiplicarse: «Señora casera» (anónimo, 1880), «Andate a la Recoleta» (anónimo, 1880), «El porteñito» (Gabriel Diez, 1880), «Tango n.º 1» (José Machado, 1883), «Dame la lata» (Juan Pérez, 1883), «Qué polvo con tanto viento» (Pedro M. Quijano, 1890).
En 1884 Casimiro Alcorta compuso el más antiguo tango célebre, «Concha sucia», de letra abiertamente pornográfica y prostibularia. Tres décadas después Francisco Canaro le cambiaría la letra y el título por «Cara sucia», convirtiéndolo definitivamente en el tango inaugural. Casimiro también compuso «La yapa», tango que luego fuera grabado y «Entrada prohibida», luego firmada por los hermanos Teisseire. Por la misma época el payador Gabino Ezeiza introduce el contrapunto milongueado, vinculando la milonga con el candombe.
En esta época, el conjunto tanguero más habitual era guitarra, violín y flauta. En los años siguientes la flauta irá desapareciendo, al tiempo que se integrarían el piano y luego el bandoneón, que darían forma a la llamada «orquesta típica de tango». En esos años también se destacó el organito, reproductor portátil que jugó un papel de gran importancia en la difusión inicial del tango.
El tango fue muy resistido por las clases altas y la Iglesia católica. Como argumento para ese rechazo asociaron, al tango con el prostíbulo, llamándola «música prostibularia». Escritores vinculados a la clase alta, como Jorge Luis Borges, Ezequiel Martínez Estrada, y Julio Mafud, difundirán una visión despectiva del tango, pecaminosa, violenta y propia del bajo mundo criminal. El poeta Leopoldo Lugones sintetizaría esa mirada llamando al tango «reptil de lupanar».
Pero los estudiosos han cuestionado esa visión, por simplificadora y prejuiciosa. Es cierto que muchos de los tangos iniciales tienen títulos procaces y pornográficos (ver Anexo:Antiguos títulos procaces en el tango), que se interpretaban en los ambientes nocturnos de las márgenes populares de las ciudades-puerto de Buenos Aires y Montevideo, en pleno aluvión inmigratorio, y que las relaciones sexuales ocasionales y los prostíbulos eran un componente de la noche rioplatense. Pero reducir la vida nocturna a las relaciones sexuales y el tango al prostíbulo, es una simplificación basada en el prejuicio y el desconocimiento de la vida popular. Los centros nocturnos eran también lugares de diversión, de esparcimiento, de sociabilidad y de cultura popular, en especial de baile y música. Pero además, el tango originario no limitaba su ejecución a los centros nocturnos, y durante el día los barrios eran recorridos por organilleros, generalmente inmigrantes italianos, que difundían masivamente el nuevo género, a la vez que leían la suerte. Daniel Vidart ha cuestionado severamente a esos escritores ligados a las clases altas atrincherados en sus bibliotecas y acuciados por interpretar un mundo al que no pertenecían:

Un estigma infamante cayó sobre el tango desde su origen: si era la danza de los humildes debía cargar con los siete pecados capitales que el patriciado del centro endosó ayer y endosará siempre a los pobres de los suburbios, eternos chivos emisarios de las culpas propias y ajenas... Todavía soportamos el reiterado equívoco de los artistócratas, plutócratas y burócratas urbanos que confunden lo humilde con lo sucio, lo popular con lo bajo, lo proletario con lo indecente. Esta antojadiza mitomanía del tango que ha acometido a los escritores criollos desde hace tres décadas está marcada por un innegable signo clasista. Ya es tiempo de devolverle el tango a quien lo inventó, lo bailó, lo cantó, lo silbó, lo sintió de veras. Hablo sencillamente del pueblo, del propio pueblo rioplatense.
Daniel Vidart (El tango y su mundo, 1967)

### La Guardia Vieja

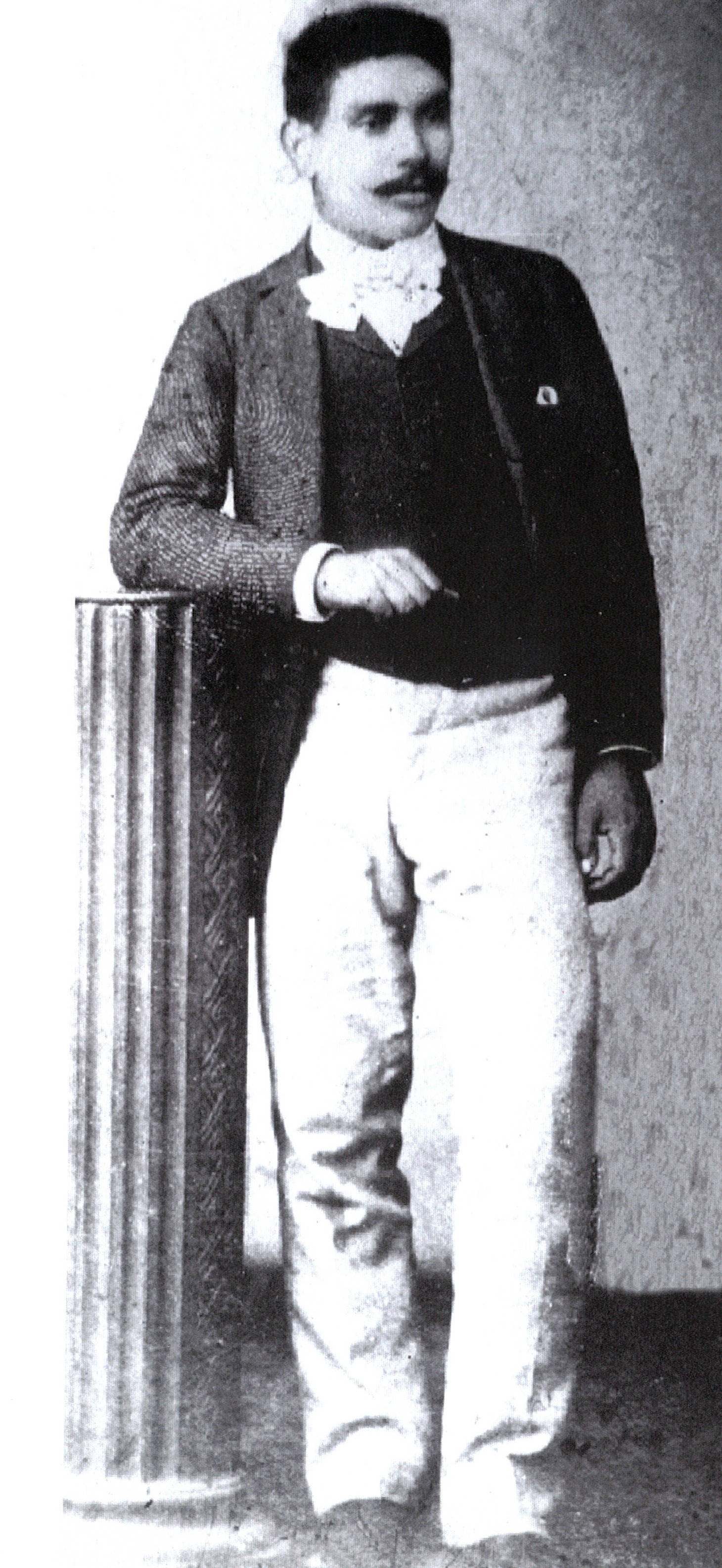
El pianista porteño Rosendo Mendizábal, autor de "El entrerriano" (1896), uno de los tangos clásicos que inauguraron la Guardia Vieja.

- Wikimedia Commons alberga una categoría multimedia sobre Grabaciones originales de tangos de la Guardia Vieja.

El tango propiamente dicho se inicia con la Guardia Vieja. Todos los estudiosos reconocen esta etapa y la denominan del mismo modo, aunque existen diferencias sobre el momento que marca el inicio y el final de esa etapa. La Academia Nacional del Tango ubica el período entre 1895 y 1925 y lo divide en dos subetapas, un primer momento de eclosión del tango y un segundo momento de formalización, en el que se instala socialmente.

#### I. La eclosión

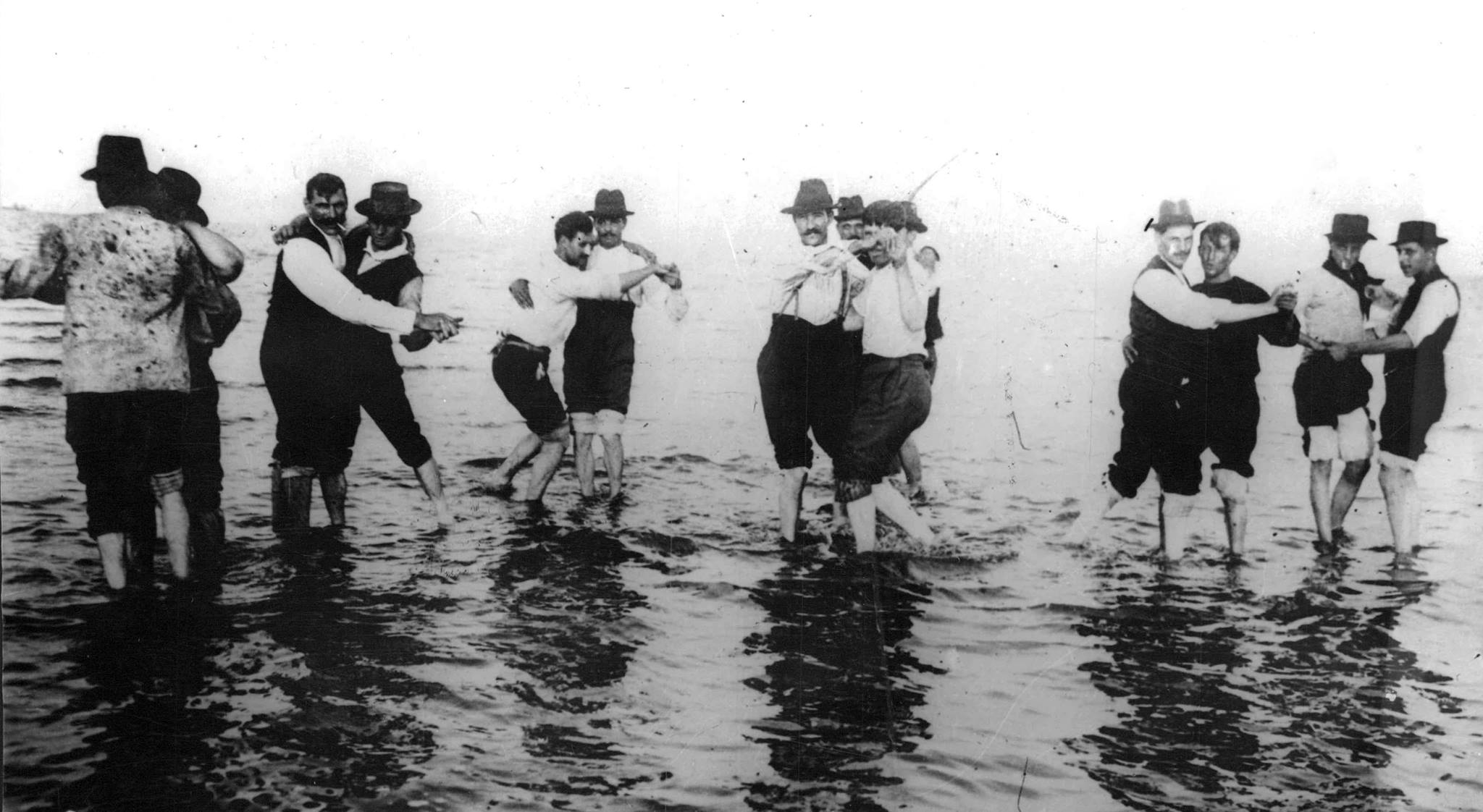
Varias parejas de hombres bailan el tango en el Río de la Plata. El baile entre hombres y la inversión de roles, fue una característica del tango desde sus inicios, lo que ha dado lugar a opiniones diversas sobre las razones. La película Tango de Carlos Saura, posee una bella escena de baile entre varones, realizada por Julio Bocca y Carlos Rivarola. La corriente contemporánea de tango queer reivindica estas prácticas originales para proponer un baile sin roles fijos.

Luego de varias décadas de combinaciones musicales, líricas y culturales, ya en las dos últimas décadas del siglo XIX, el tango había dejado atrás las formas iniciales del tango antiguo (milonga campera evolucionada con toques de habanera, candombe, tango andaluz y zarzuela), y adoptaba cada vez más una definida forma original, con identidad propia, ingresando a la etapa que se conoce como la Guardia Vieja. Para reflejar esa originalidad empezó a ser definido por los propios músicos como «tango criollo».
Coincidentemente, en la última década del siglo XIX comienzan a aparecer las partituras de tangos. En 1898 se imprime el primer tango con autor registrado, «El entrerriano», del afroporteño Rosendo Mendizábal, considerado por muchos estudiosos como el primer tango propiamente dicho. Un año antes, en 1897, se había designado por primera vez al nuevo género como «tango», en la zarzuela Justicia Criolla de Ezequiel Soria. En 1899 el violinista Ernesto Ponzio compone «Don Juan» y en 1903 Ángel Villoldo compone «El choclo». El escritor José Portogalo relata un diálogo entre el payador Gabino Ezeiza y Ponzio en aquel momento inicial del tango:

Del encordado salían como chispas las notas.
-¡Mi Dios, como lo maneja este pibe!...- barboteó el pardo (Ezeiza) dando un salto en la silla.
Al "Pibe Ernesto" no le hizo mella la alabanza y siguió haciendo diabluras con su instrumento.
-Che, ¿y eso cómo se llama?...- volvió a interrumpir el cantor.
-Es un tango, Don Gabino -contestó el muchacho una vez terminada la pieza- lo compuse en lo de "Mamita"... ¿Le gusta?... Se llama "Don Juan".
José Portogalo

Para entonces las ciudades puerto de Buenos Aires y Montevideo son romerías en las que pululan cientos de miles de trabajadores inmigrantes procedentes de las más diversas naciones y hablantes de los más diversos idiomas, mayoritariamente varones, que entablan relaciones con las poblaciones locales provenientes de la colonización española, con múltiples orígenes y mestizajes indígenas y africanos, en el que jugaron un papel crucial las mujeres. Montevideo, que tuvo su pico inmigratorio antes que Buenos Aires, pasó de 100 000 habitantes en 1865 a 300 000 habitantes en 1908. Buenos Aires, por su parte dejará de ser «la gran aldea» de 1870, con una población que no llegaba a 200 000 personas, para ubicarse entre las ciudades más grandes del mundo en 1914, con más de 1 500 000 habitantes.
En aquel momento único de interacción multiétnica y multicultural, casi sin paralelo en el mundo, aparece el tango rioplatense, entre mediados de la década de 1890 y fines de la década de 1910. El tango se independiza de la milonga y adquiere una definida personalidad propia. Tangos como «El entrerriano» y «Don Juan», que fijaron la estructura de tres partes que caracterizó a los tangos de entonces, compositores como Ángel Villoldo, autor de «El choclo» y «La morocha», con un estilo definido en sus canciones que por primera vez llevan letra, orquestas «típicas» como las de Vicente Greco y Juan Maglio (Pacho), y el ingreso del bandoneón alemán, al final de la etapa, definen con claridad el nacimiento del tango propiamente dicho.

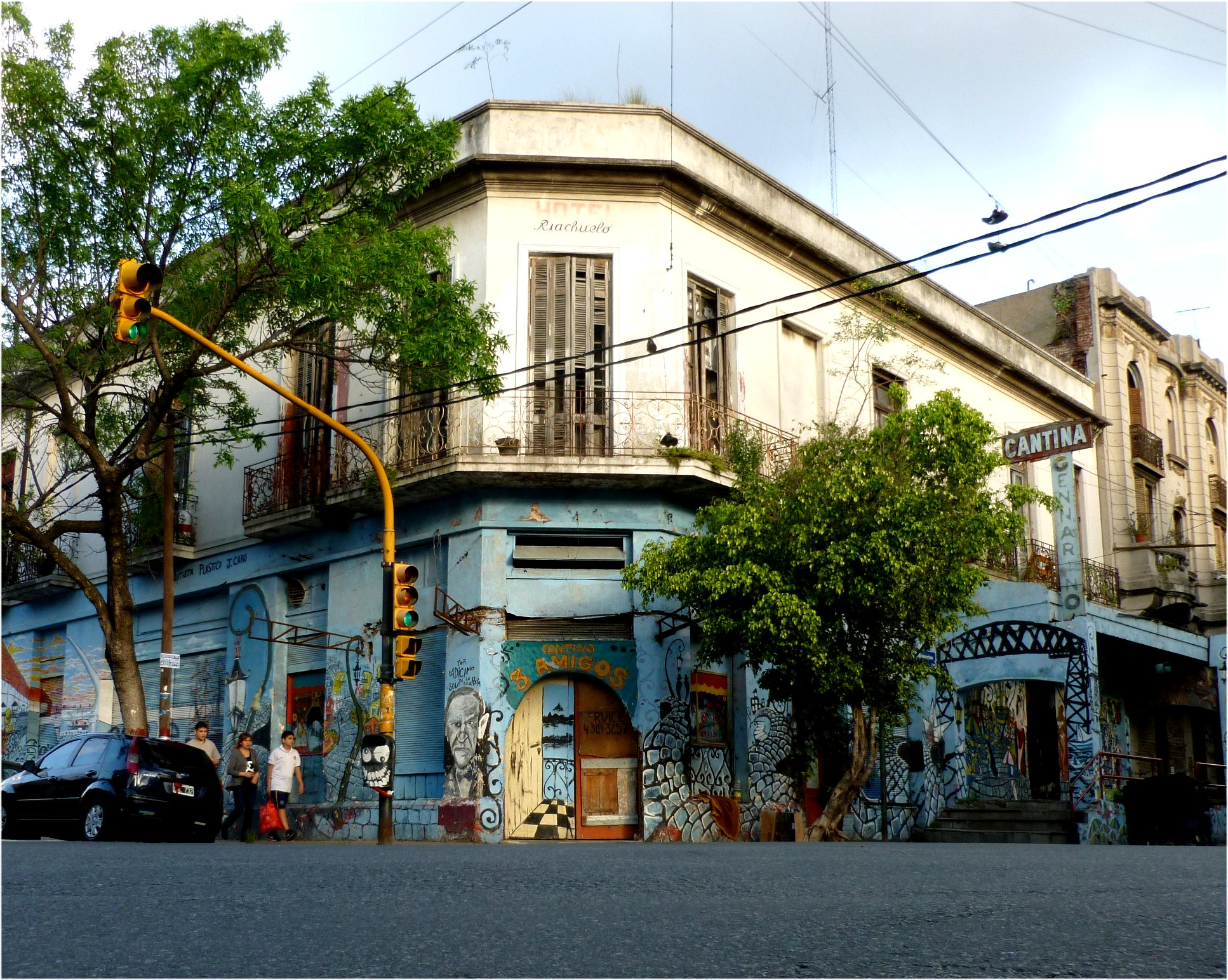
Suárez y Necochea, esquina histórica del barrio de La Boca, asociada con los orígenes del tango, en la que se concentraron varios de los cafés tangueros de principios del siglo XX.

El tango iba llegando a públicos más amplios ingresando a los espectáculos teatrales, cafés, carpas, circos, salones de baile y cabarés. Siguiendo esa evolución, el tango canyengue original se fue transformando para «adecentarlo», suavizando o eliminando directamente los cortes y quebradas, y comienza a bailarse en la calle y en los patios de los conventillos, hasta que en los años 1920, ya sin la mácula de danza prohibida, comenzara a dominar el llamado tango de salón, también conocido como tango de pista o tango liso.
Asimismo, a partir del 1901 comienzan a ser grabados los músicos argentinos, mediante los recientes inventos del fonógrafo (cilindros) y el gramófono (discos). Entre las grabaciones de tango más antiguas se encuentran «El pimpollo» (1904), «El negro alegre» (1907), «El choclo» (1907), «El porteñito» (1906), «El esquinazo» y «Cuidado con los 50» --el primero del autor con letra-- de Ángel Villoldo; «Patagones» (1905) de Gabino Ezeiza; «El taita» (1905) de Higinio Cazón; «La vida del carretero» (1905); «El tango de la muerte» (1906); «La morocha» (1906) de Villoldo y Enrique Saborido e interpretado por Flora Gobbi; «Un criollo falsificado» (1907) de Los Gobbi; «Te pasaste» y «Che, sacámele el molde», de José Luis Roncallo; «La Reina de Saba», de Rosendo; «Me entendés lo que te digo», de Ernesto Borra; «No arrugués que no hay quien planche», de Miguel Calvello; «Recuerdos de la Pampa» y «Cabo cuarto», de Alfredo C. Bevilacqua; «Tango de los negros» (1907) de Arturo de Nava; «Don Juan» (1910) por la orquesta típica de Vicente Greco, la primera grabación con bandoneón.

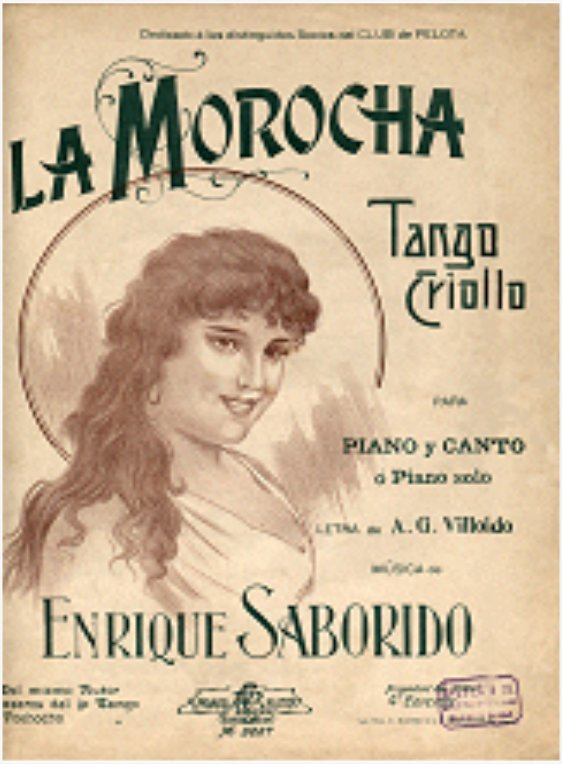
«La morocha» (1905), de Ángel Villoldo y Enrique Saborido, el primer gran éxito del tango cantado.

En la primera década de 1900 comienzan a destacarse los primeros y las primeras cantantes de tango, sobre todo estas últimas, como la legendaria cantante de zarzuelas Lola Membrives, Andrée Vivianne y Linda Thelma, entre otros, así como las primeras grabaciones, entre las que se destacan los registros de Alfredo Eusebio Gobbi y su esposa Flora Gobbi, conocidos como «los reyes del gramofón» por la gran cantidad de cilindros y discos que grabaron. Los primeros éxitos de aquel tango cantado fueron «Hotel Victoria», «El porteñito» y sobre todo el gran éxito de «La morocha» de 1905, «tango azarzuelado» con música de Enrique Saborido y letra de Ángel Villoldo, estrenado por la propia musa que lo había inspirado, la bailarina uruguaya Lola Candales y grabado originalmente por Flora Gobbi.

Yo soy la morocha,
la más agraciada,
la más renombrada
de esta población.
Soy la que al paisano
muy de madrugada
muy de madrugada

brinda un cimarrón. (...)

Soy la morocha argentina,
la que no siente pesares
y alegre pasa la vida
con sus cantares.
Soy la gentil compañera
del noble gaucho porteño,
la que conserva el cariño
para su dueño.
La morocha (Ángel Villoldo)

Pese a este primer brote del tango cantado, aún faltaba una década para que madurara el tango-canción propiamente dicho, que tendrá como máximos exponentes a Pascual Contursi como letrista y a Carlos Gardel, como cantor. «Lo que cantaban Villoldo, Gobbi, Mathon, las cupletistas, no eran tangos tales como ahora entendemos, sino un híbrido de cuplé y milonga», dice Gobelo.

#### El bandoneón

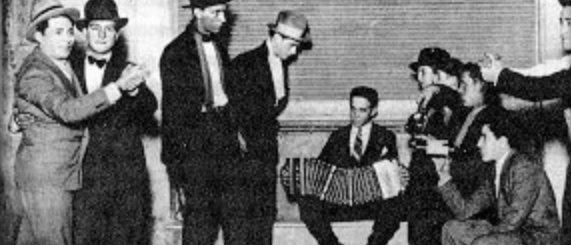
Buenos Aires cerca del 1910. Jóvenes trabajadores bailan tango entre hombres y escuchan a un bandoneonista en la vereda.

Oscar Zucchi, principal estudioso del bandoneón en el tango, sostiene que el bandoneón se integró al tango poco antes de 1910. Si bien existen varias constancias de la presencia del bandoneón en el Río de la Plata mucho antes, fue recién en la primera década del siglo XX que el bandondeón pasó a ser el instrumento central del tango. Al igual que el piano, hubo resistencias por parte de los músicos para aceptar la presencia de un instrumento que requería estudio y adaptación rítmica y musical.
Se trata de un instrumento alemán, cuya invención se atribuye a Heinrich Band en 1846. Fabricado en Alemania, fue la firma Alfred Arnold Bandonion fundada en 1911, fabricante de los famosos "AA" ("doble A"), la que se ganó la preferencia de los músicos rioplatenses.
El ingreso del bandoneón y en segunda medida del piano al tango, modificó radicalmente la integración musical de los conjuntos y orquestas tangueras, que hasta ese momento se componían sobre la base de la flauta, el violín y la guitarra. Con esa integración, el sonido del tango tenía un estilo saltarín y vivaz, que marcaba la flauta. A partir de ese momento la flauta comenzó a desparecer del tango y la guitarra se vio relativamente postergada. Pero además el ingreso del bandoneón influyó sustancialmente en un notable cambio en el sonido tanguero, que conduciría a la Guardia Nueva, una nueva etapa en la historia del tango:

La inclusión del bandoneón en los conjuntos de música popular coincidió con un cambio de ritmo y de articulación que impuso una ejecución lenta y ligada. El arrastre de las notas y el ligado continuo, le quitó la vivacidad saltarina al tango, tornándolo moroso y lento. El tango saltarín y compadrito es un efecto que se obtiene tocando "staccato-picado" y los bandoneonistas estaban muy lejos de lograr tal forma de ejecución por su escaso dominio del instrumento.
Oscar Zucchi

Entre los precursores que abrieron el camino del bandoneón, se destacan el violinista Carlos Posadas, el "Pardo" Sebastián Ramos Mejía, y Antonio Chiappe.
El bandoneón marcará a la llamada Generación de 1910, que se caracterizó por pegar un salto en la instrumentación del tango, antes que en la diversificación de los estilos. En 1910 aparece -y de ahí el nombre- la "orquesta típica criolla", denominada así por Vicente Greco, incorporando el bandoneón junto a la guitarra, la flauta y el violín.
Juan Maglio (Pacho) fue el primero en grabar un solo de bandoneón en 1912 interpretando el tango "La sonámbula". Otras grabaciones importantes de bandoneón en esa primera época del instrumento correspondieron a Genaro Espósito, Vicente Loduca, Eduardo Arolas, Augusto Pedro Berto y Vicente Greco.

#### II. La formalización
En la primera mitad de la década de 1910, el tango empieza a tener una amplia difusión internacional. Comienza una nueva era para el género, con el aporte de músicos mejor preparados, la incorporación de letras evocativas del paisaje del suburbio, de la infancia y de amores contrariados, y la difusión mundial del baile.
Había habido una primera avanzada a Europa, en 1907, por parte de Los Gobbi y Ángel Villoldo, seguidos en 1911, por Enrique Saborido y Carlos Vicente Geroni Flores. Pero la explosión mundial del tango, como danza global, fue desencadenada por el estreno en febrero de 1912 en Londres, de la comedia musical The sunshine girl, que incluía un número de tango bailado por George Grossmith Jr. y Phyllis Dare. La obra desencadenó asimismo una ola de "tés de tango" organizados por la alta sociedad que puso rápidamente de moda a la danza argentina, con una fuerza pocas veces vista en la historia de la música popular. El historiador del tango Carlos Groppa relata que en ese momento se difundió la versión de que el sorprendente boom del tango en Inglaterra, fue intencionalmente promovido por el gobierno británico, que en ese momento tenía enormes inversiones en Argentina, orientadas a la exportación de carne:
Al año siguiente, el 3 de febrero de 1913, The sunshine girl fue estrenada en Estados Unidos:

Ese fue el comienzo de la moda de baile más duradera en los Estados Unidos en el siglo XX, comparable solo con el vals en el siglo previo, pero con una diferencia: el tango pasaría al siglo siguiente.

Pocos meses después Gladys Beattie Crozier publicó The tango and how to dance it, el primer libro de la historia dedicado a una danza popular. Debido a los requerimientos desencadenados por la moda del tango en Europa, ese mismo año de 1913, se produjo una segunda incursión argentina encabezada por el pianista Celestino Ferrer, con el bandoneonista Vicente Loduca y el violinista Eduardo Monelos, acompañados esta vez por una pareja de bailarines, Casimiro Aín (el Vasquito) y su compañera Martina, que conmovieron al Viejo Continente, con una danza sensual que revolucionaba completamente los modos de bailar e incluso de relacionarse con el cuerpo y entre los géneros. El grupo de tangueros argentinos en Europa tomó el nombre de la Murga Argentina, y sobre sus aventuras y desventuras, Enrique García Velloso escribió El tango en París.
Por la misma época El Cachafaz (Ovidio José Bianquet), quien se volvería el más famoso bailarín de tango de la historia, instaló su academia de baile en Buenos Aires, mientras llegaba a Hollywood el italiano Rodolfo Valentino, quien año después se volvería una celebridad mundial adoptando la identidad de un bailarín argentino de tango.
El Tango era rechazado por las clases media y alta que bailaban, entre otras cosas, los bailes de salón y con ellos el vals vienés. En la década comprendida entre el 1910 y el 1920, el tango comienza a ponerse de moda en las grandes salas de las principales capitales europeas como París, Berlín, Roma y Viena. Sin embargo, los sentimientos por esta nueva danza eran heterogéneos. 
Poco antes de que comenzara la Primera Guerra Mundial en 1914 el emperador de Alemania, Guillermo II prohibió que los oficiales prusianos bailaran el tango si vestían en uniforme. El periódico semioficial del Vaticano, L'Osservatore Romano, apoyó abiertamente la decisión en los siguientes términos:

El káiser ha hecho lo que ha podido para impedir que los gentilhombres se identifiquen con la baja sensualidad de los negros y de los mestizos (…) ¡Y algunos van por ahí diciendo que el tango es como cualquier otro baile cuando no se lo baila licenciosamente! La danza tango es, cuanto menos, una de aquellas de las cuales no se puede de ninguna manera conservar ni siquiera con alguna probabilidad la decencia. Porque, si en todos los otros bailes está en peligro próximo la moral de los bailarines, en el tango la decencia se encuentra en pleno naufragio, y por este motivo el emperador Guillermo lo ha prohibido a los oficiales cuando estos vistan uniforme.

El emperador de Austria Franciso José I también dictó una orden disponiendo que los oficiales en uniforme tenían que estar sentado cada vez que se tocaba este nuevo ritmo. En Roma, Víctor Manuel III de Italia lo había prohibido en los bailes del Palacio del Quirinal. En la capital austriaca, se han encontrado documentos que demuestran que el tango argentino fue deliberadamente excluido desde el programa del 23º baile de la Ciudad de Viena (año entre el 1920-30). Solo desde el 2017 el tango argentino ha ingresado en los bailes tradicionales de Viena a través del prestigioso Baile del Politécnico de Viena que ahora incluye una milonga en su programación.
Las prohibiciones del tango en Europa indicaban la difusión creciente del baile en los países que en ese momento eran "el centro" del mundo. Ya en 1913 se hablaba de la tangomanía desatada en Europa. El desparpajo innovador de la danza y el cuestionamiento a las costumbres establecidas sobre la relación de las personas con sus cuerpos, "provocó el más grande escándalo que se haya verificado jamás en la historia de las costumbres modernas". Un periodista italiano de la época, reflexionando sobre las razones del éxito del tango, escribía por entonces:

Las viejas polcas y las anticuadas mazurcas y los acompasados lanceros no podían ya satisfacer el alma moderna empastada de sensibilidad. Apenas se podía soportar el antiguo vals alemán con sus giros en cuatro tiempos, destinado más a las personas atléticas que a las mujeres modernas de faldas ajustadas. Un baile, dicen, que no hace más que repetir continuamente un único paso y que no representa otra variedad que el girar en sentido inverso, es ejercicio demasiado monótono, demasiado serio, demasiado poco plástico, y para nada destinado a traducir a través de gestos las esquisitas e inadvertidas variedades del ritmo. Los viejos bailes no fotografían ni la música ni el estado psíquico de quienes danzan. El alma moderna necesita algo más fino, más sensible, más cerebral, que no sea un único paso cadenciado y uniforme como el de un pelotón de soldados marchando. Necesita ante todo de sensibilidad, de una estética nueva, más dinámica que plástica, de una coreografía algo mundana, que sea más arte que sport.(...) Se necesitaba una danza más compleja y osada, más nerviosa y sensible, más profunda y atormentada, más refinada y dinámica, hecha de impulsos y detenciones, de actitudes imprevistas y de posturas significativas, más artística y literaria, una danza que fuera la traducción plástica y dinámica de una música escrita prevalentemente en menor y plasmada sobre una tonalidad triste, armónicamente angustiada y saturada de pasiones y de enervante poesía.

El investigador Enrique Cámara de Landa ha documentado el éxito masivo del tango en Italia -y al resto de Europa- desde mediados de la segunda década del siglo XX, y el desarrollo en la península de un tango con características originales, que tomó el nombre de tango liscio (tango liso), a partir de una fusión del tango, con el vals, la polca y la mazurca, que aún se practica en la actualidad. En Estados Unidos, por la misma época, el padre del blues W. C. Handy compuso su célebre canción "St. Louis Blues", como un tango que se interrumpe abruptamente para volverse un blues.
La Primera Guerra Mundial declarada en 1914 frenaría la difusión internacional del tango en Europa y habrá que esperar hasta su finalización, para que se reiniciara la expansión del género.
Mientras tanto, al bandoneón le siguió el piano. Del mismo modo que el bandoneón había reemplazado a la flauta, constituyéndose en el corazón del género, el piano reemplazó a las guitarras en la orquesta típica. Ante públicos cada vez más numerosos, la guitarra carecía del volumen suficiente y de potencia rítmica para el baile. Del mismo modo que Maglio y Greco habían incluido el bandoneón en la orquesta de tango, es Roberto Firpo y su famosa orquesta, el referente de la inclusión del piano, a partir de 1912. Otro de los primeros pianistas fue Agustín Bardi, autor de gran cantidad de tangos exitosos, "Gallo ciego", y ya en la década de 1930, "Nunca tuvo novio" (con Cadícamo).
Simultáneamente, el brillante y malogrado Eduardo Arolas (1892-1924), llamado "el tigre del bandoneón", muestra la potencialidad para el tango de un instrumento aún no plenamente descubierto, y que encontraría su plenitud recién en la década siguiente, con Pedro Maffía. Arolas, fallecido cuando apenas contaba con 32 años, es uno de los más destacados puentes entre la Guardia Vieja y la Guardia Nueva, inaugurada casi simultáneamente con su muerte.

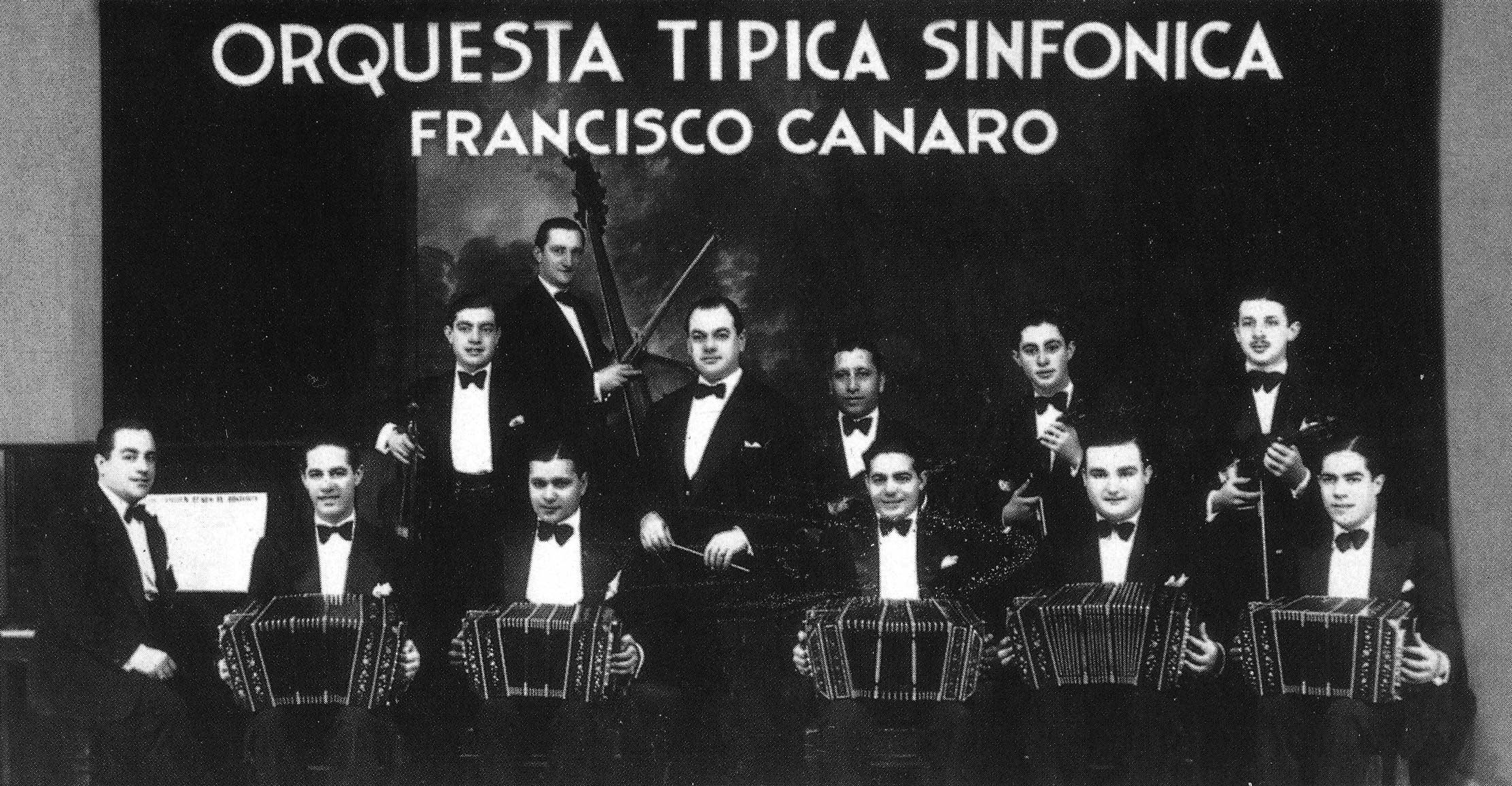
Francisco Canaro (1888-1964), uno de los padres de la orquesta típica de tango. Creó el sexteto típico en la década de 1910 y la orquesta sinfónica de tango en la década de 1930.

En 1916 el inmigrante uruguayo Francisco Canaro da forma en Buenos Aires a una orquesta típica con estructura de sexteto (dos bandoneones, dos violines, piano y contrabajo) e instrumentistas de primer nivel: José Martínez (piano), Osvaldo Fresedo y Pedro Polito (bandoneones), Rafael Rinaldi (violín) y Leopoldo Thompson (contrabajo). Esta integración establecerá la instrumentación típica del tango por décadas y será quien forme las primeras grandes orquestas. Canaro, quien era además un compositor prolífico, será la primera gran estrella del tango y el primero en ser contratado para las fiestas de la clase alta. Ya en las décadas siguientes alcanzaría un enorme éxito internacional, se volvería una estrella de la radio, el disco, el teatro musical y el sainete criollo, con más de 3500 grabaciones y acumularía una fortuna tal que su nombre se convirtió en sinónimo de millonario en el habla cotidiana: «tiene más plata que Canaro». Entre sus innumerables canciones y éxitos pueden mencionarse "Madreselva" («Vieja pared del arrabal, tu sombra fue mi compañera»), "Sentimiento gaucho" («En un viejo almacén del Paseo Colón, donde van los que tienen perdida la fe») y «Se dice de mi», que años después se identificaría con Tita Merello.

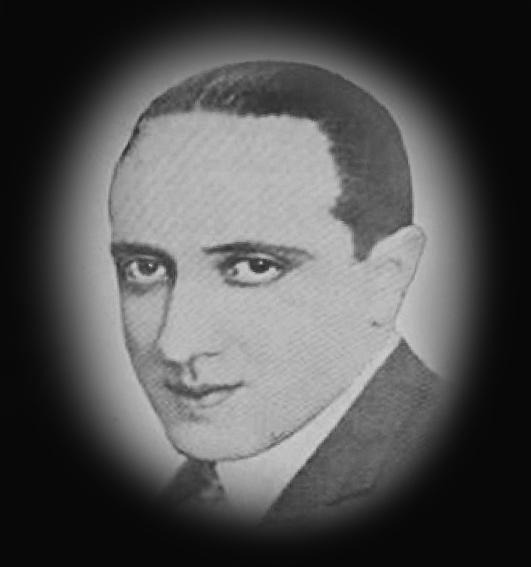
El uruguayo Gerardo Becho Matos Rodríguez (1897-1948), con 19 años fue el autor del tango "La cumparsita", brillante cierre de la Guardia Vieja.

La Guardia Vieja encuentra la inmortalidad en una obra instrumental compuesta por un joven montevideano de 19 años: "La cumparsita", de Gerardo Matos Rodríguez. En 1916 Roberto Firpo la arregla y la estrena en Montevideo. El título se refiere a las comparsas de carnaval, una fiesta popular a la que el tango estuvo ligado desde el inicio. Años después Enrique Pedro Maroni y Pascual Contursi escribieron la letra más conocida («si supieras / que aún dentro de mi alma...») y Carlos Gardel la graba, haciendo un éxito mundial.
Carlos Gardel (1890-1935), que se había iniciado cantando en los comités políticos donde reinaba la payada y que hacía unos años que venía cantando temas criollos a dúo con José Razzano, cantó en 1917 por primera vez un tango, "Mi noche triste" («Percanta que me amuraste en lo mejor de mi vida»), de Samuel Castriota y Pascual Contursi, tema e interpretación que se considera creadora del tango-canción. Gardel revoluciona y populariza el tango, porque le aporta una voz de alta calidad a un género que ya daba excelentes compositores e instrumentistas, pero aún no había encontrado grandes cantores ni un modo de cantar adecuado a la cadencia del estilo. El dúo se mantendría hasta 1925, cuando Gardel inicia su carrera como solista. Con Gardel y "Mi noche triste" empieza la era del tango canción.
Delfino completaría la transformación de la canción de tango en 1920 con "Milonguita (Esthercita)", en la que reduce el tango de tres partes que venía produciendo la Guardia Vieja, para darle una forma binaria al tango canción, con dos partes (estrofa y estribillo), una estructura que se volvería modelo.
Finalizada la Primera Guerra Mundial en 1918 y restablecidos los viajes internacionales, en un mundo en el que los discos y el cine mudo inauguraban la era de la difusión global de la música y el baile, el tango se convirtió en "uno de los bailes de salón más populares en Europa" durante toda la década de 1920, no solo en París y España, a los que iban los músicos de tango argentinos, sino incluso en los países del este europeo, como Polonia -donde surgiría el tango yddish, o la Rusia soviética.
Hacia la década del 20 otras zonas al crecer culturalmente incrementarían su aporte proporcionando su geografía para cobijar a los músicos de tango, cómo la avenida Boedo, donde artistas cómo Cátulo Castillo, Pedro Maffia o un poco más posteriormente Homero Manzi (considerados estos tres integrantes del Grupo de Boedo, qué se reunían en el Café El Japonés) frecuentarían cafés como el Canadian (actual Homero Manzi, establecimiento donde se cree dicho autor escribió el tango Sur), el Café El Japonés y el Café Margot. También quedaron registradas visitas de Juan de Dios Filiberto y presentaciones de Carlos Gardel en la zona que hoy es el barrio de Boedo.
En 1920 Casimiro Aín (El Lecherito) y su compañera Jazmine ganan el Campeonato Mundial de Baile, realizado en el teatro Marigny de París, y el 1 de febrero de 1924, el mismo bailarín baila el tango "Ave María" de Canaro, ante el papa Pío XI, en una presentación realizada a solicitud de la embajada argentina.
En 1921 Gardel y Razzano graban una canción con letra muy lunfarda de un desconocido poeta, "Margot", de Celedonio Flores (1896-1947):

Se te embroca desde lejos, pelandruna abacanada,
que has nacido en la miseria de un convento de arrabal...
Porque hay algo que te vende, yo no sé si es la mirada,
la manera de sentarte, de mirar, de estar parada
o ese cuerpo acostumbrado a las pilchas de percal.
"Margot" de Celedonio Flores y Gardel-Ricardo

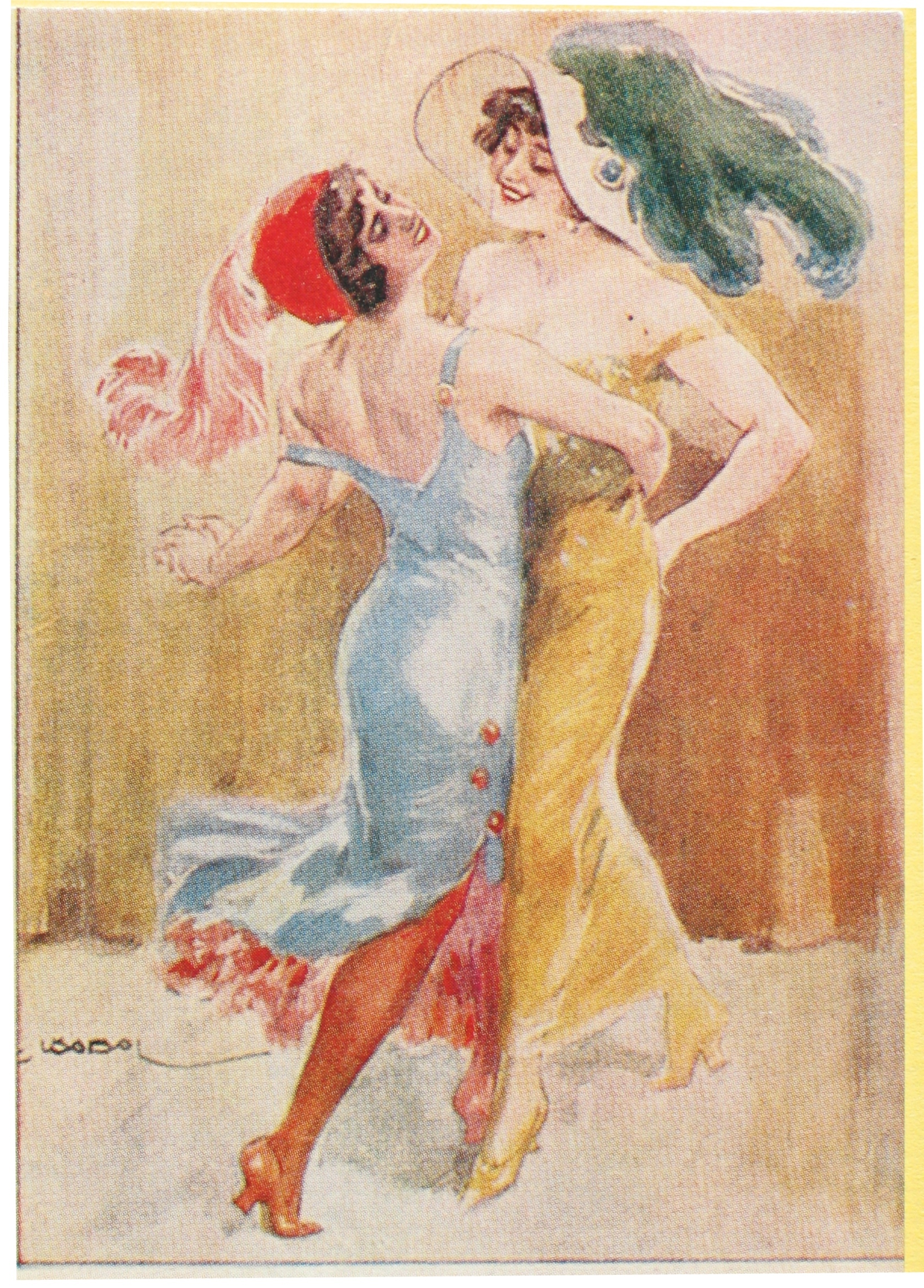
Mujeres bailando tango en una postal de la Unión Soviética en los años 20.

Desde ese momento Flores compondría varias de las canciones más conocidas del cancionero histórico del tango: "Mano a mano", "El bulín de la calle Ayacucho" y el célebre "Corrientes y Esmeralda" («Amainaron guapos junto a tus ochavas, cuando un cajetilla los calzó de cross, y te dieron lustre las patotas bravas allá por el año... novecientos dos...»).
Entre los grandes cantantes que dieron forma al tango canción, se sumaría a Gardel en 1922 Ignacio Corsini, el Caballero Cantor, que irrumpió con el éxito de "Patotero sentimental" («En mi vida hubo mucha minas, pero nunca una mujer»), de Manuel Jovés y Manuel Romero. y poco después Agustín Magaldi. Gardel, Corsini y Magaldi han sido llamados "la trilogía de oro" del tango, que ya anticipan la Guardia Nueva.
En esta etapa el tango se formaliza. El bandoneón, el piano, la orquesta típica de tango, la calidad del tango cantado, una danza sin equivalentes, la difusión discográfica y la aceptación internacional, estaban sentando las bases para pegar un salto de calidad que lo llevaría a una nueva etapa, la Guardia Nueva.

#### Tango, compadritos y homosexualidad
Osvaldo Bazán, en su Historia de la homosexualidad en la Argentina, incluye un capítulo titulado "Los compadritos", en los que analiza los vínculos entre la homosexualidad y el tango en los primeros años, a través de la figura del "compadrito". Bazán rescata los "cafés musicales sin mujeres" en los que los compadritos bailaban el tango entre sí, ante el desprecio de "los ladrones", que los consideraban "afeminados".
El poeta José Sebastián Tallón (1904-1954) menciona la "evidencia sexual y sospechosa", "amariconada" y "relajada" de la forma de vestir y peinarse de los compadritos, que se trasladó a la forma de bailar el tango, dándole un estilo propio:

Y se trajearon y acicalaron con un narcisismo exagerado de mujer, evidentemente sexual y sospechoso; tomaron el tango y lo llevaron a los medios sexuales obscenos. El contoneo criollo del caminar, que tuvo su origen en los tacos altos, ellos lo hicieron medio tilingo, si no amariconado. Y de la misma manera, a la coreografía del tango le dieron un estilo propio de exageraciones eróticas.
José Sebastián Tallón

Bazán toma distancia respecto del prejuicio social de asociar ciertas formas de vestir, peinarse o caminar, con la homosexualidad, pero destaca la ruptura cultural que expresaba la decisión de los compadritos de adoptar una imagen que la sociedad de la época asociaba con la homosexualidad y con los roles estereotipados para hombres y mujeres.
Juan José Sebrelli, por su parte, destaca el lesbianismo público, de Pepita Avellaneda, la primera cancionista de tango, quien vestía de varón y disputaba a Gardel los amores de madame Jeanne.

### La Guardia Nueva
La Guardia Nueva es el nombre que recibe el período musical en el que el tango alcanza el pináculo de su difusión mundial y en el que comienzan a diferenciarse los estilos de los artistas. Por la importancia de los arreglos orquestales introducidos por Julio de Caro, muchos estudiosos denominan a esta etapa, como período decareano. La Guardia Nueva coincide con la masificación impulsada por la invención de la radio y el cine sonoro, se caracterizó por la fuerza popular del tango-canción y arriba en su segunda etapa a la denominada edad de oro del tango, en una larga década de 1940.

#### I. La transformación

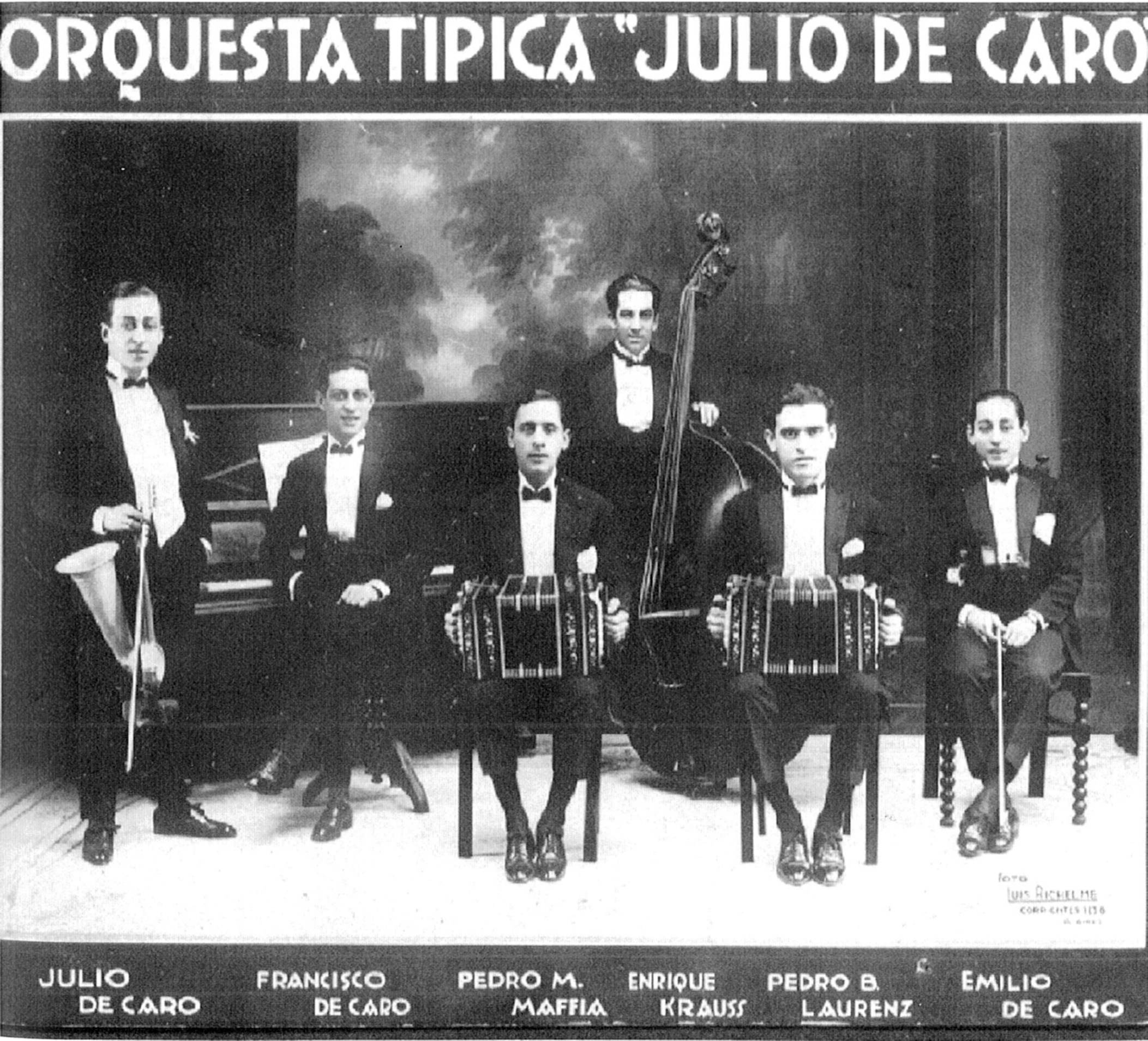
El célebre Sexteto de Julio de Caro, revolucionó el tango y creó todo un nuevo sonido para el tango que se volvería clásico.

En 1924 Julio de Caro, a los 25 años, formó un famoso sexteto que revolucionaría completamente el sonido del tango. El conjunto estaba integrado también por sus hermanos, el pianista Francisco de Caro y el violinista Emilio de Caro y el bandoneonista Pedro Maffia, más Leopoldo Thompson en el contrabajo y Luis Petrucelli en el segundo bandoneón. Poco después Pedro Laurenz reemplazaría a Petrucelli, formando con Maffia el que se considera mejor dúo de bandoneones de la historia.
De Caro trajo un concepto completamente nuevo de la interpretación del tango, apoyado en la armonía, que tendría una enorme influencia a partir de ese momento, que fue denominada decarismo. Básicamente De Caro aprovechó los profundos conocimientos musicales que había aprendido de su padre primero y de un estricto estudio de conservatorio, después, para diseñar un sonido orquestal melancólico y sentimental, cargado de matices. Técnicamente De Caro aportó también una innovación imperceptible para los aficionados, pero de gran importancia para los músicos ejecutantes, al abandonar la escritura musical en compás de dos por cuatro o dos cuartos (2/4) y comenzar a escribir en un compás de cuatro por ocho (4/8), que además se correspondía perfectamente con el paso básico del baile. Osvaldo Pugliese explicó sintéticamente la raíz de la escuela decareana de esta manera:

El sexteto trascendente es el sexteto decareano, el clásico, que alcanzó su estructuración definitiva actuando para el público en los cines mudos, sobre la base de arreglos para bandoneones a dos voces superpuestos o en solos, para violines, también en dos voces o en solos, y apoyándose en un piano, como el de Francisco de Caro, que fue creando los “yeites”, adaptados inexorablemente por el contrabajo, que configuraron toda la posterior forma de tocar el tango.
Osvaldo Pugliese

El papel de Pedro Maffia excedería el de integrar el sexteto histórico de De Caro. Maffia fue el músico que descubrió plenamente las posibilidades del bandoneón en el tango. Dice Julio Nudler que:

No se sabe por qué secreto don Pedro Maffia encontró en el fondo del bandoneón sonidos que nadie había descubierto antes. Oscar Zucchi... explica que hasta su advenimiento en la segunda década del siglo XX los bandoneonistas tenían tendencia a remedar con el instrumento a la flauta -gradualmente desplazada de los primitivos cuartetos- y al organito ambulatorio. Tras sufrir en su infancia los cadenazos de un padre brutal, que lo obligaba a pasar la gorra después de cada tango, Maffia fue quien le entregó a este género popular el bandoneón que necesitaba para dejar atrás la retozona Guardia Vieja y volverse grave, reconcentrado, bastante soñador y frecuentemente triste.
Julio Nudler

A pesar de que De Caro no valoraba suficientemente la importancia del canto, el tango de la Guardia Nueva se apoyaría en una conjunción de la escuela instrumental decariana y la escuela gardeliana en el canto. En Argentina, el Día Nacional del Tango se celebra cada 11 de diciembre, precisamente porque ese día nacieron Carlos Gardel y Julio de Caro.
A partir de las innovaciones en la composición de canciones en la etapa final de la Guardia Vieja, el canto del tango se manifestó en tres variedades: tango-milonga, tango-romanza y tango-canción. La complejidad musical y poética alcanzada por el género fue la que abrió paso a los estilos. Dice Horacio Ferrer que "solamente con la Guardia Nueva se puede hablar con entera propiedad de estilos y modalidades interpretativas".

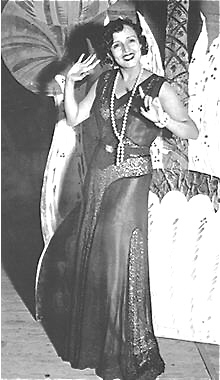
Sofía Bozán, La Negra, una cantante que alcanzó en la década de 1920 una popularidad comparable a la de Gardel.

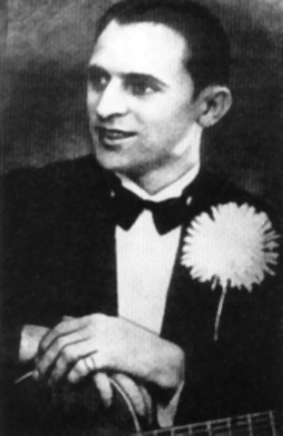
Piotr Leshchenko, "el rey del tango ruso" alcanzó celebridad mundial en 1935 con "Serdtse" (Corazón), considerado como el tango más famoso cantado en lengua no española.

Aparecieron entonces otras orquestas con otros estilos. Osvaldo Fresedo, "El pibe de la Paternal", venía desarrollando un estilo especial desde antes de la aparición del sexteto de Julio de Caro, alcanzando un enorme éxito a partir de la segunda mitad de la década de 1920. Trabajando con timbres nuevos, como la integración del arpa, el vibráfono e incluso la batería, y dándole una gran importancia al cantante, desarrolló un estilo elegante que fue el preferido de las clases altas.
De la orquesta de Fresedo proviene el pianista Carlos Di Sarli que impone con éxito su propio estilo y sus propias orquestas desde fines de la década de 1920 y que llegará a su punto máximo de popularidad, con el cantante Roberto Rufino, ya en la década de 1940.
En 1925 Carlos Gardel se hace solista y durante los siguientes diez años será una estrella mundial, hasta su muerte en un accidente de avión en Colombia en 1935, cuando estaba en el pináculo de su gloria. Gardel brillará como cantautor junto al letrista Alfredo Le Pera, con tangos como "El día que me quieras", "Por una cabeza" y "Sus ojos se cerraron". Pero además Gardel aprovechará intensivamente las posibilidades de difusión que abrió la radio, el disco y especialmente el cine sonoro, actuando en varias películas de la Paramount, vistas en todo el mundo, principalmente sus largometrajes Luces de Buenos Aires (1931) -con la popular cantante Sofía "La Negra" Bozán-, Espérame (1933), Melodía de arrabal (1933), Cuesta abajo (1934), El tango en Broadway (1934), Tango Bar (1935) y El día que me quieras (1935). Gardel combinaría como ningún otro tanguero el sonido y la imagen y se volvería un ídolo popular en toda América Latina. El poeta y cineasta ecuatoriano Ulises Estrella, en un artículo titulado "El cine que entonó Gardel" habla así de la famosa "pinta de Carlos Gardel":

Los oídos, pegados al fonógrafo, acompañaban pasillos y tangos. Los ojos añoraban los gestos, las miradas, la pinta. Sobre todo la pinta de Gardel: el rostro fotogénico con las cejas cargadas de negrura, su sonrisa permanente, el pañuelo, la corbata a lunares, la camisa a rayas, el sombrero esquinado sobre la frente.
Ulises Estrella

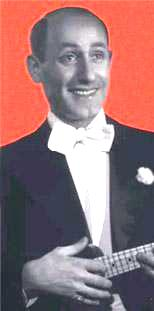
Jevel Katz, conocido como el Gardel judío, alcanzó una gran popularidad como cantante y compositor de tangos en yiddish.

Poco antes tuvo lugar el enorme éxito popular de Rosita Quiroga, una cantante que brilló entre 1923 y 1931. En la década de 1930 llegan al primer plano nuevos directores de orquesta con estilos propios como Juan D'Arienzo, conocido como el Rey del Compás por su fuerte estilo rítmico, y Juan de Dios Filiberto, con su Orquesta Porteña llena de sonoridades nuevas mediante la introducción del clarinete, la flauta y el armonio y autor de la música de temas cruciales del cancionero histórico, como "Caminito", "Malevaje" y el instrumental "Quejas de bandoneón". El tango inunda las barriadas, se recuerda la visita de Juan de Dios Filiberto al Café El Japonés de avenida Boedo.  
Internacionalmente se vuelve un éxito mundial el tango "Jalousie (Celos)" del danés Jacob Gade, que desde entonces se convertirá en uno de los tangos más conocidos de la historia. En Alemania la popular orquesta de Paul Godwin graba varios tangos, entre ellos "Das Lied der Liebe hat eine süße Melodie" (Esa canción de amor tiene una melodía tan dulce, 1929), de Willi Meisel y Kurt Schwabach, y "Kitch tango" (1933), de Hollaender y Robitscheck, cantado por Curt Bois. En Rusia aparece Piotr Leshchenko, conocido como el rey del tango ruso, que alcanzó celebridad mundial con "Serdtse" (Corazón), de Vasily Lebedev-Kumach, el tango más famoso cantado en lengua no española.
El tango en yiddish aporta canciones de éxito internacional, como "Oygn" (Ojos) de Molly Picon y Abraham Ellstein, mientras que brota con fuerza en Argentina de la mano de Jevel Katz, llamado el Gardel judío, y Max Zalkind, con versiones de éxitos populares como la "Cumparsita" y tangos originales integrados en un movimiento más amplio de música popular argentina en yiddish.
Emergen también dos de los mayores poetas del tango, protagonistas máximos de la edad de oro que vendría en la década de 1940, como fueron Homero Manzi ("Malena", "Sur", "Milonga sentimental", "Barrio de tango") y sobre todo Enrique Santos Discépolo, creador de inmortales canciones llenas de pesimismo y sufrimiento emocional que llegarían a simbolizar al tango mismo: "Cambalache", Uno, "Esta noche me emborracho", "Chorra", "Malevaje", "Yira, yira" "Alma de bandoneón", "Cafetín de Buenos Aires".
Importante para la difusión del tango en la década fueron la radio, que comenzó a transmitir recitales en vivo y la industria cinematográfica argentina, que alcanzó una presencia en todo el mundo de habla hispana. El estudio Argentina Sono Film estrenó la primera película en 1932, precisamente ¡Tango!, con participación de los principales músicos, cantantes y bailarines del tango nacional. Una semana después estrenó el estudio Lumiton la película Los tres berretines, referido a las tres pasiones argentinas: el tango, el fútbol y la radio. Algunas de las películas tangueras argentinas más importantes de la década fueron:
- El alma del bandoneón (1935) de Mario Soffici con Libertad Lamarque en el que se estrena el tango "Cambalache" de Enrique Santos Discépolo;
- Noches de Buenos Aires (1935) de Manuel Romero con Tita Merello;
- Melodías porteñas (1937) de Luis José Moglia Barth con guion de Enrique Santos Discépolo que proyectó a Juan D'Arienzo;
- Madreselva (1938) de Luis César Amadori, Libertad Lamarque y Hugo del Carril, que utiliza como base el famoso tango que el propio Amadori había escrito con Canaro;
- La vida es un tango (1939) de Manuel Romero con Hugo del Carril y Sabina Olmos;
- La vida de Carlos Gardel (1939) de Alberto de Zavalía con Hugo del Carril;
- Caminito de gloria (1939) de Luis César Amadori con Libertad Lamarque, inspirada en la canción "Caminito".

#### II. La Edad de Oro

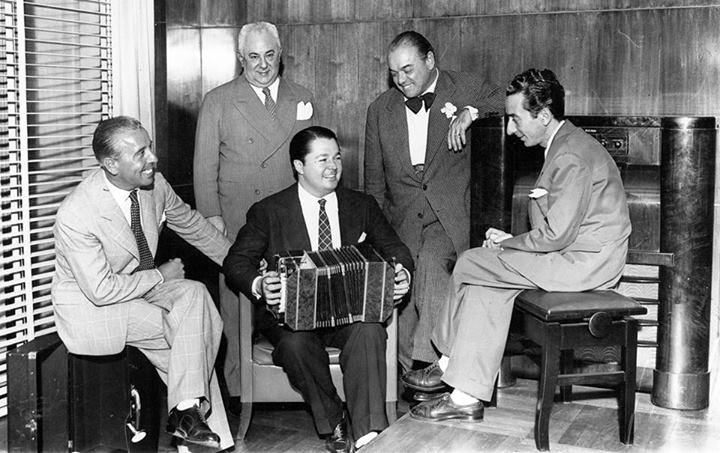
Aníbal Troilo, Francisco Canaro, José Razzano, Enrique Santos Discépolo y Osvaldo Fresedo en 1944

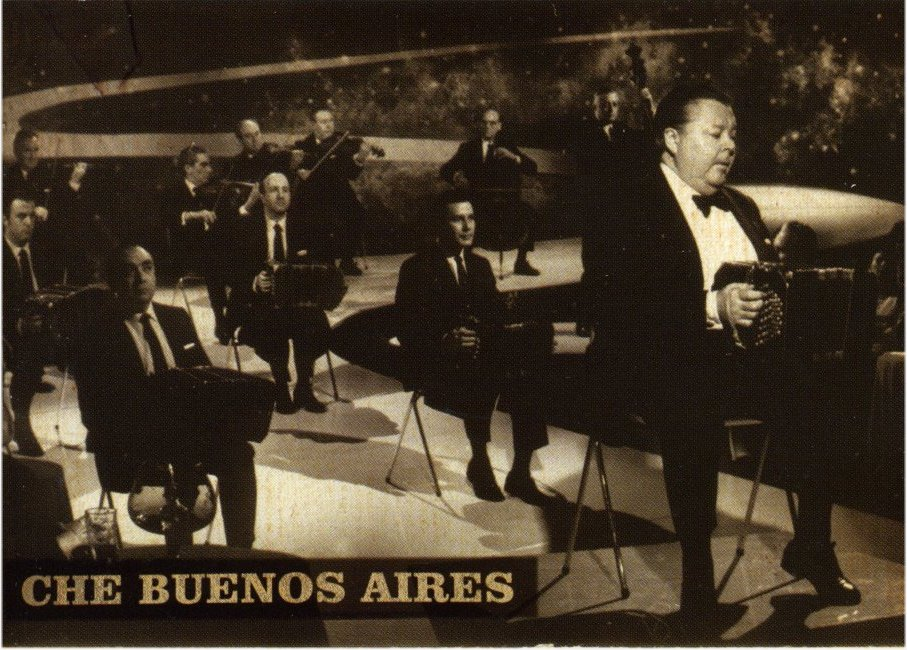
El bandoneonista Aníbal Troilo (Pichuco) (1914-1975) y su orquesta fueron la máxima expresión popular de la edad de oro del tango.

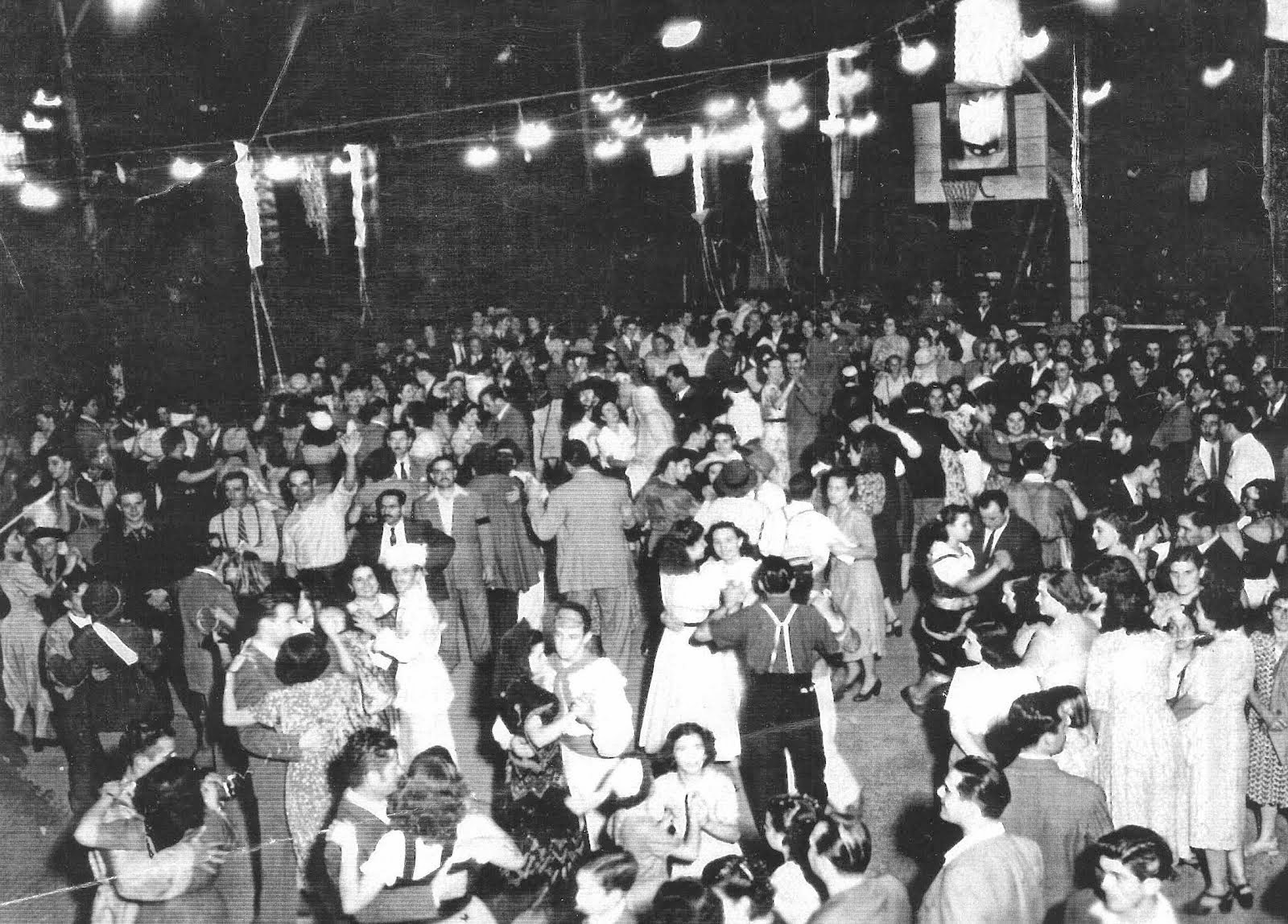
Baile de tango en un club de Buenos Aires, durante los carnavales de 1950.

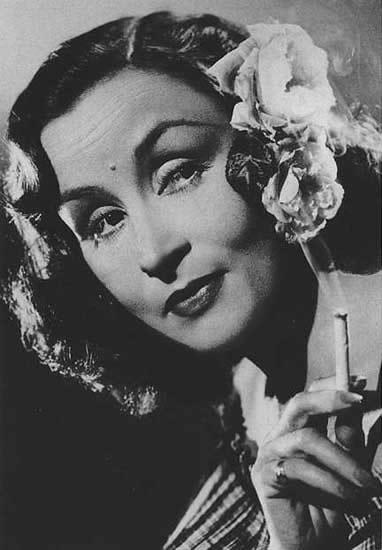
Tita Merello, actriz y cantante de enorme popularidad en toda América Latina, una de las presencias femeninas más fuertes de la historia del tango, célebre por su versión de "Se dice de mí".

La larga década del cuarenta está considerada como la edad de oro del tango, momento de culminación de la Guardia Nueva, por la suma de masividad y calidad. El cantante Alberto Castillo tendría un espectáculo al que llamó Cuarenteando, refiriéndose a esta época dorada, cuya declinación coincidirá con el ascenso del folklore y del rock.
La Edad de Oro del tango coincide con la formación del peronismo en Argentina y su llegada al poder a partir de 1943, hasta su derrocamiento en 1955. El peronismo se definió a sí mismo como un "movimiento nacional y popular", estrechamente ligado a la "clase obrera" y los sindicatos, y varias de las máximas figuras del tango fueron abiertamente peronistas: Homero Manzi, Discépolo, Hugo del Carril (autor de la Marcha Peronista), Francisco Canaro, Nelly Omar, Héctor Mauré, Mariano Mores, Chola Luna.
Los años '40 fueron el tiempo de las grandes orquestas, de los bailes populares masivos de tango con orquestas en vivo y de la difusión masiva por medio de la radio, del disco y del cine. El tango era la música y el baile de toda esa generación. Se oía tango en decenas de cafés y cabarets y se bailaba en confiterías, clubes, sindicatos, salones y carnavales. Entre los cafés de Buenos Aires estaban El Nacional, el Marzotto, el Ebro Bar, el Café Germinal, el Tango Bar, el Benigno, el Argentino, el Buen Orden y las confiterías Richmond y el Olmo en las que no se bailaba. Entre las confiterías estaban la Sans Souci, Le Toucan, Tabú, El Cairo, Picadilly. Los cabarés fueron reductos muy importantes del tango, como el Chantecler, el Marabú, el Tibidabo, y el Tabarís. Los principales salones de baile eran el Palermo Palace en el Parque Japonés, el Monumental de Flores, el Salón Lavalle en el Luna Park, Centro Region Leonesa y el Unione e Benevolenza. Los grandes clubes de fútbol organizaban los bailes de fin de semana y los masivos bailes de carnaval. En cada uno de esos lugares actuaban las orquestas de tango en vivo y el centro de toda esa actividad tanguera era la avenida Corrientes.
Músicos que provenían de la Guardia Vieja, así como los músicos que definieron la Guardia Nueva encontraron en la década del cuarenta el momento de "la exaltación", como dice la Academia Nacional del Tango de la Argentina.
Entre todos los músicos fue Aníbal Troilo (Pichuco), con su bandoneón y su orquesta, el máximo exponente de la década dorada. Se ha discutido mucho qué hizo de Troilo la figura central de la época de esplendor y masividad del tango, en medio de miles de otros músicos. Piazzolla, quien lo conoció profundamente, lo definía como "un monstruo de la intuición", un músico con una sensibilidad capaz de sintetizar "la esencia más depurada, y a la vez más rica, del tango".
Y con Troilo, se destacan sus cantantes: Francisco Fiorentino (1937-1944), Alberto Marino (1943-1947), Floreal Ruiz (1944-1948), Edmundo Rivero (1947-1950), y Raúl Berón (1949-1955). Ya luego de 1955, cantarían en la orquesta de Troilo Ángel Cárdenas, Roberto Rufino, Roberto Goyeneche, Elba Berón, Tito Reyes y Nelly Vázquez.
De la orquesta o del trabajo con Troilo también surgirían músicos decisivos en las décadas siguientes como Astor Piazzolla, el guitarrista Roberto Grela, el pianista Osvaldo Berlingieri, y los bandoneonistas Ernesto Baffa y más adelante Raúl Garello. Los éxitos de Troilo se cuentan por decenas, como los instrumentales "Responso" y "Recuerdos de bohemia" y las canciones "Sur", "Barrio de tango" y "Che bandoneón", compuestas con Homero Manzi; "La última curda" y "El último farol", con Cátulo Castillo; o "Garúa" y "Pa’ que bailen los muchachos", con Enrique Cadícamo.
Pero la edad de oro tuvo muchas otras orquestas. Desde las dirigidas por músicos consagrados que venían de las décadas anteriores, como Fresedo, Canaro, Firpo, Di Sarli, De Caro, hasta nuevas orquestas con estilos novedosos.
Entre estos últimos se destacaron Juan D'Arienzo y su popular estilo de retorno al compás en dos por cuatro (2/4), generando un tango más rápido y vivaz, perfecto para el baile, con versiones de "La cumparsita" y "La puñalada", que vendieron millones de discos en todo el mundo. Para D'Arienzo cantaron cantantes como Héctor Mauré
La orquesta de Osvaldo Pugliese, con éxitos como "La yumba", brilló con sus efectos precursores del tango de vanguardia y cantantes como Roberto Chanel, Alberto Morán, Jorge Vidal, Jorge Maciel y Miguel Montero.
La orquesta de Ángel D'Agostino construyó su éxito desarrollando un estilo caracterizado por la sencillez y la voz cristalina de Ángel Vargas, con grandes éxitos como "Tres esquinas" («Yo soy del barrio de Tres Esquinas, viejo baluarte de un arrabal, donde florecen como glicinas las lindas pibas de delantal»).
La orquesta de Lucio Demare, el autor de la música de "Malena" con letra de Homero Manzi, se destacó por el fraseo intimista de su piano, y las voces de Juan Carlos Miranda, Raúl Berón y Horacio Quintana.
Otra de las grandes orquestas de los cuarenta fue la de Osmar Maderna, conocido como el Chopin del tango, que suavizó las formas rítmicas del tango, buscando un sonido romántico y etéreo, que brilló especialmente con integrantes como el violinista Enrique Mario Francini, los bandoneonistas Eduardo Rovira, Armando Pontier y Domingo Federico y Raúl Iriarte como cantante, dejando éxitos antológicos como el vals "Pequeña", el instrumental "Lluvia de estrellas" y la versión tanguera de "El vuelo del moscardón" de Rimski-Kórsakov.
Al igual que D'Arienzo, la orquesta de Alfredo de Angelis puso el acento en el baile y en la elección de buenos cantantes, caracterizándose por utilizar los dúos vocales, entre los que se destacó el que formaron Carlos Dante y Lalo Martel.
El pianista Horacio Salgán formó una orquesta que le aportó un "toque negro" al tango, con resonancias brasileñas y jazzeras, con un sonido que tardó en ser recibido, adelantando una vanguardia que haría pie recién a partir de la década de 1960.
La orquesta de Miguel Caló con el canto de Raúl Berón, Alberto Podestá y Raúl Iriarte, fue, como la de Pichuco, escuela de grandes tangueros a la vez que un conjunto de gran calidad técnica y mucha popularidad.
Finalmente, entre las grandes orquestas del cuarenta está la de Francini-Pontier, violinista aquel y bandoneonista este, que lograron una "comunión mágica" para crear un estilo bien milonguero, recurriendo a los arreglos de Argentino Galván y las voces de Berón, Rufino, Alberto Podestá y un joven Julio Sosa recién llegado a la Argentina. Entre sus éxitos se encuentra "Nunca tuvo novio" cantado por Rufino y "El ciruja", por Sosa.
Entre los compositores de las décadas del 40 y del 50 brilló también Mariano Mores con tangos como "Cuartito azul", "Uno", "Adiós Pampa mía", "Taquito militar", "Tanguera", "Gricel", "En esta tarde gris", "Cafetín de Buenos Aires", "Adiós", "El firulete", "Cristal" y "Frente al mar", entre muchos otros.
Entre los letristas de la edad de oro alcanzaron especial relieve Enrique Santos Discépolo, Homero Manzi, Enrique Cadícamo y Cátulo Castillo. Discepolín, con sus letras cargadas de pesimismo y sufrimiento emocional, Manzi y Castillo con el tono elegíaco y las metáforas que se hicieron carne en la cultura popular, y Cadícamo con las resonancias del modernistas de la influencia del gran poeta nicaragüense Rubén Darío.

Tinta roja (Cátulo Castillo, 1941)

Paredón,
tinta roja en el gris del ayer;
tu emoción de ladrillo, feliz
sobre mi callejón,
con un borrón
pintó la esquina
y al botón
que en el ancho de la noche
puso al filo de la ronda
como un broche...
Y aquel buzón carmín
y aquel fondín,
donde lloraba el tano
su rubio amor lejano
que mojaba con bon vin...

Los mareados (Enrique Cadícamo, 1942)

Esta noche, amiga mía,
el alcohol nos ha embriagado...
¡Qué me importa que se rían
y nos llamen los mareados!
Cada cual tiene sus penas
y nosotros las tenemos...
Esta noche beberemos
porque ya no volveremos
a vernos más...
Uno (Enrique Santos Discépolo, 1943)

Uno, busca lleno de esperanzas
el camino que los sueños
prometieron a sus ansias...
Sabe que la lucha es cruel
y es mucha, pero lucha y se desangra
por la fe que lo empecina...
Uno va arrastrándose entre espinas
y en su afán de dar su amor,
sufre y se destroza hasta entender
que uno se ha quedao sin corazón...
Precio de castigo que uno entrega
por un beso que no llega
o un amor que lo engañó...
¡Vacío ya de amar y de llorar
tanta traición!

Sur (Homero Manzi, 1948)

San Juan y Boedo antiguo y todo el cielo,
Pompeya y, más allá, la inundación,
tu melena de novia en el recuerdo,
y tu nombre flotando en el adiós...
La esquina del herrero, barro y pampa,
tu casa, tu vereda y el zanjón
y un perfume de yuyos y de alfalfa
que me llena de nuevo el corazón.

En el cine relacionado con el tango se destacaron películas como La historia del tango, con una actuación consagratoria de la cantante Virginia Luque.

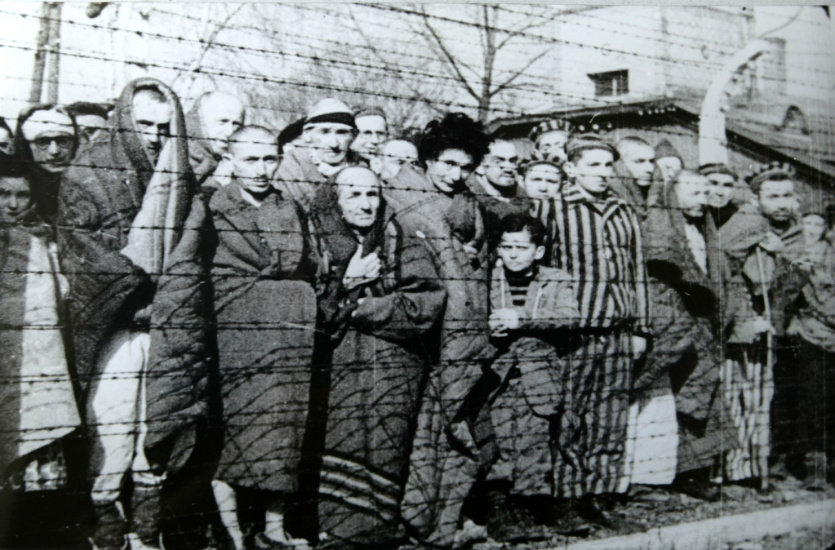
Durante el Holocausto el tango sirvió "tanto como medio de expresión de los prisioneros judíos como de una recreación macabra de sus opresores".

En el ámbito internacional el tango desempeñó un notable papel expresivo durante el Holocausto, "tanto como medio de expresión de los prisioneros judíos como de una recreación macabra de sus opresores". Por un lado los nazis aprobaron la inclusión de tangos en los repertorios de las Lagernkapellen, orquestas formadas por prisioneros y prisioneras en campos de concentración como Auschwitz, Terezin, Mauthausen, Dachau y Buchenwald. Los nazis elegían además los tangos para ser interpretados durante las ejecuciones de prisioneros, razón por la cual dichas canciones tomaban el nombre de "Tango de la muerte", siendo el tango "Plegaria" de Eduardo Bianco, el que se convertiría en el himno elegido por los nazis para las aniquilaciones. El sobreviviente León Weliczer Wells relató en su libro The Janowska Road (1966) el uso del tango en los campos de concentración, como dance macabre:

Tras el portón comienza a sonar la música. Así es, tenemos una orquesta de dieciséis miembros, todos prisioneros. Esta orquesta, que posee algunas personalidades reconocidas del mundo musical, toca siempre que vamos o venimos de trabajar o cuando los alemanes llevan a un grupo para fusilarlo. Sabemos que a muchos de nosotros, sino a todos, se nos dedicara algún día el Tango de la Muerte, como lo llamamos en tales ocasiones.

Pero las comunidades judías detenidas en los campos nazis, también eligieron al tango para expresar sus emociones durante el Holocausto. Entre los más destacados se encuentran "Friling" (Primavera) de Shmerke Kaczerginsky y Abraham Brudno, que evoca el dolor por la muerte de la esposa del primero en el gueto de Vilna, así como "Kinder iorn" (Años de niñez) y "Maj tsu di eiguelej" (Cierra los ojos) de David Beigelman.
También son importante las letras reescritas en los guetos y campos de concentración, sobre tangos que ya eran populares, como "Shpil zhe mir a tango ois in idish" (Cántame también un tango en idish), reescrita por Ruven Tsarfat a partir del clásico tango iddish "Shpil zhe mir a lidele in ydish", que se convirtió en himno de la resistencia en el gueto de Kovno. Otro de los tangos reescritos fue el que compuso la niña Rikle Glezer, de doce años, titulado "Es iz gueven a zumertog" (Fue un día de verano), sobre la música del célebre "Papirosen" (Cigarrillos) de Herman Yablokoff, donde transmite el horror del gueto de Vilna y la Masacre de Ponary. Finalmente sobresale "Der tango fun Oshvientshim" (El tango de Auschwitz), reescrito sobre una melodía popular por otra niña de doce años asesinada en Auschwitz:

Un hombre negro toma su mandolina
y es acompañado por un inglés y un francés.
De la pena surge un trío.
También un polaco comienza a cantar una canción
que alivianará los corazones de aquellos que ansían su libertad.
Este es el tango de Auschwitz,
lanzas de acero nos amenazan,
 pero la libertad nos llama.
"El tango de Auschwitz"

#### III. Apogeo
En 1950 el tango resultó postergado en las ventas, por primera vez, por una canción popular proveniente del folklore, "El rancho 'e la Cambicha", cantada por Antonio Tormo, el "cantante de los cabecitas negras". Se iniciaba el boom del folklore, impulsada ya desde hacía dos décadas por una nueva ola migratoria hacia Buenos Aires, esta vez proveniente de los provincias del interior y de los países fronterizos. En 1955, un cantante blanco de Estados Unidos llamado Elvis Presley, comienza a cantar música negra conocida como "rock and roll". Nuevos sectores sociales y nuevas generaciones comenzaban a modificar el panorama social y artístico que llevaron al tango a su apogeo. Para la segunda mitad de la década de 1950, "el esplendor del tango empezaba a palidecer. Los locales habían reducido sus presupuestos y los conjuntos a disminuir sus componentes".
Coincidentemente, también en 1955, el peronismo fue derrocado por un golpe de Estado. Muchos tangueros peronistas, como Hugo del Carril, Nelly Omar, Héctor Mauré, Anita Palmero, Chola Luna, entre otros, fueron perseguidos por sus ideas y prácticamente nunca más volvieron a trabajar.

### El tango de vanguardia

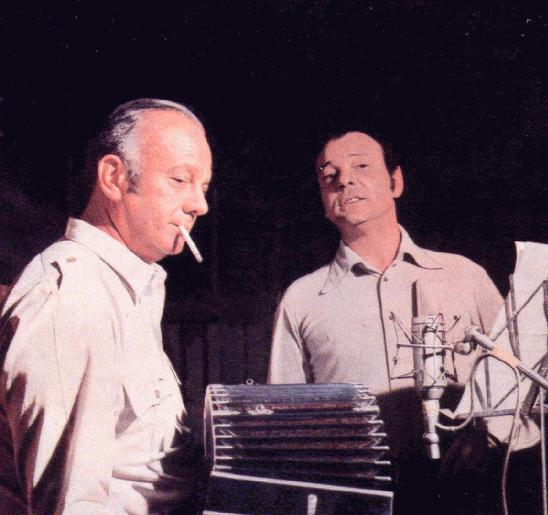
El dúo Astor Piazzolla-Horacio Ferrer, decisivos en la renovación del tango en los años 1960.

En las décadas de 1950 y 1960 el tango se vio desplazado del lugar central que tenía en la música y el baile popular y juvenil en las décadas anteriores. En parte porque a partir de la dictadura autodenominada Revolución Libertadora, el Estado abandonó toda política cultural de protección a las expresiones artísticas populares y en parte porque surgieron nuevas corrientes musicales. Para el tango fue «la década fatídica», en la expresión del cantor Enrique Dumas:

Nací en el tango en momentos de marea baja, cuando se acercaba la fatídica década del '60. Hubo que crear siempre algo nuevo para ser tomado en cuenta por un público que había renegado masivamente del tango, y lo había cambiado por otros ritmos que le marcaban las empresas grabadoras que defendían intereses no nacionales.
Héctor Dumas

De un lado, la música folklórica con el boom del folklore en la década de 1950 y la renovación del folklore en las décadas de 1960 y 1970, se instaló como uno de los principales género populares de raíz nacional.
De otro lado, en estas dos décadas el tango sufrió también la confrontación generacional y contracultural que llevaron adelante los movimientos juveniles en todo el mundo, con expresiones como el verano del amor de 1967 y el movimiento hippie en EE. UU., el Mayo francés de 1968, que tuvieron en el rock and roll y en la revolución sexual, dos de sus códigos de referencia común. En la Argentina, esto se manifestó como una confrontación de contenido generacional entre tango y rock: el tango era la música de «los viejos»; el rock and roll era la música de los jóvenes.
Con el auge del mercado discográfico internacional y la aparición de los amplificadores de sonido, el baile popular y juvenil se desplazó hacia boites, discotecas, bailantas y recitales masivos, en los que predominaron géneros diferentes del tango, como el bolero, la balada romántica, la cumbia, el cuarteto, el rock internacional y nacional.
En esas condiciones el tango evolucionó hacia formas musicales que dieron prioridad al tango oído, sobre el tango bailado de masas. Ya desde los años 50 venían apareciendo corrientes tangueras renovadoras, como Mariano Mores y Horacio Salgán, que experimentaban con nuevas sonoridades y temáticas. Pero el renovador indiscutido fue el marplatense Astor Piazzolla, corazón de lo que se llamó «tango de vanguardia».
Astor Piazzolla alternaba entre las tardes de música clásica en el Teatro Colón y su pasión por Ígor Stravinski y Béla Bartók, con las noches de tango, y su desempeño como bandoneonista y arreglador musical de la orquesta de Aníbal Troilo (1914-1975). Fusionando creativamente las influencias más diversas, Piazzolla introdujo en el tango armonías disonantes y bases rítmicas intensas y nerviosas que produjeron una transformación radical del género. En 1955 compuso «Adiós Nonino», un tema que rompía todas las estructuras de la canción de tango que venían de la Guardia Vieja y la Guardia Nueva, creando un nuevo sonido urbano asociado al mundo de postguerra, marcado por el horror de la bomba atómica y el reinado de la televisión. En los años siguientes Piazzolla iría renovando más y más su sonido, tanto en la forma de interpretación como en la composición, con temas como «Lo que vendrá», «La muerte del ángel», «Buenos Aires Hora 0», «Fuga y misterio», «Decarísimo» y «Milonga del ángel».
La música de Piazzolla produjo una apasionada controversia entre tradicionalistas y renovadores, sobre si «eso» era o no tango. El punto culminante de esa controversia fue el Festival de la Canción de Buenos Aires realizada en el Luna Park en 1969, en el que Astor Piazzolla y el uruguayo Horacio Ferrer presentaron el tango «Balada para un loco», interpretado por Amelita Baltar en la sección correspondiente al tango. La canción produjo un escándalo descomunal que llevó a los organizadores a cambiar las reglas para evitar que «Balada para un loco» ganara el festival. Pese a ello, el nuevo tango-canción, ganó la adhesión popular, especialmente entre los jóvenes y se volvió un éxito de ventas como hacía años que el tango no tenía.
El dúo Piazzolla-Ferrer realizó otras obras de amplia difusión popular como el valsecito tanguero «Chiquilín de Bachín» (1968) o la «operita-tango» María de Buenos Aires (1967), la primera gran obra conceptual de la historia del tango.
En este momento Piazzolla influiría fuertemente en el nacimiento de lo que se llamó «rock nacional», una variedad peculiar del rock nacida en Buenos Aires y cantada en español.
En este período se produjeron también los brillantes encuentros del guitarrista Roberto Grela con los bandoneonistas Aníbal Troilo, primero, y Leopoldo Federico, después, alcanzaron su plenitud los cantantes Julio Sosa y Roberto Goyeneche, el dúo Salgán-De Lío y el Quinteto Real, y se fundó el Cuarteto Cedrón, liderado por el Tata Cedrón, que irrumpió en 1964 con un álbum innovador titulado Madrugada.
El tango comenzaba a superar el shock de haber dejado de ser el género popular juvenil por excelencia durante varias décadas y comenzaba a modernizarse para configurarse como un género capaz de ir más allá de la dinámica del negocio discográfico y aprovechar la potencialidad de un sonido de enorme originalidad y expresividad emocional.

### Período contemporáneo

#### I. Universalización
A partir de la década de 1970, bajo la influencia abrumadora del sonido de Piazzolla, el tango se afianzó como un género universal, más allá de los vaivenes del mercado discográfico. También el rock "nacional" argentino se vio influido por Piazzolla a partir de sus desarrollos dentro de lo que se llamó tango rock. El propio Piazzolla revolucionó la instrumentación tanguera con su octeto electrónico y desarrolló una obra monumental que ganó el mundo y lo transformó en uno de los grandes compositores del siglo XX, con creaciones como Música contemporánea de la ciudad de Buenos Aires, Las Cuatro Estaciones Porteñas, Libertango, Suite Troileana, la Reunión Cumbre con Gerry Mulligan, Le Grand Tango, Concierto para Bandoneón y Guitarra: Homenaje a Lieja, Concierto para Bandoneón, Tres Tangos para Bandoneón y Orquesta, El exilio de Gardel, Five Tango Sensations, notables colaboraciones con Georges Moustaki, Milva, Jairo, entre otros, y bandas musicales para cerca de 40 películas.
En esas dos décadas de renovación surgieron también otros autores e intérpretes de gran importancia como Eladia Blázquez ("Con el corazón al sur", "Si Buenos Aires no fuera así", "Sueño de barrilete", etc.), Chico Novarro ("Cordón", "El balance", "Cantata a Buenos Aires"), Cacho Castaña ("Café La Humedad"), el Sexteto Tango, el Sexteto Mayor, el octeto coral Buenos Aires 8, con un álbum excepcional en 1970, Buenos Aires Hora 0, las nuevas sonoridades introducidas por Osvaldo Berlingieri (1928) desde el piano y su asociación con Ernesto Baffa (Baffa-Berlingeri), la voz juvenil y romántica de Susana Rinaldi, la madurez compositiva de Leopoldo Federico, el revolucionario álbum Concepto (1972) de Atilio Stampone, Rodolfo Mederos ―a quien se consideraba como «la cabeza visible de una nueva música porteña en los años 1970»―, etc.
También debe mencionarse aquí al último Goyeneche de la «garganta de arena» ―según el cantautor Cacho Castaña― que desarrolló el arte de «decir» el tango, cuando paradójicamente alcanzó el pico más alto de la devoción popular.
El declive del tango como género musical masivo y bailable causó un elevado interés por parte de muchos intelectuales argentinos. A partir de la escritura de varias interpretaciones historiográficas del tango una gran parte del campo intelectual ejercía una crítica social y política del país. La fuerte tendencia de peronización del campo intelectual se podía ver materializada en el nuevo interés que despertaba la historiografía del tango
Luego de dos décadas de declive y reacomodos, la década de 1980 marcaría la reinserción del tango en el marco de la música internacional, aunque ya no como parte de la música pop impulsada por el gran negocio discográfico global, sino como un género de fuerte identidad musical. A fines de 1981 se abrió en París la tanguería Trottoirs de Buenos Aires, en donde jugó un papel decisivo el Sexteto Mayor, así como Julio Cortázar, Edgardo Cantón -uno de los dueños del boliche- y el Tata Cedrón, que lanzaron un álbum con el mismo nombre.

#### II. El renacimiento del tango

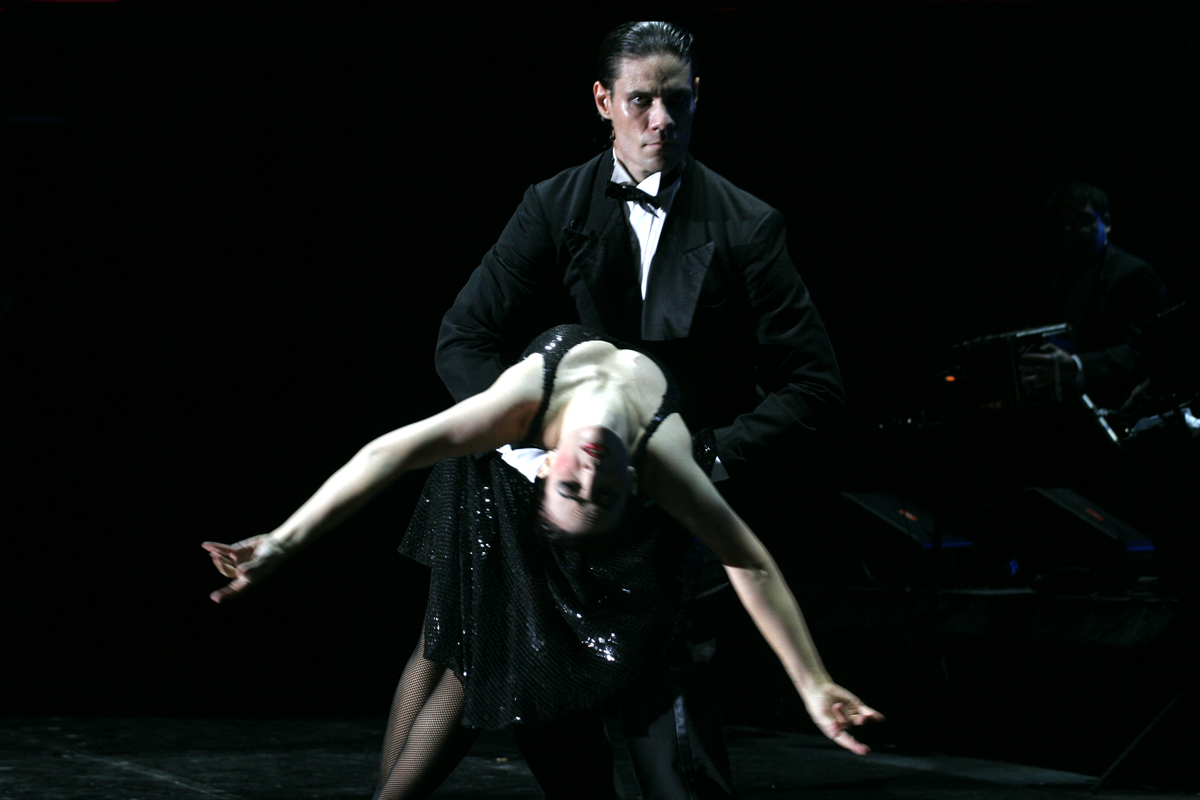
Tango Argentino presentado en el Obelisco de Buenos Aires en 2011. El espectáculo creado por Claudio Segovia y Héctor Orezzoli en 1983, fue un éxito mundial durante una década e influyó decisivamente en el renacimiento del tango a partir de la década de 1990.

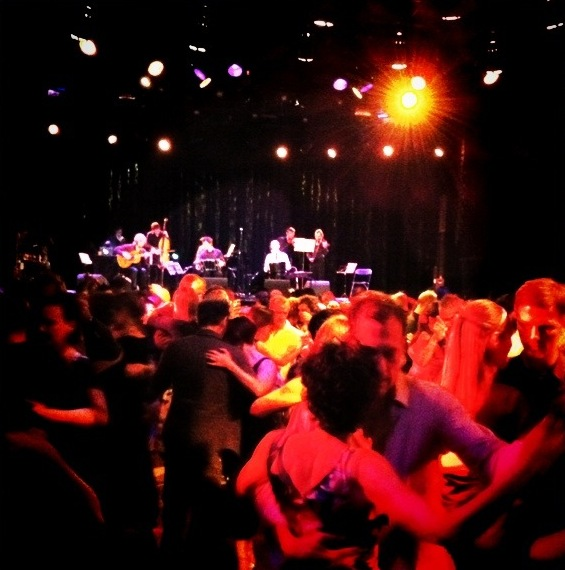
Milonga con música en vivo en Ámsterdam.

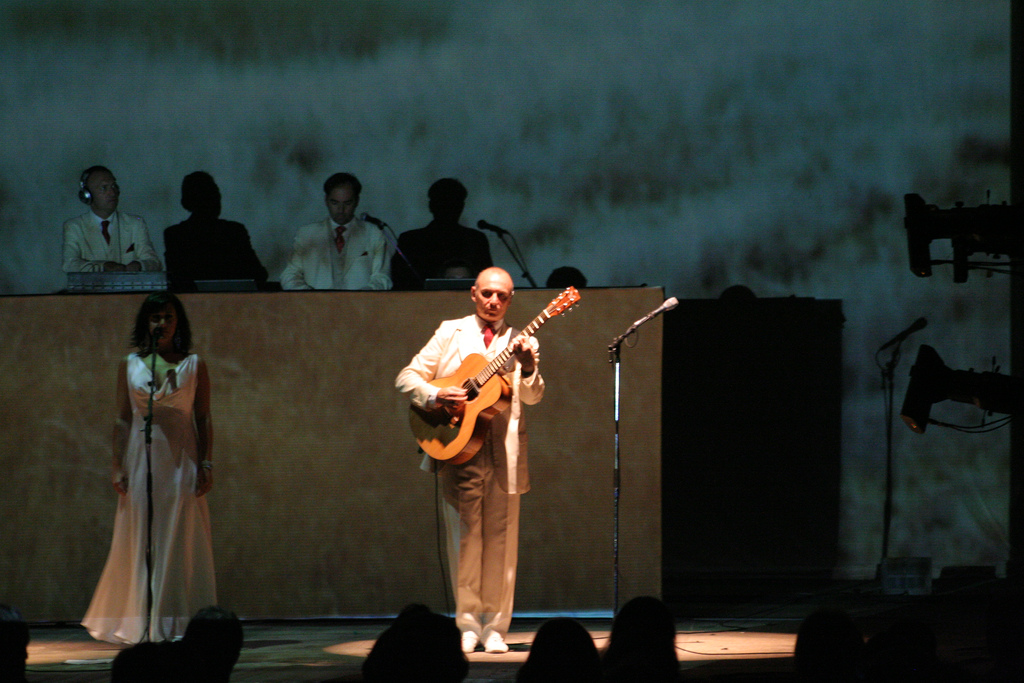
Gotan Project, creado en el año 2000, dio origen a la corriente del tango electrónico con gran difusión mundial.

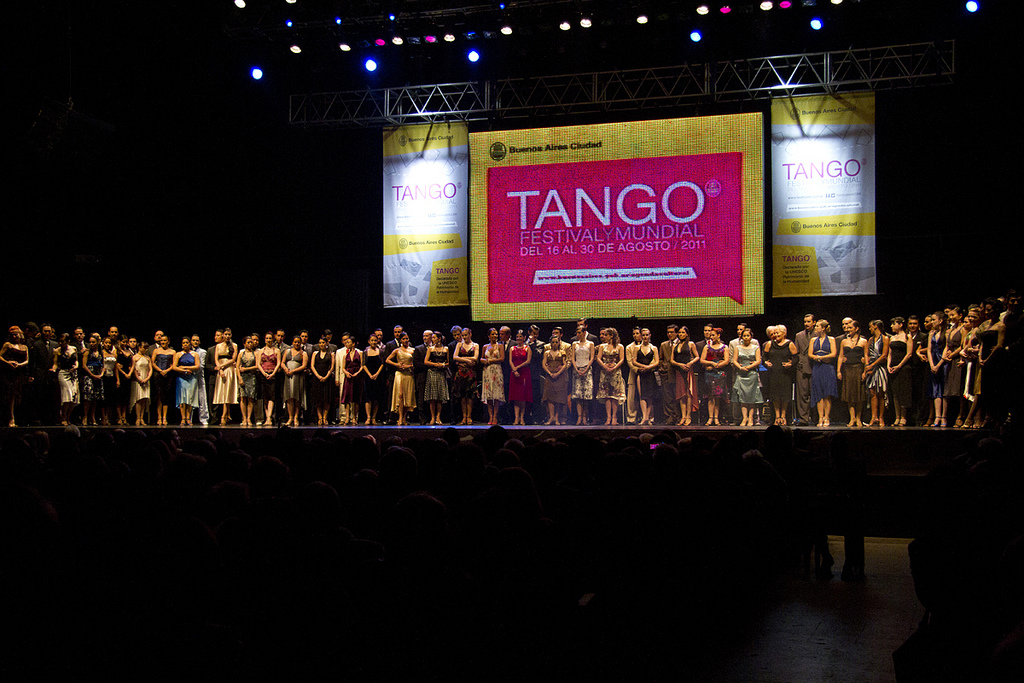
El Festival y Campeonato Mundial de Baile de Tango que se celebra anualmente en agosto en Buenos Aires desde 2003, con una asistencia de más de 500.000 personas en 2013, se ha convertido en la principal convocatoria del tango en el mundo.

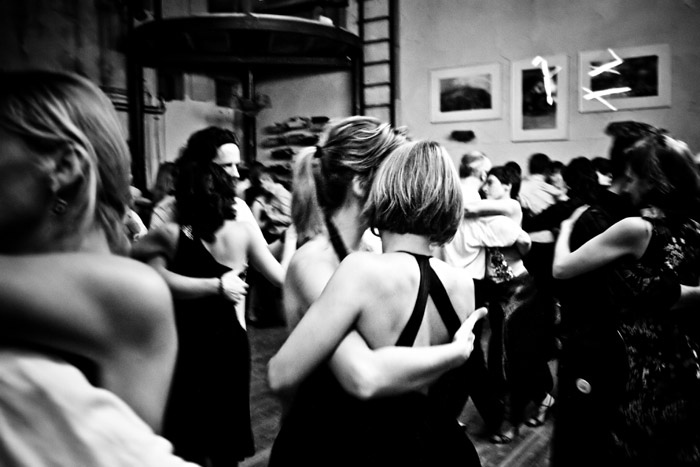
Corrientes como el tango queer y artistas que aportan una perspectiva de género en el tango, proponen nuevos enfoques del cuerpo y las letras y roles flexibles en la danza.

En 1983, dos acontecimientos confluirán decisivamente para iniciar el renacimiento del tango: la reconquista de la democracia en Argentina y el estreno del espectáculo Tango Argentino en París.
El bailarín Pedro Benavente, El Indio, dice al respecto:

La gente poco a poco se fue conectando con lo popular, reencontrándose con su propia identidad. No te olvides que en épocas de dictadura el tango se prohibía. Había palabras que no podían pronunciarse, salones a los que no se podía concurrir. Juntarse varias personas ya era objeto de sospechas. La democracia nos fue devolviendo esos hábitos, esas costumbres tan nuestras.
Pedro Benavente

Ese mismo año se estrenó en París el espectáculo Tango Argentino, creado y dirigido por Claudio Segovia y Héctor Orezzoli, con la participación de los bailarines Juan Carlos Copes y María Nieves, Cecilia Narova, Carlos y María Rivarola, Mayoral y Elsa María, Nélida Rodríguez y Nelson Ávila (Nélida y Nelson), Virulazo y Elvira, y Mónica y Luciano Frías. Los cantantes Roberto Goyeneche, Elba Berón, María Graña, Raúl Lavié y Jovita Luna, en tanto que Los músicos fueron el Sexteto Mayor, Horacio Salgán y Ubaldo De Lío. La obra fue presentada en 1985 en Broadway (Nueva York) y durante más de diez años en todas partes del mundo, obteniendo un resonante éxito que marcó el renacimiento mundial del tango y el redescubrimiento de la capacidad expresiva del baile. Ese mismo año se realizó la película Tangos, el exilio de Gardel, de Pino Solanas, que asocia la última dictadura militar en Argentina finalizada en 1983, con una banda musical de Astor Piazzolla y José Luis Castiñeira de Dios renovadora del tango canción y una coreografía que integra el erotismo original del tango con la danza moderna.
A partir de la década de 1990, de la mano del proceso de globalización, la aparición de Internet y el mp3, comenzó un movimiento de integración cultural de alcance mundial que llevó a fusionar lenguajes musicales, como el jazz, el rock, la música electrónica, ritmos latinos y folklóricos, estilos pertenecientes a las más variadas etnias y expresiones locales, que también involucró al tango.
En 1991 la cantante Nacha Guevara lanzó el espectáculo y el álbum Heavy Tango, con integrantes de la banda argentina de heavy metal Alakrán. En la danza, la coreógrafa Ana María Stekelman creó en 1993 la compañía Tangokinesis, con la intención de fusionar danza moderna, folklore y tango. Entre los compositores se destaca el bandoneonista Daniel Binelli, con obras como Preludio y candombe, o A los que se fueron, dedicado a los desaparecidos durante la última dictadura militar.
En la segunda mitad de la década de 1990, varios músicos provenientes del rock nacional, como Daniel Melingo, Rodolfo Gorosito (Trío Gorosito-Cataldi-De la Vega) y Leo Sujatovich se volcaron al tango, desempeñando un papel muy importante en el boom del tango que se producirá en la década siguiente. En Uruguay, Federico García Vigil como director de la Filarmónica de Montevideo, alcanzó un enorme éxito popular con el ciclo Galas de Tango, que desde entonces pasó a integrar el programa permanente de la orquesta.
En 1997 el célebre violonchelista francés Yo-Yo Ma grabó el àlbum Soul of the Tango: The Music of Astor Piazzolla, que ha sido considerado por lo expertos como uno de los mejores discos de la historia del tango y que fue un éxito de ventas en Estados Unidos, desplazando incluso al propio Paul McCartney durante varios años. En 1998 la pareja rusa de danza sobre hielo ganó la medalla de oro en los Juegos Olímpicos de Nagano, bailando el tango "Tanguera" de Mariano Mores, con coreografía diseñada por la bailarina y coreógrafa argentina Guillermina Quiroga y Roberto Reis.
Otro espacio de desarrollo de nuevas expresiones tangueras fueron las recaladas en Buenos Aires, reuniones informales de músicos con público, luego de las actuaciones formales. La más famosa de las recaladas fue la del bandoneonista Rubén Juárez, iniciada en 1983 en el Café Homero. En las recaladas comenzaron a interactuar músicos, generaciones y expresiones diversas que comenzarán a delinearse a comienzos de siglo XXI en la llamada Guardia Joven.
A partir del año 2000 el baile tanguero reapareció con una gran difusión en Argentina, en Uruguay y en todo el mundo, entre jóvenes y no jóvenes, ya no como baile de moda, sino como una cultura del cuerpo, de la expresión y de la relación sensual entre dos personas. Solo en Buenos Aires se abrieron más de 200 "milongas" y "academias" para bailar tango popularmente. "En el tango se pone el cuerpo", dice la psicoanalista Sonia Abadi:

En estos días de soledades físicas en que amistad, sexo y afecto cultivan soluciones de Internet, bailar tango ofrece la oportunidad de un encuentro vivo, cuerpo a cuerpo, a la vez que un espacio para vivir experiencias de diversa calidad emocional, sensual y artística.
Estoy hablando del tango bailado, de la “milonga” como experiencia popular y no de los shows para el público.
Sonia Abadi

Asimismo, la musicóloga uruguaya Adriana Santos Melgarejo edita en 2010 una investigación donde define un marco al que llama la escena alternativa del tango (circunscrita a la ciudad de Montevideo), en ese estudio centra su foco de observación en un colectivo de cerca de trescientas personas llamado "Avalancha tanguera". La investigación da cuenta de la resignigficación del género musical para las personas que la autora define como los "nuevos cultores". La investigadora concluye: 

"Si bien la evolución de la danza del tango se observa sólo en algunos sectores de la sociedad, esto no debería hacer suponer que haya sufrido un proceso de pérdida. Se puede afirmar que existen cambios en cuanto a la posibilidad de invención de nuevos pasos, el recambio de cultores y la existencia de bailes sociales. Es destacable que todo esto ha permitido que el espacio tradicional del tango se transforme en un lugar amplio en el que conviven diversas personas. En consecuencia los nuevos cultores reconstruyen y reubican al tango dentro de la sociedad y por esto se transforman en los responsables de su vigencia."
Adriana Santos Melgarejo

A comienzos de la década de 2010 el tango generaba 500 millones de dólares por año en todo el mundo, de los cuales solo el 10% corresponden a la Argentina. En Internet existían 50 millones de sitios sobre tango. Se calcula que son millones las personas que bailan tango fuera de Argentina y Uruguay. Se realizan festivales en países tan distintos como Islandia, Japón, Turquía y Estados Unidos, sin hablar de Finlandia donde se lo considera un género propio. Todas las grandes ciudades del mundo tienen revistas de tango.
En el libro El revival de las danzas prohibidas, su autor Reneé Critcher Lyons concluye diciendo:

Ciertamente, el tango moderno es "viejo, nuevo, profundamente vital e innegablemente global" (Goertzen, 74). El tango, a menudo descripto como danza de la vida y de la muerte, ha abrazado y conquistado a ambas, reencarnando y reviviendo de un modo similar a su propia naturaleza cíclica, pero manteniendo sobre todo, la danza de dos corazones fusionados en uno, creador de vida, de nuestro próximo paso. De allí que nunca habrá un último tango..

#### III. Panorama actual y tendencias futuras
Ante el renacimiento mundial del tango, algunos estudiosos hablan de una "Nueva Edad de Oro". En 2003 Buenos Aires comenzó a organizar el Campeonato Mundial de Baile de Tango y en 2009 la UNESCO declaró que el tango era Patrimonio cultural inmaterial de la Humanidad (PCI). Algunos críticos musicales utilizan la expresión "Guardia Joven", "Tango Joven" o "Nuevo Tango" para referirse a las nuevas corrientes de jóvenes artistas que se han multiplicado desde mediados de la década de 1990,

 y destacan el fenómeno de "reconciliación" de la juventud con el tango, luego de la "ruptura generacional" de las décadas de 1960 y 1970.

Podemos situar algo arbitrariamente en el año 1995 el comienzo del surgimiento de un Nuevo Tango que contesta a una época de sequía en la que los exponentes clásicos del género no hicieron mucho más que interpretar viejos tangos repetidos hasta el cansancio, sin una apuesta masiva a la renovación del género.
Ángela Flavio

En cualquier caso, tanto en Argentina, como en Uruguay, como en diversas partes del mundo, resulta notable un amplio y heterogéneo movimiento cultural conformado por jóvenes músicos que pretenden rescatar y reinterpretar con nuevos códigos el tango.
Algunas de las nuevas corrientes tienen un perfil claramente definido como el tango electrónico, el tango queer, el tango para chicos, el tango indie, etc.
El tango electrónico comienza a definirse como corriente en el año 2000 con la formación del grupo Gotan Project, luego acompañado por otras formaciones como Tanghetto, Bajofondo Tango Club, Narcotango,  y Otros Aires.
El tango queer, originado en Alemania y extendido por todo el mundo, propone un tango que reconstruya la libre conexión de los cuerpos y en el que los roles en la danza no sean fijos ni determinados por el género.
Los nuevos artistas dedicados al tango son referidos por las críticas musicales como "Guardia Joven", "Tango Indie o Independiente", "Tango Off", etc. En algunos casos han llegado a vincularse para formar movimientos y eventos como el Festival de Tango Independiente en Buenos Aires, Mendoza, La Plata y Rosario, con la propuesta de no interpretar covers de tangos tradicionales. En Buenos Aires, muchos de estos artistas también están vinculados por la cultura de la recaladas tangueras en lugares como El Bar de Roberto, el Bar El Faro y Sanata Bar.
Entre los nuevos intérpretes y compositores de tango que se destacan en Argentina pueden mencionarse: Astillero, Julián Peralta,
34 Puñaladas,
La Chicana,
Orquesta Típica Fernández Fierro,
Quatrotango,
Lidia Borda,
Sexteto Milonguero,
China Cruel y
Graciela Pesce,
Sergio Gobi,  entre otros.
Entre los nuevos letristas se destaca Marcelo Mercadante,
Jorge Alorsa,
Dema,
Juan Penas, Lucio Arce, Peche Estévez con Buenos Aires Negro,
Acho Estol,
Pacha González, Alejandro Guyot,
Tape Rubin,
Juan Serén y
Juan Vattuone,
que aportan obras tanto poéticas como humorísticas.
Del lado uruguayo y aunque en menor número también se pueden encontrar músicos como
el Cuarteto Ricacosa,
Tabaré Leyton,
Mónica Navarro,
el Proyecto Caníbal Troilo,
Malena Muyala,
Gabriel Peluffo,
Maia Castro,
Nelson Pino y 
Quinteto la mufa.

## Baile

### Evolución

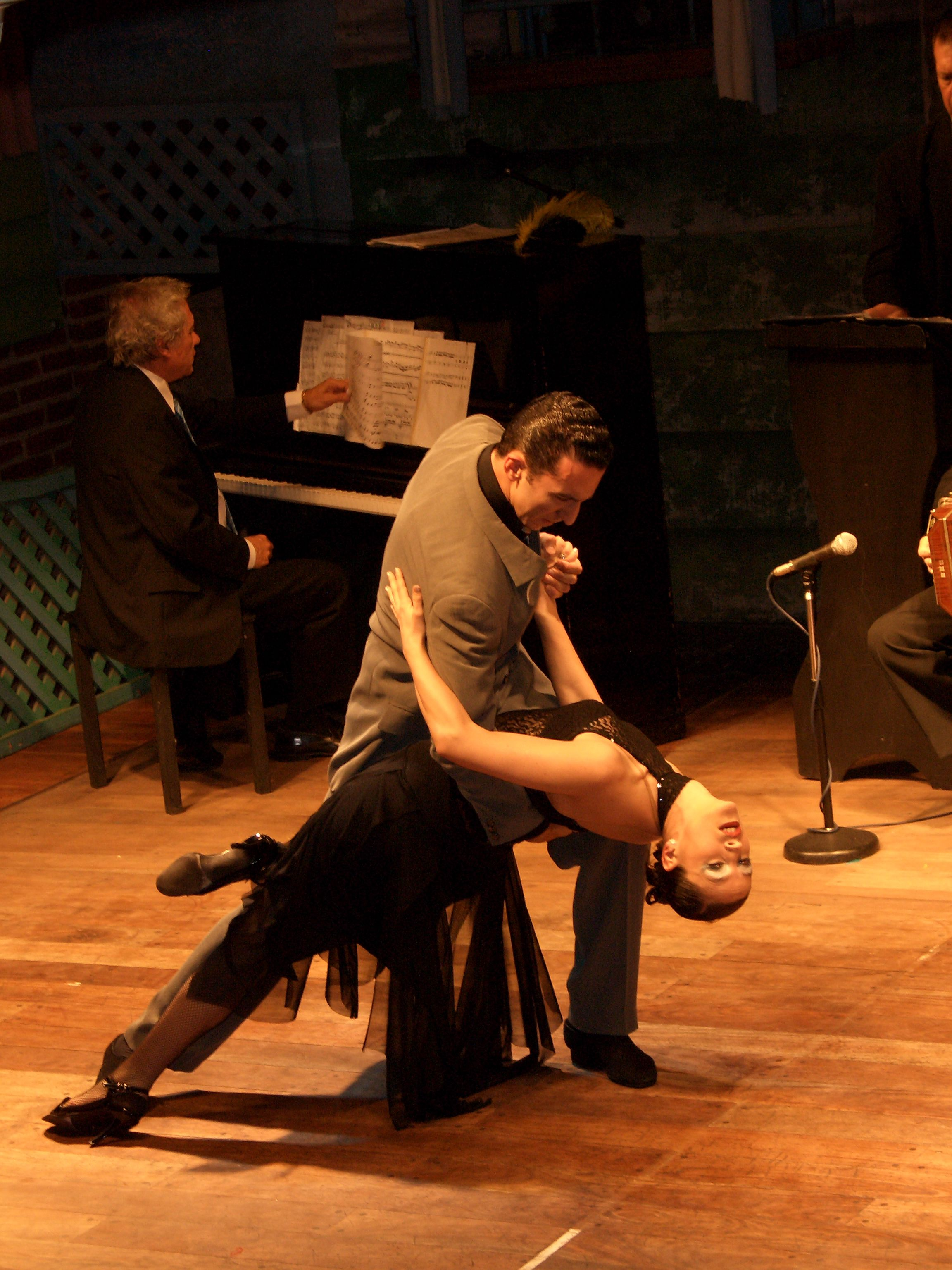
En todo el mundo, «bailar un tango» es sinónimo de seducción. El tango es un arte complejo construido desde la danza.

Hay una coincidencia general entre los estudiosos en señalar que el tango nació primero como estilo de danza y luego como género musical. Es la danza del tango la que fue impulsando desde mediados del siglo XIX, una progresiva transformación musical que se correspondiera con el baile, llegando a la creación del tango, como género musical, en la última década del siglo XIX.
El tango como danza comienza a surgir a mediados de siglo en lo que se llamó las orillas o arrabal de ciudades como Buenos Aires y Montevideo, es decir las zonas marginales habitadas por los sectores populares. En esos arrabales fue en el seno de las comunidades afrorrioplatenses, en proceso final de liberación de la esclavitud, donde se instalaron los lugares de baile y entretenimiento popular, llamadas "academias", "milongas", "piringundines" o "canguelas" en los que se inventaría el tango. Los protagonistas fueron las propias comunidades afrorrioplatenses con sus tipos sociales llamados "negros", "negras", "pardos" y "pardas", y las poblaciones rurales mestizadas en proceso de migración hacia las ciudades llamados "chinas" y "compadritos", este último protagonista destacado del origen del tango como baile. Adicionalmente, las academias y milongas recibieron también la presencia creciente de la ola de inmigrantes provenientes de los más diversos países de Europa y el Medio Oriente, mayoritariamente italianos.
José Gobello explica que luego de la caída de Juan Manuel de Rosas en 1852, en Buenos Aires, las comunidades afroporteñas no pudieron continuar marchando con sus candombes por la calle y se vieron obligadas a realizarlo en sitios cerrados. Es en esas condiciones que el baile se transforma, fusionando los cortes y quebradas característicos del candombe, con la pareja enlazada del vals y la mazurca. El vals se había puesto de moda en Europa con la novedad de la pareja bailando abrazada, en las primeras décadas del siglo XIX, desatando fuertes cuestionamientos en los sectores conservadores por su supuesta indecencia e inmoralidad, sobre todo en Inglaterra. La mazurca, también de pareja enlazada, era la danza de moda en 1850. La fusión de estilos dio lugar a valses y mazurcas bailados con corte y quebrada, sentando las bases coreográficas del tango: pareja enlazada estrechamente, caminata, corte o quebrada.
Esas características ya estaban definidas en la década de 1860. En Buenos Aires hay registros de la detención de cuatro varones y dos mujeres por bailar con corte en 1862.
En las tres décadas siguientes ese tipo de baile fue utilizado en el Río de la Plata para bailar diversos estilos: mazurcas, polcas, chotis, habaneras, tangos andaluces y milongas, en la búsqueda de un estilo que se adaptara a su cadencia. En esa época se llamaba "tango" a todo lo que bailaban "los negros". En ese proceso se fue generando un género musical nuevo, perfectamente adaptado a ese peculiar y sensual estilo de baile. Finalmente ese género nuevo apareció en los últimos años del siglo XIX y fue bautizado con el mismo nombre que la danza: "tango".
Ese modo inicial de bailar el tango se conoce como "tango canyengue", tango orillero o tango arrabalero. El tango canyengue adquirió el perfil de un estilo definido, fuertemente marcado por el corte y la quebrada, con un abrazo muy estrecho y los cuerpos en contacto. Se trata de un estilo provocativo y muy sensual.
Pero a medida que el tango fue saliendo de las academias, milongas y piringundines de la noche arrabalera, para comenzar a ser bailado en salones y ámbitos públicos o familiares, apareció un nuevo estilo de bailarlo, que buscó moderar sus aspectos más provocativos, separando los cuerpos pero sin perder el abrazo y atenuando, o incluso eliminando, los cortes y quebradas, al menos sus figuras más sensuales. Este estilo, desarrollado sobre todo a partir de la segunda década del siglo XX, recibió el nombre de tango de salón o tango liso. El tango de salón o tango liso se apoyó sobre todo en la caminata tanguera. Fue básicamente el estilo que se bailó popularmente entre las décadas de 1920 y 1950.

En los salones estaba prohibido bailar con corte, si lo hacíamos alguien se acercaba y nos decía: "Pase por boletería" y allí nos recomendaban o nos echaban. Nos llamaban compadritos.
Petróleo (Carlos Estévez)

Casi simultáneamente al tango de salón practicado como esparcimiento popular, apareció un tango bailado por profesionales orientado al espectáculo, que recibió el nombre de tango escenario. El tango escenario utiliza coreografías más audaces y libres, muchas veces tomadas de otras danzas o disciplinas físicas, como los saltos y figuras con los bailarines sueltos, que ni el tango de salón ni el tango canyengue aceptan.
El tango dejó casi de bailarse a partir de los años sesenta en Buenos Aires. Pervivieron algunas milongas. Sin embargo, en los años ochenta recibió un nuevo impulso gracias al éxito del espectáculo Tango argentino de Claudio Segovia y Héctor Orezzoli, primero en París y luego en Broadway, generando una tangomanía en todo el globo. Florecieron academias de tango por doquier y gente de todo el mundo comenzó a peregrinar en busca de lugares para bailarlo, especialmente Buenos Aires, promovida turísticamente como la Capital del Tango.
Desde 2003 se realiza anualmente en Buenos Aires el Campeonato Mundial de Baile de Tango, con competencias en dos categorías, «tango escenario» y «tango de salón», o «de pista».
Entre los bailarines y las bailarinas de tango profesionales destacados en la historia se encuentran Pedrín de San Telmo, El Cachafaz (Benito Bianquet), Casmiro "El Vazco" Aín -que bailó ante el papa católico en 1924-, el Negro Navarro, la Parda Haydé, la Parda Ester, Petróleo (Carlos Estévez), Jorge "El Vasco" Orradre, Cacho Lavandina, Antonio Todaro, Virulazo (Jorge Orcaizaguirre), Los Dinzel, Juan Carlos Copes y María Nieves.

### La coreografía tanguera
El baile tanguero está construido sobre cuatro componentes básicos: el abrazo estrecho, la caminata, el corte y
la quebrada, entendidos estos dos últimos términos clásicos como el eje de la improvisación y las figuras coreográficas que adornan la danza y que son conocidas bajo el nombre genérico de "firulete".

Pero por sobre todas las cosas el tango debe ser bailado como un lenguaje corporal a través del cual se transmiten emociones personales a la pareja.
Se dice que el tango se baila «escuchando el cuerpo del otro». En el tango la pareja debe realizar figuras, pausas y movimientos improvisados, llamados «cortes, quebradas y firuletes», diferentes para cada uno de ellos, sin soltarse. Es el abrazo lo que hace complicado combinar en una sola coreografía las improvisaciones de ambos.

Uno de los estilos del tango, el tango argentino, realiza el milagro de insertar la figura en el enlace... Este es el secreto de su éxito; esta es la principal innovación que ofrece al mundo.

La escritora argentina Alicia Dujovne Ortiz la ha descrito así: «Un monstruo de dos cabezas, una bestia de cuatro patas, lánguida o vivaz, que vive lo que dura una canción y muere asesinada por el último compás».
La coreografía, diseñada a partir del abrazo de la pareja, es sumamente sensual y compleja. La complejidad de los pasos no hace a la expresión o a lo que se quiere trasmitir durante el baile. Se trata de expresar un sentimiento pleno de sensualidad y no de sexualidad, donde lo primordial no son solo los pasos o las figuras que hacen los bailarines con los pies. De nada vale una técnica perfecta, o una sincronización perfecta, cuando la expresión facial de los bailarines no trasmiten sentimientos. Todo en la danza del tango está unido, las miradas, los brazos, las manos, cada movimiento del cuerpo acompañando la cadencia del tango y acompañando lo que ellos están viviendo: un romance de tres minutos, entre dos personas que a lo mejor recién se conocen y que probablemente no tengan una relación amorosa en la vida real.
El tango trasciende y llega al corazón de los que contemplan a los bailarines, gracias a los sentimientos que ellos ponen en el baile y a la calidad de sus coreografías. Cada estrofa musical, cada pasaje, cada tango tiene distintos momentos, no se puede bailar un tango completo siguiendo un patrón de conducta idéntico para toda la melodía. Hay cadencias tristes, alegres, sensuales o eufóricas, finales silenciosos o grandiosos, música in-crescendo o música in-diminuendo, solo expresa sentimientos y estos son los que los bailarines transportan a sus pies y a su cuerpo todo.

### Pasos
- Avance retroceso
- Baldosa.
- Barrida.
- Boleo
- Cadena invertida.
- Caída.
- Cadencia (Vaivén).
- Calesita.
- Cambios de dirección.
- Cambio de lado.
- Cambio de frente.
- Caminata sincopada.
- Caminada
- Castigada.
- Contramolinete
- Contratiempos básicos con ochos.
- Cunita y sacada.
- Colgada
- Doble molinete.
- Doble contramolinete.
- Doble ocho.
- Enrosque.
- Firulete.

El paso básico tanguero.

- Ganchos (desde fuera, desde dentro, en ocho atrás o adelante)
- Ganchos continuos sobre el mismo pie
- Gancho mutuo
- Gancho y caminata sincopada.
- Ganchos con respuesta.
- Giro con barrida y boleo.
- Giro con quebrada o gancho.
- Giro con sacada y parada.
- Giro con sacada, aguja y ocho cortado.
- Giro con traspié y boleo.
- Giro de izquierda con barrida y boleo.
- Giro de izquierda y derecha.
- Giro en ochos.
- Giro simple.
- Giro y salida a la izquierda.
- Lápiz
- «La cajita».
- «La cunita».
- «La mordida».
- Media americana
- Media cadena con boleo.
- Media luna
- Molinete
- Molinete quebrado.
- Mordida
- Mordida invertida.
- Mordida lineal continua.
- Ocho atrás
- Ochos adornados.
- Ochos cortados.
- Orillero (Milonguero)
- Pasada
- Paso básico sincopado.
- Pasos básicos con sacada y boleo.
- Picado/s
- Planeo
- Puente y calesita.
- Sacada con giro.
- Sacada con traspié.
- Sacada cruzada, giro y ocho cortado.
- Sacada del cruce con variantes.
- Sacada y puente en un giro.
- Sacadas con boleos.
- Sacadas por la espalda
- Salida americana.
- Salida atrás.
- Salida combinada.
- Salida con adornos.
- Salida con barrida.
- Salida con traspié.
- Sentada
- Tijera
- Toque y enrosque.
- Trabada
- Traspié cruzado con giros.
- Vaivén.
- Volcada.

### Los roles de género
En la pareja varón-mujer tradicional los roles de género están sexualmente definidos. Esto quiere decir que en la pareja de tango es el hombre quien crea y dirige el baile y la mujer es quien lo sigue, aunque con una coreografía autónoma. Esta asignación tradicional de roles por género en el tango, se ve sin embargo condicionada por la también tradicional costumbre de bailar tango entre hombres.
La escritora argentina María Fasce ha novelado --no exenta de ironía-- el concepto del rol de género en el tango, en su obra La verdad según Virginia (Editorial Planeta, 2004): "Bailar no es como hacer el amor pero se le parece bastante, y aquí es donde entran en juego los hombres objeto. ¿Cómo reconocerlo? El hombre objeto no es particularmente bello --aunque que los hay, los hay-- y, en cualquier caso, se verá bello si baila muy bien bajo la luz rojiza, con una mujer que no es una y que lo descubrió primero (...) El problema con ellos es el mismo que con las mujeres objeto: por lo general se resisten a su destino de compañeros circunstanciales de la actividad en cuestión (...) No nos dejan otra salida que hacerles notar, con mayor o menor delicadeza, que su condición sólo los habilita para tomarnos de la cintura y guiarnos, como si voláramos, por la pista de baile. Porque en eso consiste el irresistible y fugaz encanto de los hombres objeto: en que podemos abandonarnos, dejarnos llevar; ellos deciden por nosotras la dirección correcta, y nos entregamos felices y confiadas, seguras de que sus deseos son los nuestros".
La coreografía tanguera también admite que ocasionalmente, sea la mujer la que "marque" el paso al varón. Carmencita Rodríguez, compañera del legendario Cachafaz, recordaba que cuando ella sentía que una corrida era apropiada, se la indicaba a su compañero, si es que este no la iniciaba antes.
A fines del año 2000 surgió en Alemania un movimiento, autodenominado tango queer, que propone bailar el tango sin que los roles estén fijos al género de quienes lo danzan. Por lo tanto, en este estilo, son frecuentes parejas de baile del mismo género y se intercambian los roles de conductor y conducido. Desde Alemania el movimiento se fue extendiendo a distintas partes del mundo. Se celebran festivales de Tango Queer en la Argentina, Alemania, Reino Unido, Dinamarca, Suecia, Uruguay, México, Estados Unidos, etc.

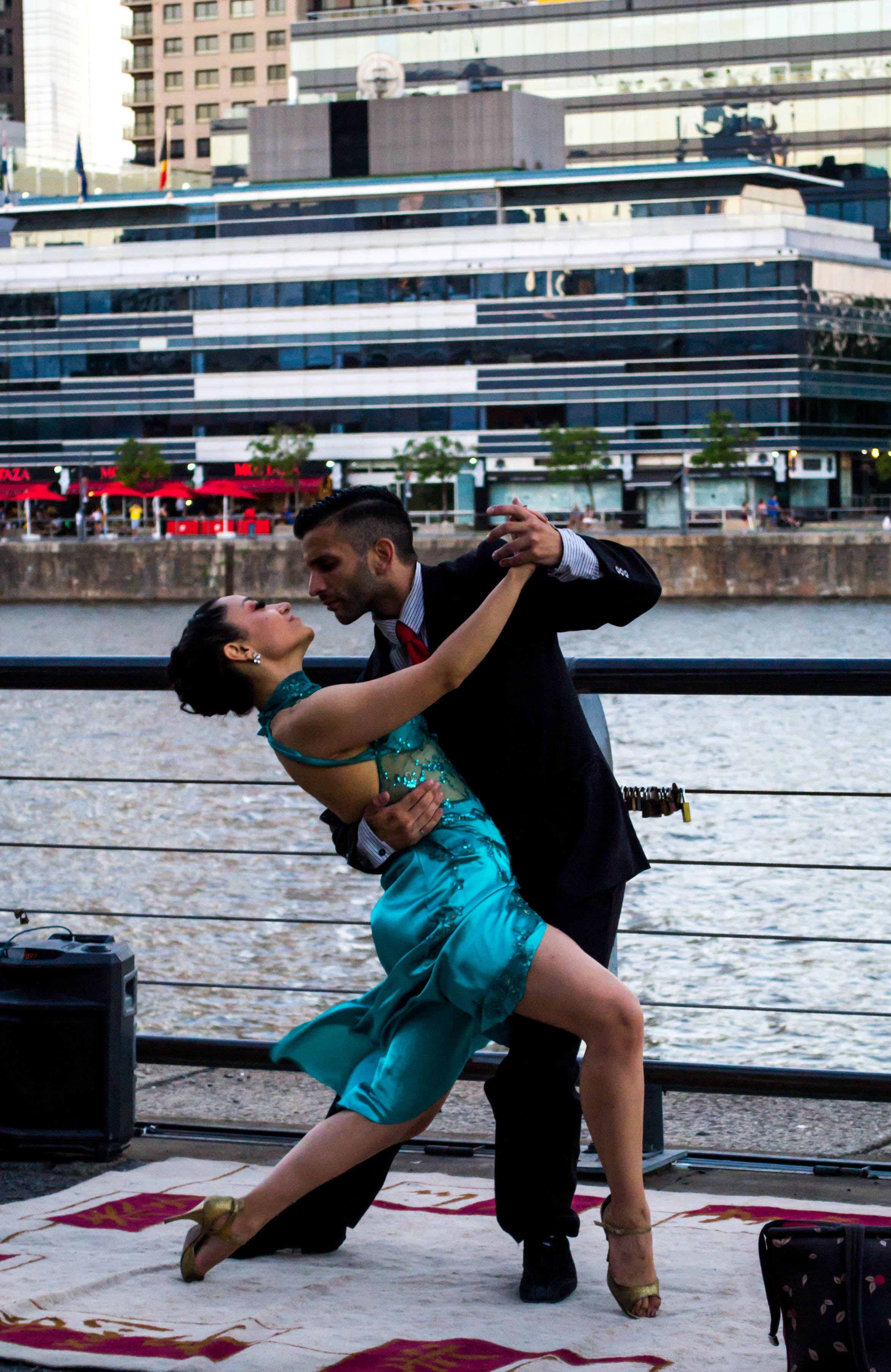
Bailarines de Tango en Puerto Madero, Buenos Aires

## Temas

### El arrabal
El tango es un arte de raíz suburbana, «arrabalero», derivado de su naturaleza popular. Cabe destacar el diferente origen de suburbio y arrabal, ahora considerados sinónimos. Arrabal es una palabra de origen árabe, que significaba ‘fuera de los muros’ en el caso de la ciudad amurallada de Montevideo. Surge y se desarrolla en los barrios de trabajadores que rodean a las ciudades rioplatenses: el «arrabal». Para el tango el arrabal es la musa inspiradora, el lugar de pertenencia que no se debe abandonar, ni traicionar, ni olvidar. Por sobre todas las cosas, el tanguero es un hombre (y una mujer) «de barrio». En el lenguaje del tango, el arrabal y el centro componen dos polos opuestos: el arrabal, muchas veces unido indisolublemente a los amigos y a «la vieja», expresa lo verdadero y lo auténtico, en tanto que el centro suele expresar lo pasajero, «las luces» que encandilan, el fracaso.
El sentimiento de pertenencia al arrabal ha llevado al tango a construir culturas de barrio, a darles personalidad. Sobre todo en Buenos Aires y Montevideo, el tango está indisolublemente ligado a la identidad de los barrios. La ciudad del tango es una ciudad vivida desde el arrabal.
Algunos tangos que toman como tema el arrabal son Mi Buenos Aires querido (Le Pera), Cafetín de Buenos Aires (Discépolo), Barrio de tango (Castillo), A media luz (Carlos César Lenzi), Yo soy la morocha (Villoldo), Balada para un loco (Ferrer), Sur (Homero Manzi).

### El desengaño
El desengaño amoroso como tema central del tango es un lugar común, aunque solo parcialmente cierto. Probablemente lo que llama la atención en la forma en la que el tango aborda el desengaño amoroso, sea el contraste del hombre «duro» y orientado al machismo, emocionalmente restringido, que se abre en las letras del tango, mostrando su interioridad y la profundidad de su sufrimiento. En el tango los hombres lloran y hablan de sus emociones, en un mundo en el que los hombres no deben llorar ni exponer sus sentimientos.
Algunos tangos relacionados con el desengaño amoroso son: Mano a mano (Celedonio Flores), Uno (Discépolo), Nostalgia (Cadícamo), Esta noche me emborracho (Discépolo), Amargura (Alfredo Le Pera).

### Deseo sexual y tristeza
El deseo sexual, sublimado en sensualidad, y la tristeza o melancolía, derivada de un estado permanente de insatisfacción, son los componentes centrales del tango. En sus orígenes esos sentimientos afloraron de la dura situación de millones de trabajadores inmigrantes mayoritariamente varones, solitarios en una tierra extraña, acudiendo masivamente a los prostíbulos, donde el sexo pago acentuaba «la nostalgia de la comunión y del amor, la añoranza de la mujer» y la evidencia de la soledad.
El tango emergió así de un «resentimiento erótico» masivo y popular, que condujo a una dura reflexión introspectiva, también masiva y popular, sobre el amor, el sexo, la frustración y finalmente el sentido de la vida y la muerte para el hombre común.
En el curso del siglo XX y con la importancia que adquirió la sexualidad y la introspección, así como una visión existencial y menos optimista de la vida, el tango desarrolló sus componentes básicos como una expresión artística notablemente relacionada con la problemática del hombre contemporáneo. Ernesto Sabato reflexiona que la reunión en el tango de componentes marcadamente existenciales con el temple metafísico, es lo que hace de esta danza o estas canciones una expresión artística singular en todo el mundo.

### La cuestión de género
Hay un consenso generalizado en reconocer al tango como machista, al menos en su forma tradicional. Son varios los tangos que celebran la violencia de género e incluso el femicidio, la abordan humorísticamente o la justifican ("Amablemente", "La biaba", "La toalla mojada", "Cuando me entrés a fallar", "Confesión", "Tortazos"). Se ha señalado también que esta característica no es exclusiva del tango y está presente como violencia simbólica en todos los géneros artísticos y en los medios de comunicación. Frases como "El tango es cosa de hombres" o "el tango es macho", ha sido acuñada para justificar el desequilibrio de género que caracteriza una gran parte de la producción tanguera.
Con respecto a la mujer, uno de los temas tradicionales del tango es el de "Milonguita", para referirse a las jóvenes que participaban de la vida nocturna y ejercían su libertad sexual, utilizando valoraciones negativas como "la que dio el mal paso" y expresiones como "minas" ("en mi vida tuve muchas minas pero nunca una mujer"), "perdición" y la asociación con el "fango" ("Fangal", "Esta noche me emborracho", "Flor de fango", "La costurerita que dio aquel mal paso"). Sin embargo también se ha señalado que muchos de los componentes del tango son contrarios al machismo, como el baile entrelazado y la exteriorización de las emociones masculinas.
En una entrevista al grupo tanguero Boquitas Pintadas, sus integrantes -todas mujeres- dicen:

- P: ¿El tango es un mundo machista?
- BP: El tango nació en una sociedad machista y, poco a poco, la sociedad está revirtiendo esa realidad y eso, claro, repercute en la música. Sabemos que antes no existían orquestas que contengan mujeres, salvo las contadas y exóticas “orquestas de señoritas”
-P: ¿Creen que se dio algún cambio en el último tiempo?
-BP: Si, por supuesto. Por suerte -y también con un dejo de melancolía-, sentimos que se están perdiendo estos personajes que son los “tangueros de ley” que nos divierten mucho y nos hacen entender el yeite del tango. Si el machismo no hubiera existido, el tango no sería lo que es. Tantas letras no tendrían sentido, tantos códigos en el baile no enriquecerían al estilo. Es un período lindo donde se mezcla esa sensualidad de la conquista del hombre en el baile y en la interpretación de los músicos con nuevos estilos y libertades de nuestra época. Es muy hermoso ver mujeres bailando juntas sin que parezca algo raro en las milongas. No sentimos ningún impedimento para vivir el tango siendo mujeres.
-P: ¿Cómo lo viven diariamente?
- BP: Súper bien, algunas veces nos encontramos con personas que todavía tienen ese “imaginario” de mujer que no podía ser profesional, y se sorprenden al escucharnos y la típica frase que ya escuchamos varias veces es: ‘¡Son mujeres y qué bien que tocan! ¡Qué fuerza! ¡Cierro los ojos y parecen hombres!’. (risas) Nos lo tomamos con humor, ¡por suerte!

### El paso del tiempo
La reflexión sobre el tiempo es una característica muy especial de las letras de tango, quizás tanto o más que el desengaño amoroso mismo. Prácticamente todos los tangos contienen una mirada desgarrada sobre el efecto destructivo del tiempo sobre las relaciones, las cosas y la vida misma. Por sobre todas las cosas el poeta tanguero manifiesta su impotencia ante esa «fiera venganza la del tiempo» y expresa «el dolor de ya no ser».
Algunos tangos relacionados con el paso del tiempo son Volver (Le Pera), Caminito (Coria Peñaloza), El corazón al sur (Eladia Blázquez), Tinta roja (Cátulo Castillo).

### Otros temas
- El amor: El día que me quieras y Amores de estudiante (Le Pera), Los mareados y De todo te olvidas (cabeza de novia) de Cadícamo.
- La muerte: Sus ojos se cerraron (Le Pera), Adiós muchachos (César Veldani), Adiós Nonino (Astor Piazzolla).
- La problemática social: Cambalache (Discépolo), Que vachaché (Discépolo), ¿Dónde hay un mango, viejo Gómez? (Ivo Pelay), Chiquilín de Bachín (Ferrer), Bronca (Battistella).
- El tango: Malena (Manzi), Che, bandoneón (Manzi), El firulete (Rodolfo Taboada), La canción de Buenos Aires (Romero), Así se baila el tango (Marvil), Pa’ que bailen los muchachos (Cadícamo), Siga el baile (Carlos Warren), Che, papusa, oí (Cadícamo), La última curda (Castillo).

### Poesía tanguera
Existe también poesía y prosa tanguera o lunfarda, creada sin ser pensada para formar parte de una canción. Entre ellos puede citarse a Julián Centeya, Celedonio Flores, Evaristo Carriego, Atilio Jorge Castelpoggi, Carlos de la Púa, Martina Íñiguez, Orlando Mario Punzi, Juan Carlos Lamadrid, Luis Luchi, Héctor Gagliardi, entre muchos. El propio Jorge Luis Borges tiene textos que pueden ser considerados tangueros como el poema Jacinto Chiclana y el cuento Hombre de la esquina rosada. También debe incluirse como poeta tanguero a Juan Gelman, quien ha dicho que para él «el tango es una manera de conversar».

## Melodía
El tango en sus primeras formas se tocó en compás de 2/4, pero ya poco antes de la consolidación de la Guardia Vieja aparecieron las primeras obras en 4/4, siendo imperante en la Guardia Nueva y en adelante. Históricamente presenta una forma binaria (tema y estribillo).
Jorge Luis Borges destacaba que la música de tango está tan conectada con el mundo rioplatense que cuando un compositor, de cualquier otra parte del mundo, pretende componer un tango «descubre, no sin estupor, que ha urdido algo que nuestros oídos no reconocen, que nuestra memoria no hospeda y que nuestro cuerpo rechaza».
Esa característica fuertemente local del tango, imbricada con el ritmo y la musicalidad del lenguaje rioplatense, ha sido reiteradamente señalada.
Una de las primeras características de la música tanguera fue la exclusión de los instrumentos de viento-metal y percusión, quitándole estridencias con el fin de construir una sonoridad intimista y cálida, capaz de transmitir la sensualidad que lo definió desde un principio.

### Instrumentación

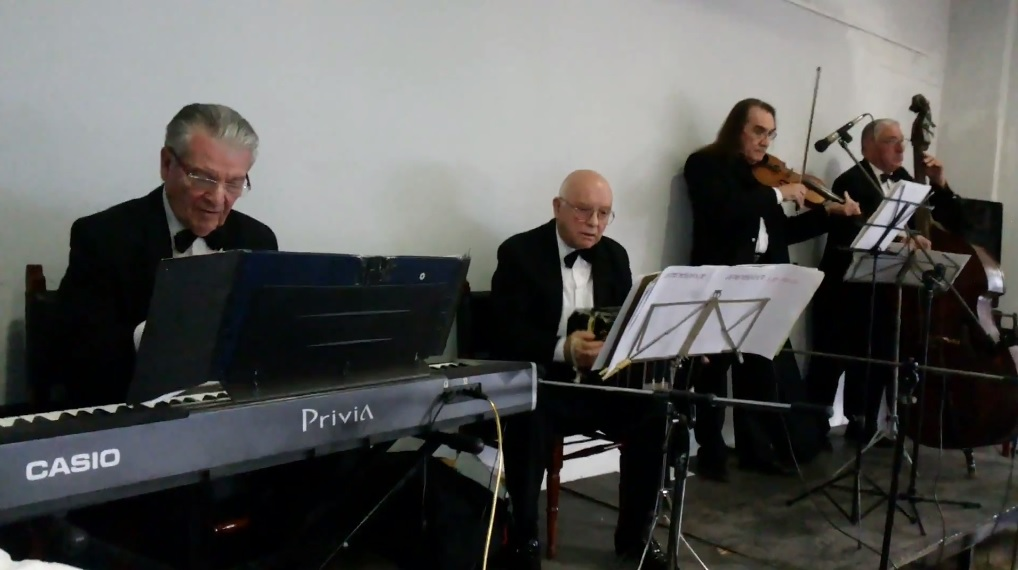
Orquesta de tango en una tanguería de Quilmes (en el Gran Buenos Aires).

Clásicamente, el tango se interpreta mediante orquesta típica o sexteto y reconoce el bandoneón como uno de los instrumentos esenciales.
Se ha dicho que «bandoneón y tango son la misma cosa». De origen alemán, fue adoptado por los tangueros al iniciarse el siglo XX para reemplazar la presencia inicial de la flauta y completar el sonido inconfundible del tango. Cátulo Castillo le atribuye «...al bandoneón la definitiva sonoridad de lamento que tiene el tango, su inclinación al quejido, al rezongo».
El bandoneón le impuso al tango su definitiva forma compleja, integrando la melodía en una base simultáneamente rítmica y armónica.
Esta complejidad melódica-rítmica-armónica, fue fortalecida más adelante con la incorporación del piano, en sustitución de la guitarra, y el desarrollo de una técnica de ejecución especialmente tanguera, fundada en la percusión rítmica. De este modo la base instrumental del tango queda definida como cuarteto de bandoneón, piano, violín y contrabajo (puede haber guitarra).
Sobre sus instrumentos se conforma la orquesta típica de tango, inventada originalmente por Julio de Caro en los años veinte y consolidada principalmente en forma de sexteto con la siguiente integración: piano, dos bandoneones, dos violines y contrabajo. La orquesta de tango, propiamente dicha, sigue el mismo esquema, ampliando el grupo de bandoneones, y agregando violas y violonchelos al grupo de las cuerdas.

## Letra

### Historia
El tango nació como música instrumental exclusivamente para ser bailado. Con el tiempo incorporó el canto, casi siempre solista, eventualmente a dúo, sin coro, ni armonías, pero manteniendo de manera bastante marcada la separación entre tangos instrumentales y tangos cantados.
En las primeras décadas del siglo XX no había radio y el cine era mudo, así que el teatro era muy popular. Pascual Contursi, Celedonio Flores, Enrique Santos Discépolo, Homero Manzi por citar algunos, fueron gente de teatro y escribían versos para las obras, algunos en lunfardo. Es lógico decir que la canción de tango fue alumbrada por el teatro y se suele comparar el tango con una pieza de teatro dramática: el cantor de tango está relatando precisamente un drama. Esto gracias también al propio Carlos Gardel, quien elegía interpretar y poner melodía a los versos que retratasen mejor los sentimientos del hombre de la ciudad, sus personajes, su lenguaje, sus lugares e idiosincrasia y, en especial, el espíritu de la gente.
El escritor Jorge Luis Borges solía decir que no le gustaba escuchar a Gardel porque hacía llorar a los porteños con sus tangos. Carlos Gardel era un hombre muy carismático y alegre pero con tendencia a la depresión. Reservado y humilde, prefería perder antes que discrepar. Dependiente de sus afectos, pero con una incontenible necesidad de llevar el tango a todo el mundo. Podemos encontrar en la canción de tango muchos rasgos de su personalidad. José Razzano decía que a veces lo encontraba melancólico y pensativo, como guardando una intensa pena.
La poesía tanguera tiene la inhabitual característica de ser considerablemente compleja, con el uso de metáforas y reflexiones filosóficas y al mismo tiempo muy popular, sobre todo en los estratos más humildes de la población. Imágenes como «el misterio de adiós que siembra el tren» que utiliza Homero Manzi en Barrio de tango (1942), o «las nieves del tiempo platearon mi sien» de Carlos Gardel en Volver (1935), o «tu mezcla milagrosa de sabihondos y suicidas» creada por Enrique Santos Discépolo en Cafetín de Buenos Aires (1948), o «tinta roja en el gris del ayer» que Cátulo Castillo puso en Tinta roja (1941), reúnen una alta complejidad poética y al mismo tiempo una alta popularidad, que ha persistido con los años.

### Lenguaje
Las letras están compuestas con base en un argot local llamado lunfardo y suelen expresar las tristezas, especialmente «en las cosas del amor».
Si bien el tango puede cantarse con una mayor o menor presencia del lunfardo en sus letras, es la pose y la sonoridad del lunfardo rioplatense la que lo caracteriza. El lunfardo no es solo un argot integrado por cientos de palabras propias, sino que también es y quizás más esencialmente, una pose lingüística, una forma de hablar algo exagerada (en la que se incluye comerse las eses), por la que suelen ser reconocidos en todo el mundo los argentinos y uruguayos, habitantes de las costas del Río de la Plata. El tango es «reo» porque el lunfardo «es reo», es decir se trata de un estilo musical construido sobre el habla popular; el lunfardo es el habla del suburbio, la voz del arrabal.
Como en ningún otro lugar el lunfardo expresa la fusión migratoria que originó las sociedades rioplatenses, expresada por el tango. El lunfardo es originado en el siglo XIX principalmente por los inmigrantes italianos que eran mayoría, tanto en Buenos Aires como Montevideo, pero contiene también otras influencias, entre ellas palabras, africanas, aimaras, mapuches, judías, gitano-españolas, gallegas, quechuas, árabes, guaraníes, polacas, portuguesas e inglesas, que se mezclan en el uso cotidiano sin conciencia de su origen.
El lunfardo fue en sus orígenes y sigue siendo hoy un lenguaje oculto-metafórico construido a partir de una notable dinámica entre la sociedad carcelaria, los jóvenes y el mundo del trabajo. De algún modo, al decir de José Gobello, el lunfardo es «una travesura léxica, algo así como un guiño travieso que el habla le hace al idioma».
En algunos momentos el lunfardo fue perseguido en el Río de la Plata y cuestionado por algunos académicos de la Real Academia Española. En las décadas de 1930 y 1940 existió la práctica de los funcionarios intermedios de censurar los tangos que contuvieran letras en lunfardo. Por esa razón muchos -entre ellos "Mano a mano" y "Los mareados" fueron reescritos. Durante la dictadura de Onganía (1966-1970) el lunfardo desapareció virtualmente del tango y la música popular. En 1969 Alejandro Dolina incluyó el término «bulín» en su tema "Fantasmas de Belgrano" y Horacio Ferrer iniciaba su famosa "Balada para un loco" con una exclamación esencialmente lunfarda: «Ya sé que estoy piantao, piantao, piantao...». Desde entonces, y a pesar de algunos intentos durante la dictadura establecida en 1976 por «adecentar» la cultura popular, el lunfardo registró un notable resurgimiento.
En los inicios del siglo XXI el lunfardo goza de una gran vitalidad, habiendo sido adoptado y reformulado por las nuevas generaciones. Algunos lingüistas como el italiano Matteo Bartoli afirmaron que el término «lunfardo» viene del término dialectal italiano lumbardo (o sea lombardo, habitante de Lombardía, una región del norte de Italia). Con el tiempo el lunfardo asimiló el cocoliche (que se fue oyendo en Buenos Aires cada vez menos en la segunda mitad del siglo XX, probablemente debido a la desaparición de los inmigrantes del sur de Italia que lo hablaban). Muchas de las palabras del cocoliche hoy en día se encuentran formando parte del lunfardo.
Algunos ejemplos lunfardos, tomados, especialmente, del italiano y del lombardo, aparecen a continuación:
- «Fiaca» (fiacca: ‘flaqueza’ en italiano): desgano, pereza;
- «Mufa» (‘moho’ en algún dialecto): fastidio y también mala suerte;
- «Gamba» (‘pierna’ en italiano): alguien que ayuda o tiene buenas intenciones, también ‘cien pesos’ porque «ayudan»;
- «Gambetear»: esquivar (principalmente en el fútbol);
- «Minga»: ‘nada’ en dialecto lombardo;
- «Yeta» (del italiano iettatura) mala suerte;
- «Yira» o «yiro» (de ‘girar, dar vueltas’ en italiano): prostituta callejera;
- «Atenti» (‘atentos’ en italiano): atención;
- «Salute» (‘salud’ en italiano);
- «Cuore» (‘corazón’ en italiano), si alguien dice «te quiero de cuore» quiere decir ‘te quiero con el corazón’.

Además, términos como afano, boludo, bardo, bondi, cana, chabón, che, chorro, escabiar, junar, mina, morfi, pibe, rajar, rea, yuta, manyar, lastrar, pilcha constituyen el habla rioplatense, en ambas márgenes del Plata, tanto en Uruguay como en Buenos Aires (ver mapa del Río de la Plata) y en otras partes de Argentina.

### Tabla
En la siguiente tabla encontramos el origen de algunos términos definidos empleados en el tango:
| Expresión                | Significado | Origen                    | Verso | Tango                    | Autor                                               |
| ------------------------ | --- | ------------------------- | --- | ------------------------ | --------------------------------------------------- |
| tamangos mango morfar    | zapatos dinero comer | africano italiano francés | Cuando rajés los tamangos, buscando ese mango que te haga morfar                                                                                       | Yira, yira               | Enrique S. Discépolo                                |
| milonga                  | 1. Danza y música cadenciosa cercana al tango 2. Lugar para bailar tango | africano                  | Con la milonga la voy de igual a igual porque también soy milonga...                                                                                   | La milonga y yo          | Leopoldo Díaz Vélez y Tito Ribero                   |
| candombe                 | Estilos musicales afrorrioplatenses (por un lado el argentino, y por otro el uruguayo -ambos diferentes hoy por hoy, aunque iguales en sus respectivos orígenes africanos del área Bantú-) con uso intenso de la percusión cercano al tango | africano                  | ¡Candombe! ¡Candombe negro! ¡Nostalgia de Buenos Aires por las calles de San Telmo viene moviendo la calle!                                            | Azabache                 | Enrique Francini, Héctor Stamponi y Homero Expósito |
| quilombo                 | prostíbulo, desorden, lío, barullo, ruido molesto | africano                  | ¿Qué destino tendrás, viejo Juan Tango iluso? Hijo de nadie y todos en un quilombo oscuro.                                                             | Viejo Juan Tango         | Juan Navarro                                        |
| laburar mina             | trabajar Mujer «fácil» o joven seductora | italiano lombardo         | Es lo mismo el que labura noche y día como un buey que el que vive de las minas el que mata, el que cura o está fuera de la ley.                       | Cambalache               | Enrique Santos Discépolo                            |
| piantao                  | loco | italiano                  | Ya sé que estoy piantao, piantao... | Balada para un loco      | Astor Piazzolla y Horacio Ferrer                    |
| chorro gil               | ladrón tonto | carcelario italiano       | Chorra: vos, tu vieja y tu papá. Lo que más bronca me da es haber sido tan gil.                                                                        | Chorra                   | Enrique Santos Discépolo                            |
| junar                    | mirar | caló                      | Como con bronca y junando... | El ciruja                | Alfredo Marino y Ernesto de la Cruz                 |
| chabón Chamuyar Firulete | ‘chambón’ o ‘torpe’ errante, perdedor hablar por lo bajo, seduciendo exceso, dibujo | caló gallego-francés      | Vos dejá nomás que algún chabón chamuye al cuete y sacudile tu firulete                                                                                | El firulete              | Mariano Mores y Rodolfo Taboada                     |
| pibe                     | niño | incierto                  | «Mamita, mamita», se acercó gritando, la madre extrañada dejó el piletón y el pibe le dijo riendo y llorando: «El club me ha mandado hoy la citación». | El sueño del pibe        | Reinaldo Yiso y Juan Puey                           |
| pilcha                   | ropa | mapundungun y quichua     | Metele a la vida, sacale partido, cambiando de nido, de pilcha y gavión,...                                                                            | ¿Por qué me das dique?   | Alberto Alonso y Rodolfo Sciammarella               |
| papirusa                 | mujer hermosa | polaco                    | En tu esquina, un día, Milonguita, aquella papirusa criolla que Linnig mentó                                                                           | "Corrientes y Esmeralda" | Celedonio Flores                                    |
| pucho                    | cigarrillo | mapudungun quechua        | Tango querido que ya pa’ siempre pasó, como pucho consumió las delicias de mi vida que hoy cenizas solo son.                                           | "Sobre un pucho"         | Sebastián Piana y José González Castillo            |

## Cinematografía

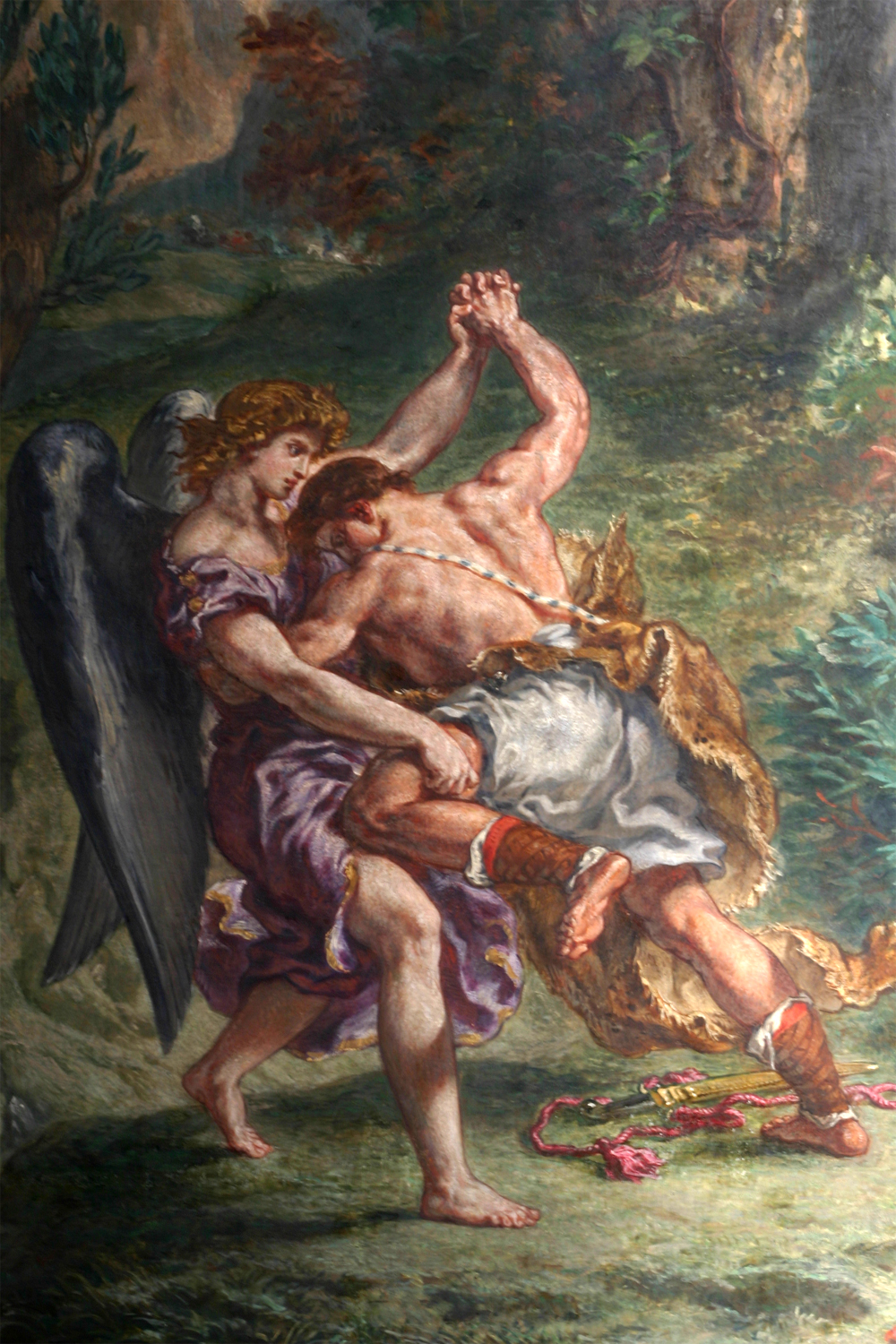
"La lucha entre Jacob y el ángel", cuadro de Eugène Delacroix que la directora Sally Potter utiliza como símbolo del tango en su filme La lección de tango, de 1997.

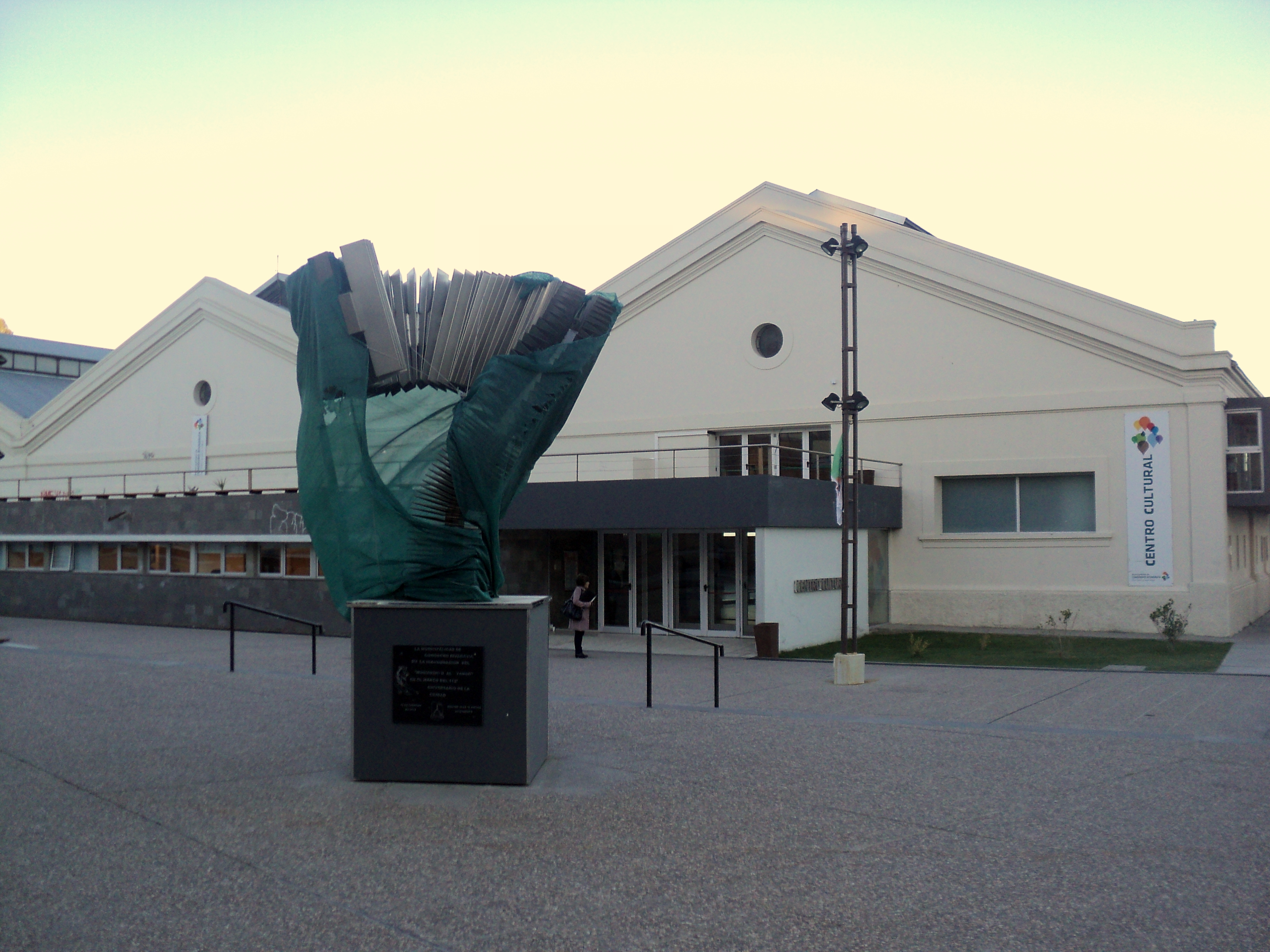
Monumento al Tango en el centro cultural de Comodoro Rivadavia.

Desde el origen mismo del cine, el tango ha sido constantemente representado en el cine, desde las famosas películas de Gardel, hasta Tango de Carlos Saura, pasando por clásicos universales como El último tango en París (1972), Soldaat van Oranje (1977) de Paul Verhoeven, El exilio de Gardel (Tangos) (1985) de Pino Solanas, o Perfume de mujer (Scent of a women, 1992) con Al Pacino.
Algunas películas referidas al tango son las siguientes:
- Consejo de tango (1932), dirigida por Luis José Moglia Barth; con María Esther Gamas y Carlos Viván.
- ¡Tango! (27 de abril de 1933), dirigida por Luis José Moglia Barth. Fue el arranque del cine sonoro comercial argentino y del nacimiento de Argentina Sono Film.
- El exilio de Gardel (Tangos) (1984), dirigida por Pino Solanas.
- Sur (película) (1988), dirigida por Pino Solanas.
- La peste (película) (1991) de Luis Puenzo
- Después de la tormenta (1991) de Tristán Bauer
- Naked tango (1991) de Leonard Schrader
- Funes, un gran amor (1993) de Raúl de la Torre
- La lección de tango (1997) de Sally Potter, historia semiautobiográfica, en la que una directora de cine se relaciona con un bailarín de tango, y se plantea una trama relacionada con el rol director de cada uno, en la danza, el cine y la vida. Sally Potter propone una visión del tango como lucha y lo simboliza en el cuadro "La lucha entre Jacob y el ángel" del pintor francés Eugène Delacroix, que se hace omnipresente en la película.
- Tango (1998) dirigida por Carlos Saura; nominada al Óscar a la mejor película extranjera y premio a la fotografía en el Festival de Cannes, entre otros galardones.
- Tango Magic (1999) de Lawrence Jordan
- Assassination Tango (2002) de Robert Duvall
- Russkie v Gorode Angelov (primer episodio de la serie de TV, 2003)
- 12 Tangos - Adiós Buenos Aires (2005) de Arne Birkenstock.
- Si sos brujo: Una historia de tango (2005) de Caroline Neal
- Valentina's Tango (2007) de Rogelio Lobato
- Fantasma de Buenos Aires (2009) de Guillermo Grillo
- El último aplauso (2009) dirigida por German Kral, película documental, una coproducción germano-argentina, que narra la historia de un grupo de cantantes de tango de Buenos Aires que solía tocar en uno de los bares de tango más famosos de la ciudad, el “Bar El Chino”.
- Pichuco (pelicula) (2014) de Martin Turnes.  Un recorrido musical por la obra de Aníbal Troilo alias "Pichuco", uno de los personajes fundamentales de la historia del Tango y la música Argentina.
- Un disparo en la noche 2 (2019) de Alejandro Diez (director)

## Estilos nacionales

### El tango en Argentina y en Uruguay
En Buenos Aires ciertos barrios tienen una especial impronta tanguera, como El Abasto, San Telmo o La Boca y en Montevideo, Barrio Sur, Ciudad Vieja, La Mondiola, La Unión y otros barrios. También son importantes las academias de tango, donde se aprende y baila tango. Otras ciudades de la Argentina y Uruguay tienen importantes centros o actividades tangueras. En Santa Fe se organiza la Semana del Tango, un evento organizado y producido por el grupo Tangofex4, patrocinado por la municipalidad de Santa Fe y del Sindicato de Luz y Fuerza, en el que confluyen, entre músicos, bailarines, cantores, artistas plásticos, diseñadores y fotógrafos, más de 100 artistas de todo el país, con muchos espectáculos libres y gratuitos. La ciudad de San Carlos de Bariloche organiza anualmente desde el año 2002, en la primera quincena de marzo, la Cumbre Mundial de Tango.

### El tango brasileño
El tango brasileño se formó de manera simultánea al tango rioplatense y a partir de influencias similares, como el candomblé y el lundu de origen africano, la habanera cubana, el tango andaluz y la polka y mazurca europeas.
El tango brasileño evolucionó hacia el maxixe (estilo conocido como tango brasileño) y el choro, con ejecutantes como Ernesto Nazareth, Chiquinha Gonzaga. Nazareth se inició tocando "tangos" y luego transcribió sus partituras al «chorinho», presionado por las compañías discográficas, "que deseaban transmutar el tango brasileño hacia el chorinho y el samba". Chiquinha Gonzaga, en cambio, siguió componiendo tangos, tangos–choros, valses, mazurcas, gavotas, polcas y habaneras, en estilo brasileño.
El tangos brasileño ha seguido teniendo importantes compositores como Lina Pesce, David Nasser, José Fernandes, Nelson Gonçalves y otros, sobre todo en las regiones ubicadas al sur de Brasil, en especial en el Estado de Río Grande do Sul.

### El tango en Colombia
El tango en Colombia se hizo muy popular a principios del siglo XX, cuando numerosos artistas argentinos llegaron al país. Específicamente la ciudad de Medellín, una de las capitales del tango, fuera de Argentina y Uruguay. En la ciudad, se encuentran gran cantidad de bares de este género, e igualmente en el resto de Colombia. En los años 1930 se comenzó a hacer más popular, y a expandir por el resto del territorio nacional. Un hecho histórico, precisamente, fue la muerte de Carlos Gardel en Medellín en el año 1935 en un accidente aeronáutico. En la actualidad, en Colombia, existe el Colombia Tango Festival un evento internacional sobre el género realizado en Manizales, el Festival Anual del Tango en Medellín y el Festival Universitario de Tango, que en el año 2014 alcanzó su décima versión en el mes de mayo integrando a los grupos de tango universitarios de la capital. Igualmente, existen varias academias, y lugares para aprender a bailar. En Medellín existe la Casa Museo Gardeliana, donde se exhiben objetos del cantante.
En Manizales existe la emblemática calle del Tango, que recibe su nombre debido a que hay 4 sitios donde se bailan y se escuchan los ritmos de Río de La Plata: Los Faroles, Reminiscencias Tango Show, Tiempo de Tango y Grill La Feria.

### El tango en Chile
Desde las primeras décadas del siglo XX se bailó el tango tanto en la capital chilena, Santiago, como ―especialmente― en el puerto de Valparaíso, donde aún se desarrolla la afición por el baile arrabalero. Subsisten algunas academias, programas radiales y festivales donde se reúnen los tangueros.
Entre los tangueros chilenos o vinculados estrechamente con la cultura chilena se destacan Cátulo Castillo, que vivió hasta los 16 años en Chile, el bandoneonista Gabriel Clausi (El Chula) que se instaló con su orquesta en Viña del Mar entre 1944 y 1953 y compuso el tango «En un rincón del café». En la orquesta de Clausi sobresalieron los cantantes de tango Jorge Abril y Chito Faró. Este último, autor del célebre vals «Si vas para Chile», compuso también varios tangos, entre ellos el difundido «Matecito de plata».
Pero en el tango chileno se destaca sobre todo Porfirio Díaz -autor también del clásico folklórico chilote "Viejo lobo chilote"- que reinó en el mundo del tango en Chile con su propia orquesta desde fines de la década de 1930. Otros destacados intérpretes fueron Armando Bonasco, Cármen Carol, el dúo Sonia & Miriam y Pepe Aguirre.
Entre las obras recomendadas se encuentra el álbum Tango/Chile, de la orquesta del Chula Clausi, que reúne grabaciones realizada en Chile para RCA entre 1944 y 1948.

### El tango de Finlandia
El tango de Finlandia comenzó a tomár características propias en la década de 1930. Se distingue de las demás variantes por su casi exclusiva ejecución en tonalidades menores y en los temas, que reflejan convenciones establecidas en el folclore finés. Uno de los puntos destacados es el Tangomarkkinat, o festival de tango, celebrado anualmente desde 1985 en Seinäjoki, considerada por los tangueros fineses como la segunda ciudad del tango después de Buenos Aires. Entre los artistas se destacan Olavi Virta (1915-1972) y Unto Mononen (1930-1968). Según consigna el artículo «Finlandia canta el tango como ninguna», es a partir de 1910 el tango llega a Finlandia a través de Francia y Alemania; según la tradición oral fue una pareja de bailarines daneses la que en 1913 mostró por primera vez cómo se bailaba el tango. La musicóloga uruguaya Adriana Santos Melgarejo realiza dicho artículo de divulgación periodística donde enmarca el tango en Finlandia aludiendo al trabajo de otros investigadores.

### El tango de otros países

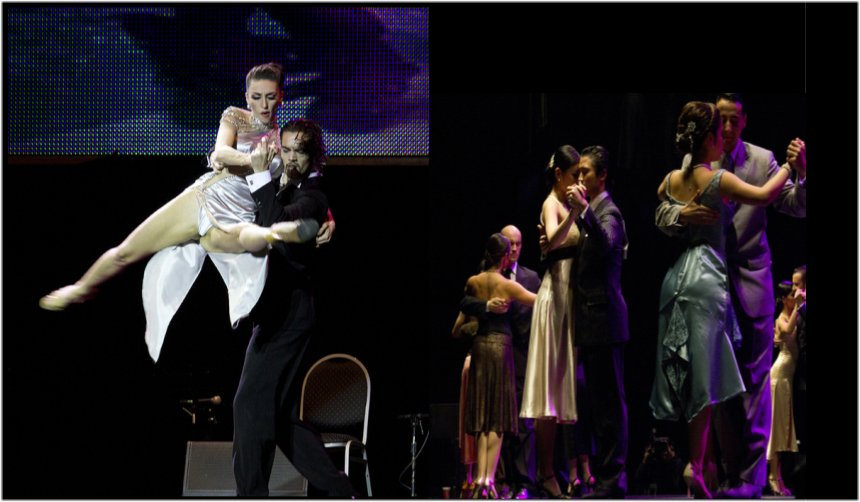
Campeonato Mundial de Baile de Tango. Se realiza en agosto anualmente en Buenos Aires y se compite en dos categorías: tango escenario (izquierda) y tango de pista (derecha)

- El tango liscio,[245] propio de Italia.
- El tango ucraniano.[246]

## Eventos tangueros

### Festival y Campeonato Mundial de Baile de Tango
El Campeonato Mundial de Baile de Tango se realiza anualmente, durante el mes de agosto, en Buenos Aires. Parejas de todo el mundo compiten en dos categorías: tango de pista y tango escenario. El Campeonato se desarrolla en el marco de un Festival de Tango de dos semanas de duración en el que se presentan los principales artistas del género.
Los campeones de la edición 2013 fueron las parejas integradas por Jesica Arfenoni y Maximiliano Cristiani (tango de pista) y Guido Palacios y Florencia Zárate Castilla (tango escenario), ambas de Argentina.

### Festival y Campeonato Europeo de Baile de Tango
Desde 2010 se realiza anualmente, en la última semana de junio, el Campeonato Europeo de Baile de Tango, también en el marco de un festival de tango, siguiendo el formato del festival y campeonato mundial que se realiza en Buenos Aires. Los campeones clasifican directamente para la final del campeonato mundial.

### Feria del Libro Lunfardo y Tanguero
Desde 2004 la Academia Porteña del Lunfardo organiza en Buenos Aires la Feria del Libro Lunfardo y Tanguero. La misma se realiza anualmente durante todo el mes de diciembre. En la feria se exponen y venden libros, discos y publicaciones de tango y lunfardo, se realizan conferencias y presentaciones, se presentan artistas y músicos y se proyectan películas, relacionadas con los temas de la feria.

### Festivales de Tango Barriales
Desde el año 2010 se lleva adelante en la ciudad de Buenos Aires distintas iniciativas de festivales independientes de fuerte identificación territorial organizado por los artistas y la propia comunidad de vecinos y actores culturales.  Algunos de ellos son: Festival de Tango de Boedo (mes de marzo y abril), Festival de Tango de la República de La Boca (mes de noviembre), Festival de Tango de Flores (mes de septiembre) y el Festival de Tango de Urchasdonia (noviembre).

### Algunos tangos
- Al mundo le falta un tornillo
- Balada para un loco
- El choclo
- El día que me quieras
- La cumparsita
- La yumba
- Mano a mano
- Los mareados
- 'Malena'
- Mi noche triste
- Por una cabeza
- 'Viejo smoking'